# Титаник
«Тита́ник» (англ. RMS Titanic) — британский трансатлантический грузопассажирский и почтовый пароход, второй лайнер класса «Олимпик» компании «White Star Line». Лайнер был построен для совершения регулярных рейсов между Саутгемптоном и Нью-Йорком протяжённостью около 5800 км раз в неделю (в один конец). Крупнейшее судно начала XX века. При строительстве получил номер 401.
Во время первого рейса, в ночь с 14 на 15 апреля 1912 года, столкнулся с айсбергом и затонул в Северной Атлантике.
Строился в Белфасте на верфи «Harland & Wolff» с 1909 по 1912 год. «Титаник» был оборудован двумя четырёхцилиндровыми паровыми машинами и паровой турбиной. Вся силовая установка обладала мощностью 55 000 л. с. Лайнер мог развивать скорость до 23 узлов (42 км/ч). Его водоизмещение, превышавшее пароход-близнец «Олимпик» на 243 т, составляло 52 310 т. Корпус судна был изготовлен из стали. Трюм и нижние палубы разделялись на 16 отсеков переборками с герметичными дверями. При повреждении днища попаданию воды в отсеки препятствовало двойное дно. Журнал «Shipbuilder» назвал «Титаник» практически непотопляемым, это высказывание получило широкое распространение в прессе и среди общественности. В соответствии с устаревшими правилами «Титаник» был оснащён 20 спасательными шлюпками, суммарной вместимостью 1178 человек, что составляло лишь треть от максимальной загрузки парохода.
Каюты и общественные помещения «Титаника» разделялись на три класса. К услугам пассажиров первого класса были представлены плавательный бассейн, корт для игры в сквош, ресторан «À La Carte», два кафе, гимнастический зал. Во всех классах имелись обеденные и курительные салоны, открытые и закрытые променады. Наиболее роскошными и изысканными были интерьеры первого класса, выполненные в различных художественных стилях с использованием дорогих материалов, таких как красное дерево, позолота, витражное стекло, шёлк и прочие. Каюты и салоны третьего класса оформлялись максимально просто: стальные стены окрашивались в белый цвет либо обшивались деревянными панелями.
10 апреля 1912 года «Титаник» отправился из Саутгемптона в Нью-Йорк, в свой первый и единственный рейс. Совершив остановки во французском Шербуре и ирландском Квинстауне, лайнер вышел в Атлантический океан с 1317 пассажирами и 908 членами экипажа на борту. Планировалось прибыть в Нью-Йорк 17 апреля. Командовал судном капитан Эдвард Смит. 14 апреля радиостанция «Титаника» приняла семь ледовых предупреждений, однако лайнер продолжал двигаться почти на предельной скорости. Чтобы избежать встречи с плавучими льдами, капитан приказал идти чуть южнее привычного маршрута.
14 апреля в 23:39 вперёдсмотрящий Фредерик Флит доложил на капитанский мостик об айсберге прямо по курсу. Меньше чем через минуту произошло столкновение. Получив несколько пробоин, пароход начал тонуть. В шлюпки сажали в первую очередь женщин и детей. В 2:18 15 апреля, разломившись на две части, «Титаник» затонул, унеся жизни 1496 человек. 712 спасшихся человек подобрал пароход «Карпатия».
Обломки «Титаника» лежат на глубине 3750 м. Впервые их обнаружила экспедиция Роберта Балларда в 1985 году. Последующие экспедиции подняли со дна тысячи артефактов. Носовая и кормовая части глубоко ушли в донный ил и находятся в ветхом состоянии, подъём их на поверхность в целости не представляется возможным.

## Проект

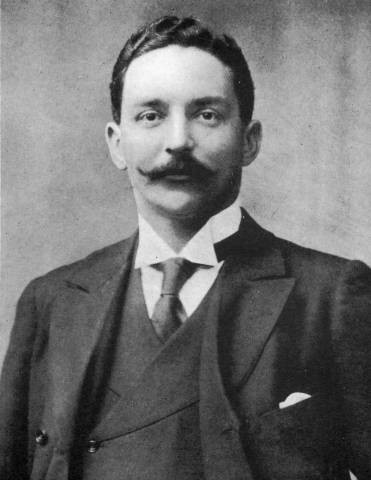
Джозеф Брюс Исмей —инициатор строительства лайнеров класса «Олимпик», директор «Уайт Стар Лайн»

### Идея
В начале XX века на рынке трансатлантических перевозок сложилась интенсивная конкуренция между судоходными компаниями «Кунард Лайн» и «Уайт Стар Лайн». Обе они были британскими, но «Уайт Стар Лайн» входила в американский трест «International Mercantile Marine Company» («IMM»), а «Кунард Лайн» находилась под влиянием британского Адмиралтейства. В 1907 году компания «Кунард Лайн» ввела в эксплуатацию паротурбоходы «Мавритания» и «Лузитания» — самые большие суда в мире того времени. Кроме того, они были способны развивать скорость до 25 узлов (46 км/ч), что позволяло им пересекать Атлантический океан за 5 дней.
Появление больших, быстроходных и надёжных лайнеров у основного конкурента пагубно отразилось на прибыли «Уайт Стар Лайн». Её исполнительный директор, Джозеф Брюс Исмей, проконсультировавшись с президентом ирландской судостроительной верфи «Харленд энд Вулф» Уильямом Пирри, принял решение о строительстве двух суперлайнеров, не столь быстроходных, как «Лузитания» и «Мавритания», но превышающих их по водоизмещению, пассажировместимости и уровню сервиса. По замыслу руководителей судоходной компании, первым заступить на службу должен был пароход «Олимпик», а через 10 месяцев — «Титаник», названный в честь героев древнегреческих мифов — титанов, которые вознамерились свергнуть богов-олимпийцев, за что были низвергнуты ими в Тартар.

### Проектирование
Проектированием судов класса «Олимпик» занялся конструкторский совет верфи «Харленд энд Вулф». В него входили глава верфи Уильям Пирри, директор-распорядитель Александр Карлейль, директор конструкторского бюро Томас Эндрюс и его заместитель Эдвард Уайлдинг. Карлейль разработал проект корпуса, составил планы установки машин и механизмов, Эндрюс полностью отвечал за разработку проектной документации. Конструкторские чертежи заняли 411 отдельных документов. Ознакомившись с основными из них, руководство «Уайт Стар Лайн» заключило соглашение о строительстве двух гигантских лайнеров с верфью «Харленд энд Вулф», с которой давно имела тесные экономические отношения.

## Постройка

### Подготовка

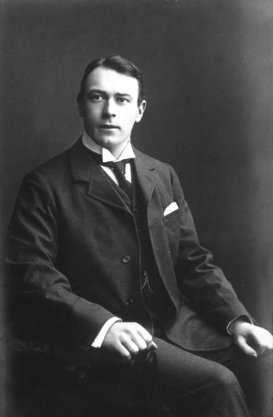
Томас Эндрюс — главный конструктор «Титаника»

Чтобы сохранить конкурентоспособность среди центров судостроения, белфастская верфь «Harland & Wolff» ещё в 1903 году начала возведение самого крупного сухого дока в мире. Уильям Пирри предвидел увеличение размеров судов в краткосрочной перспективе. Новое сооружение получило название «Сухой док Томпсона», контракты на его строительство были заключены в 1903 году со сроком исполнения в 3,5 года. Главным подрядчиком стала лондонская фирма «Scott & Middleton», но местные компании тоже вовлекались в работы стоимостью £ 350 000. Длина дока составляла 259 м, ширина — 39 м, толщина основания — 6 м. Перед началом строительства в устье реки Лаган были проведены дорогостоящие дноуглубительные работы. Док предназначался для достройки и ремонта больших судов, таких как лайнеры класса «Олимпик».
Для постройки «Олимпика» и «Титаника» — первых пароходов класса «Олимпик», три старые строительные площадки верфи пришлось преобразовать в две новые. В ходе подготовки к постройке лайнеров над двумя новыми стапелями мостостроительной компанией «Sir William Arrol & Co.» были сооружены козловые рамы высотой 69,5 м, шириной 83 м и массой свыше 6 тысяч тонн, а над ними возведён 200-тонный с 60-метровой стрелой рамно-башенный портальный кран — самый большой в мире на тот момент. Для выполнения всевозможных грузоподъёмных работ были установлены ещё 12 вспомогательных мобильных кранов и 6 движущихся ферм (по 3 над каждым стапелем).

### На стапелях

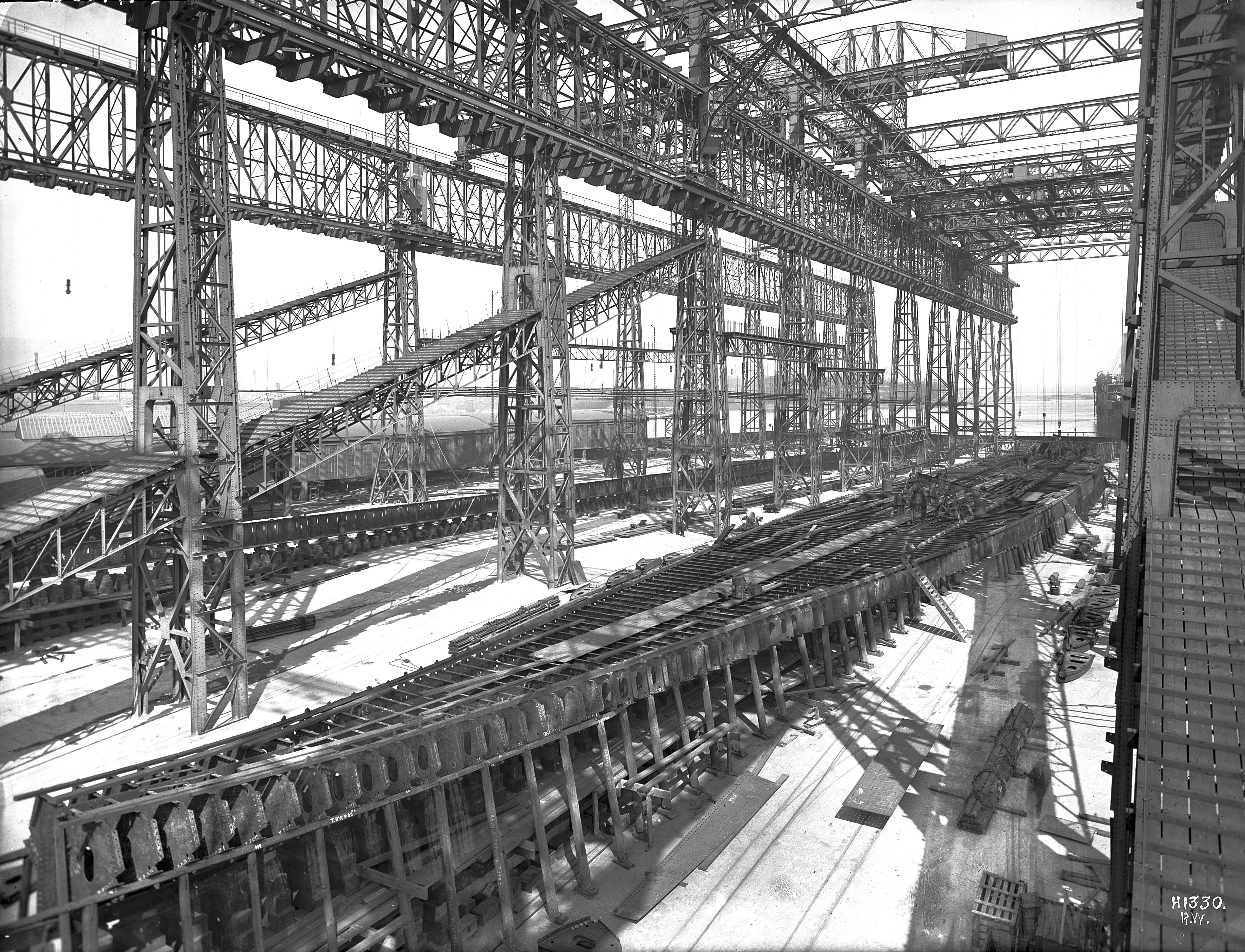
Начальная стадия строительства. На переднем плане киль «Олимпика», на заднем — «Титаника», 1909 год

Чертежи будущего гиганта были одобрены 29 июля 1908 года. «Титанику» был присвоен серийный номер 401. Киль лайнера был заложен 31 марта 1909 года. Постройка «Титаника» велась по классической схеме: на горизонтальный киль — монолитный стальной брус толщиной 7,62 см, устанавливался вертикальный. К нему крепились балки, соединённые между собой стальными клёпанными листами, которые образовывали настил второго дна. По бокам от килевого бруса устанавливались стрингеры, обеспечивающие продольную жёсткость вдоль длины корпуса. На судах класса «Олимпик» устанавливали по 4 днищевых стрингера на каждой стороне между центральной балкой и крайним листом. Кроме них, под будущим машинным отделением для повышения жёсткости установили дополнительные стрингеры. После сооружения настила второго дна перпендикулярно к килю с обоих бортов устанавливались стальные шпангоуты, представляющие собой профильные балки. Шпангоуты правого и левого бортов соединялись поперечными стальными балками — бимсами, на которых крепились палубные настилы. К 20 ноября 1909 года был готов основной металлический остов — каркас из переборок и 300 поперечных стальных шпангоутов. Шпангоуты высотой по 20 м достигали настила шестой палубы (палубы B) и отстояли друг от друга на расстоянии 91 см, но в носовой части это расстояние сокращалось до 60 см, а в кормовой — до 69 см. В области расположения тяжёлых машин и механизмов прочность повысили путём установки через небольшие расстояния рамных шпангоутов.
Каркас корабля обшивался стальными листами 9 × 1,87 м толщиной от 2,5 до 3,8 см и массой, варьировавшейся в зависимости от толщины в диапазоне от 2,5 до 4,5 т. Листы наружной обшивки имели одинаковый размер с листами настила палуб. Габариты были стандартными для сталелитейного производства того времени. При строительстве «Титаника» использовалась сталь наивысшего сорта, которая ещё долгие годы после него оставалась промышленным стандартом. Однако стальные листы ещё до крепления имели небольшой дефект. Дело в том, что на верфи «Harland & Wolff» перфорацию заклёпочных отверстий осуществляли «холодным способом» при помощи пробойника и кувалды, в результате по периферии отверстий образовались микротрещины. Листы скреплялись тремя рядами стальных и железных заклёпок. Железо для заклёпок не было наивысшего качества. Заказывая материал для заклёпок, «Harland & Wolff» остановила свой выбор на бруске № 3 стандарта «Best», в то время как большинство судостроителей уже тогда предпочитали использовать образец № 4 («Best-best»), традиционно шедший на изготовление якорей, цепей и заклёпок. Предел прочности на разрыв в образце № 4 приближался к 80 % от аналогичной характеристики стали, тогда как в № 3 составлял только 73 %. Всего на постройку «Титаника» ушло свыше трёх миллионов заклёпок. 75 % из них забивались вручную, остальные — при помощи гидравлической клепальной пушки.
Постройку «Титаника» осуществляли около 1500 рабочих. Самым младшим из них было по 12—13 лет. Мальчики работали с заклёпками: разогревали их на портативных коксовых печах до температуры 815—990°С и быстро подносили в указанное место. В то время соблюдению правил техники безопасности практически не уделялось внимания. Этим объясняется большое количество несчастных случаев. За время работ на стапеле погибло 6 рабочих, большинство из них от падения с большой высоты, ещё двое погибли в цехах и подсобных помещениях верфи. 246 человек получили травмы, из них 28 — тяжёлые (приведшие к ампутациям конечностей, раздробления костей).

### Спуск на воду
Спуску лайнера на воду предшествовала длительная подготовка. Вначале разбирались леса. Затем масса ещё не полностью построенного судна с подкилевых дубовых колодок переносилась на гидравлические курки, после чего из-под днища убирались опоры и стойки, которые поддерживали корпус в требуемом положении, крепились деревянные салазки. По окончании этой операции тщательно смазывались спусковые дорожки. Для спуска большого судна на эти цели уходило 23 тонны паровозного масла, смазки из рыбьего жира и жидкого мыла.
31 мая 1911 года по случаю спуска «Титаника» на воду на набережной Белфаста и на песчаных отмелях реки Лаган собралось порядка 100 000 человек. Большой резонанс был вызван ещё и тем, что на этот же день «White Star Line» запланировала выход из Белфаста успешно прошедшего ходовые испытания «Олимпика». На специальной трибуне возле корпуса лайнера находились почётные гости: владелец треста «IMM» Джон Пирпонт Морган, Джозеф Брюс Исмей с дочерью Маргарет, лорд и леди Пирри, мэр Белфаста и другие сановники. Неподалёку от носовой части были установлены ещё три трибуны: две для приглашённых гостей, одна для прессы. Как и все суда компании «White Star Line», «Титаник» не проходил традиционный обряд «крещения», о его борт не разбивали бутылку с шампанским.
Около полудня заключительный обход совершил президент судоверфи Уильям Пирри, напоследок ещё раз проинструктировав рабочих. В это время в воздух взлетела сигнальная ракета, призывая все мелкие суда покинуть залив, поскольку приближалось время спуска. По этой же причине на корме «Титаника» был поднят красный флаг. В 12:13 при помощи гидравлического пускового механизма были отданы курки, корабль начал движение по наклонной плоскости стапеля. В 12:14 «Титаник» за 62 секунды благополучно сошёл кормой вперёд со стапеля в реку Лаган. Для торможения использовались шесть якорей и две прикреплённые к судну якорные цепи по 80 тонн каждая, которые волочились по дну, останавливая развивший скорость 12 узлов «Титаник». До полной остановки новый лайнер прошёл половину своей длины.

### Завершение постройки
После спуска на воду «Титаник» отбуксировали на достроечный причал, где проходили дальнейшие работы. В ходе достройки предстояло установить всё тяжеловесное оборудование (котлы, паровые машины, турбину, румпельную машину, генераторы и прочие узлы), поставить дымовые трубы и мачты, подвести коммуникации, отделать и меблировать помещения. На момент начала достроечных работ масса корабля (по сути, лишь каркаса, обшитого листами) составляла 26 тысяч тонн. Поначалу «Титаник» ничуть не отличался от своего «близнеца» «Олимпика». В первом рейсе «Олимпика» принял участие Брюс Исмей, в ходе путешествия он отметил ряд мелких недостатков, которые были исправлены на «Титанике». В частности, Исмей обратил внимание на чересчур просторные прогулочные палубы. На «Титанике» лишние площади были заняты дополнительными каютами. Также на «Титанике» был увеличен холл для приёмов первого класса, показавшийся Исмею на «Олимпике» слишком тесным. Третье изменение касалось променада (прогулочной палубы) первого класса на палубе А. Глава компании посчитал, что на «Титанике» носовую часть палубы нужно застеклить, чтобы уберечь пассажиров от дождя и ветра.
Тяжеловесное оборудование устанавливали на места при помощи немецкого плавучего крана грузоподъёмностью 250 тонн. Котлы были опущены в котельные отделения через шахты дымовых труб. Отливку деталей и производство механизмов осуществляли литейные и сборочные цеха преимущественно «Харленд энд Вулф». До начала отделочных работ были смонтированы электрооборудование, водопровод и система вентиляции.
18 сентября 1911 года «Уайт Стар Лайн» объявила предварительную дату выхода «Титаника» в первый рейс — 20 марта 1912 года.
20 сентября «Олимпик» столкнулся с крейсером «Хоук», лайнеру потребовался срочный ремонт в сухом доке «Харленд энд Вулф». Чтобы завершить все ремонтные работы в максимально короткие сроки, на «Олимпик» с «Титаника» было отозвано порядка 1000 рабочих. Задержка вынудила перенести дату отправления на 10 апреля.
В декабре были установлены четыре дымовые трубы. В январе 1912 года на верхней палубе «Титаника» были поставлены 20 спасательных шлюпок, возведён капитанский мостик. В начале февраля в сухом доке на «Титаник» установили три гребных винта, произвели окончательную покраску корпуса, в том числе ниже ватерлинии, наладили систему беспроводной связи. К концу марта 1912 года основная часть работ над лайнером была завершена.
30 марта новый пароход был застрахован сроком на один год в компании «Атлантик», входившей в страховую корпорацию «Lloyd’s of London», на сумму 5 млн долларов США при том, что его постройка обошлась «Уайт Стар Лайн» в $ 7,5 млн. Страховка покрывала как полную потерю судна, так и выход его из строя.

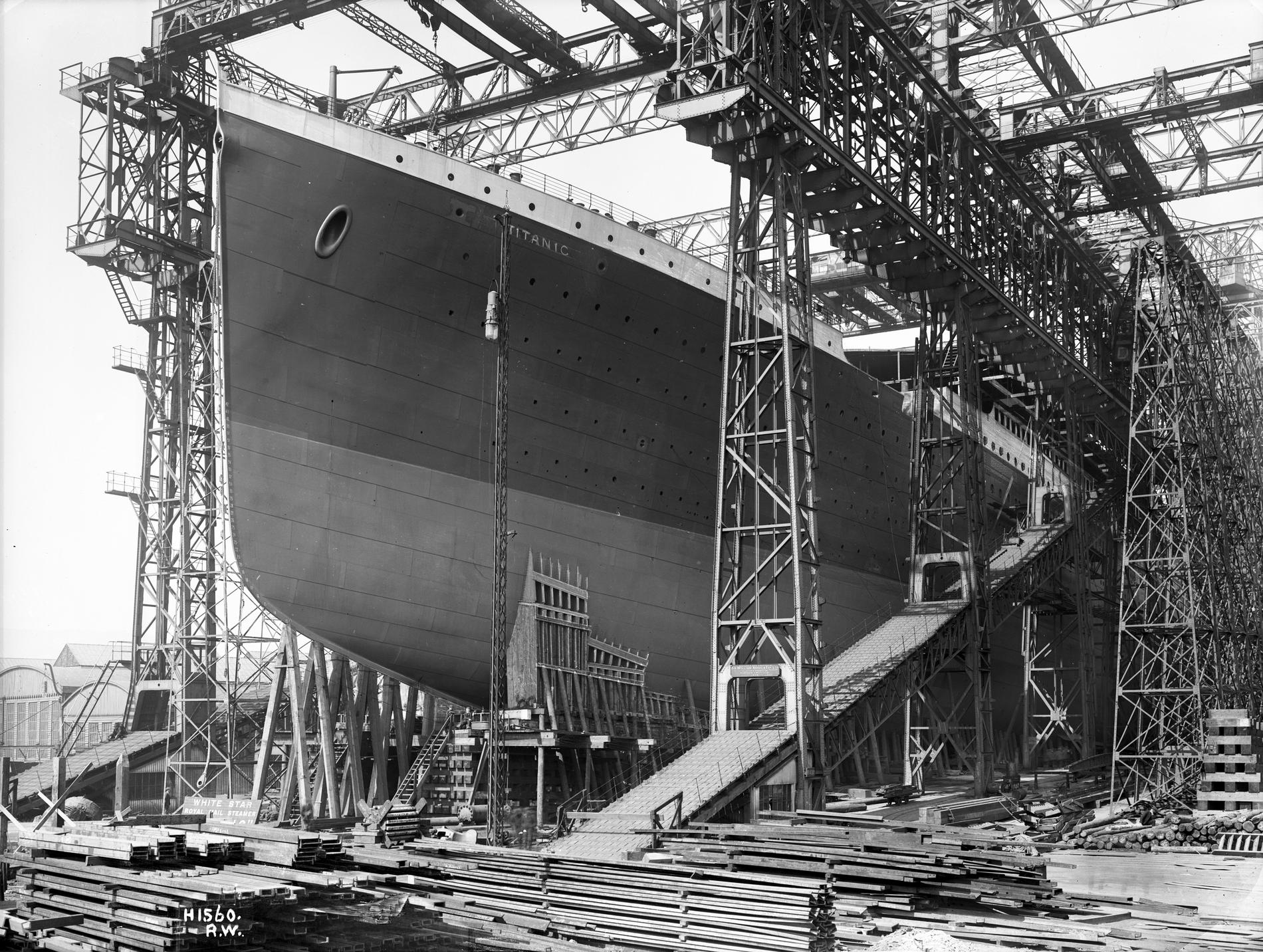
«Титаник» на стапеле перед спуском на воду в 1911 году
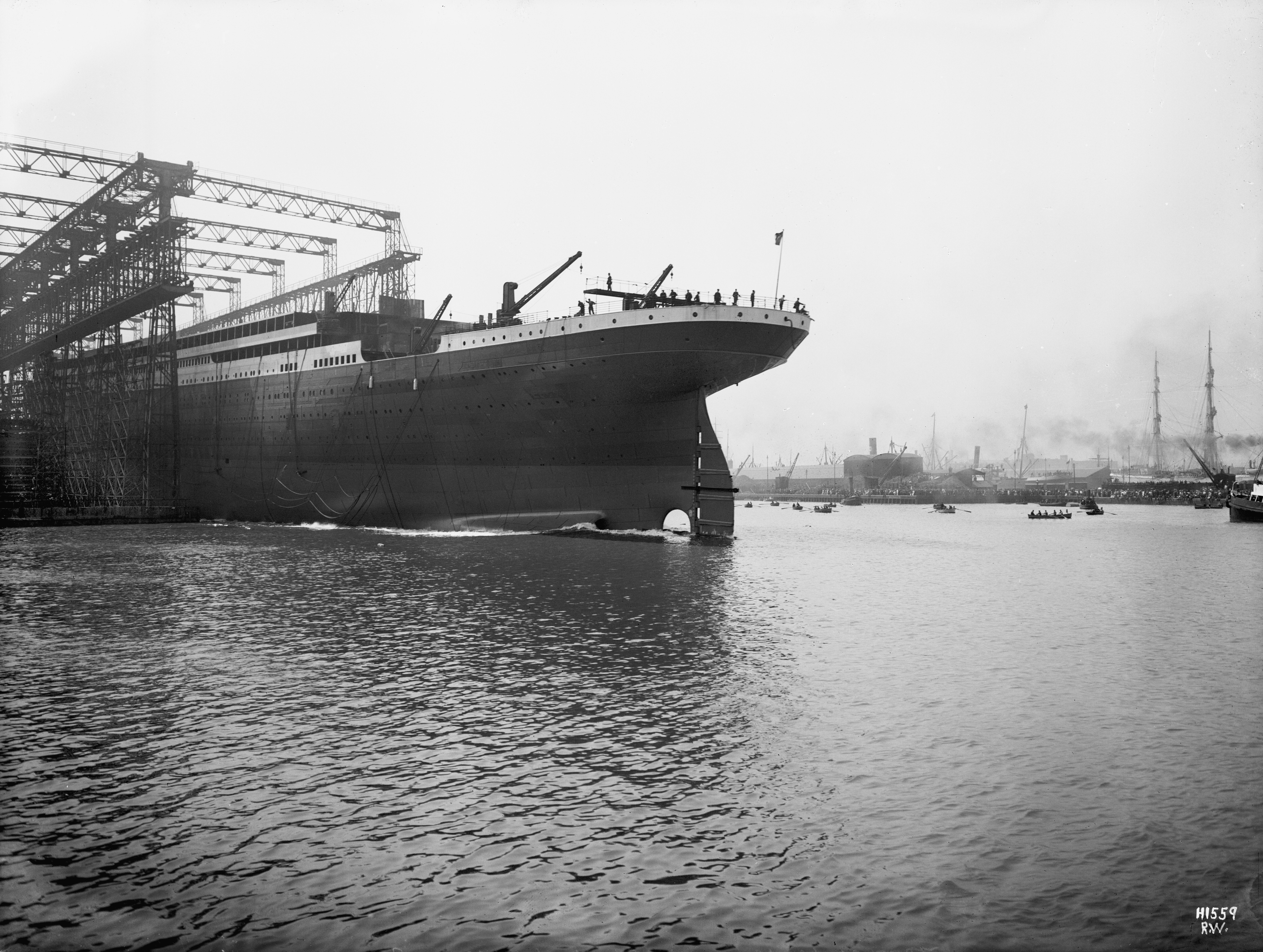
«Титаник» сходит со стапеля
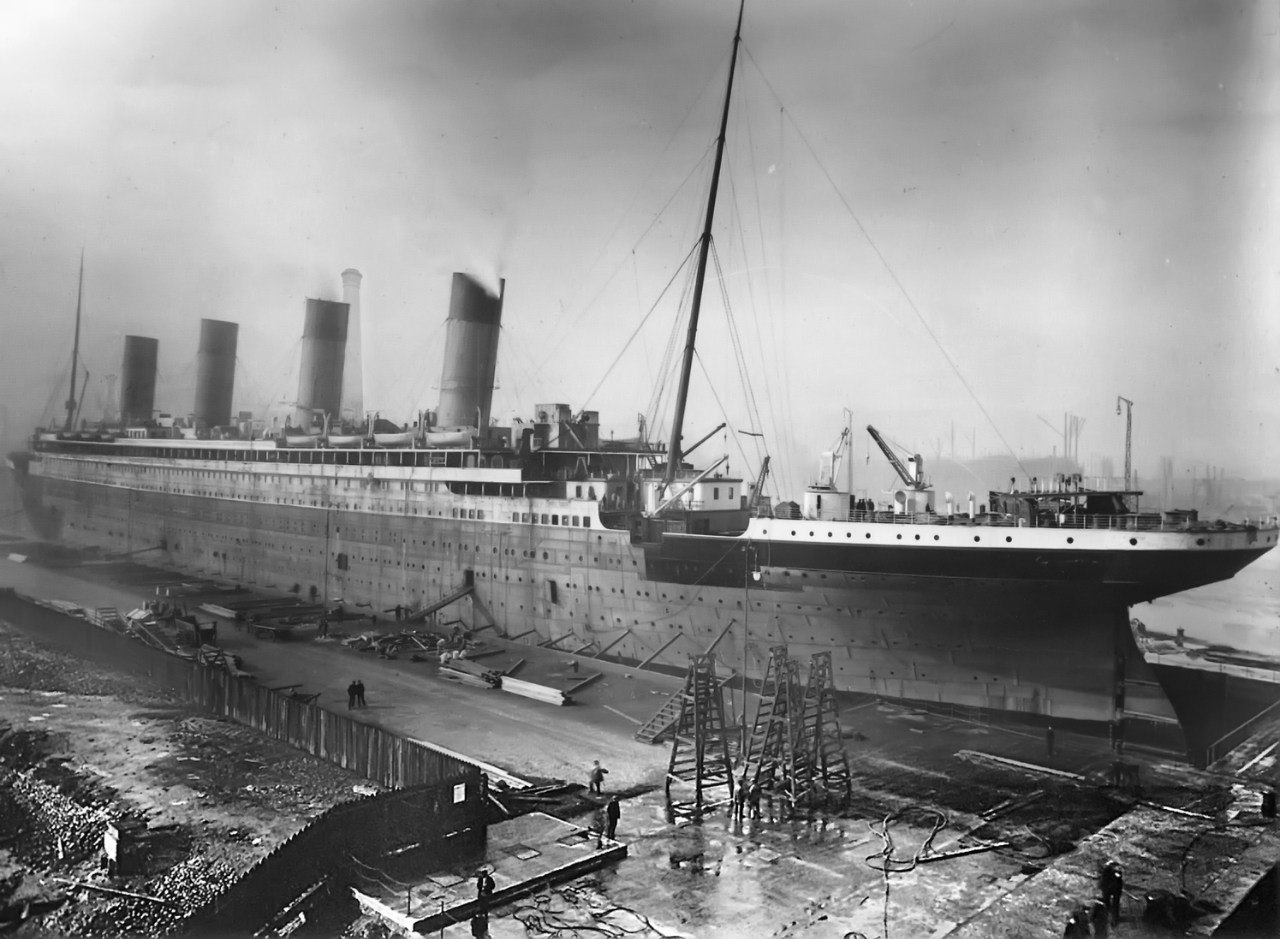
Завершающая стадия достройки в сухом доке Томпсона
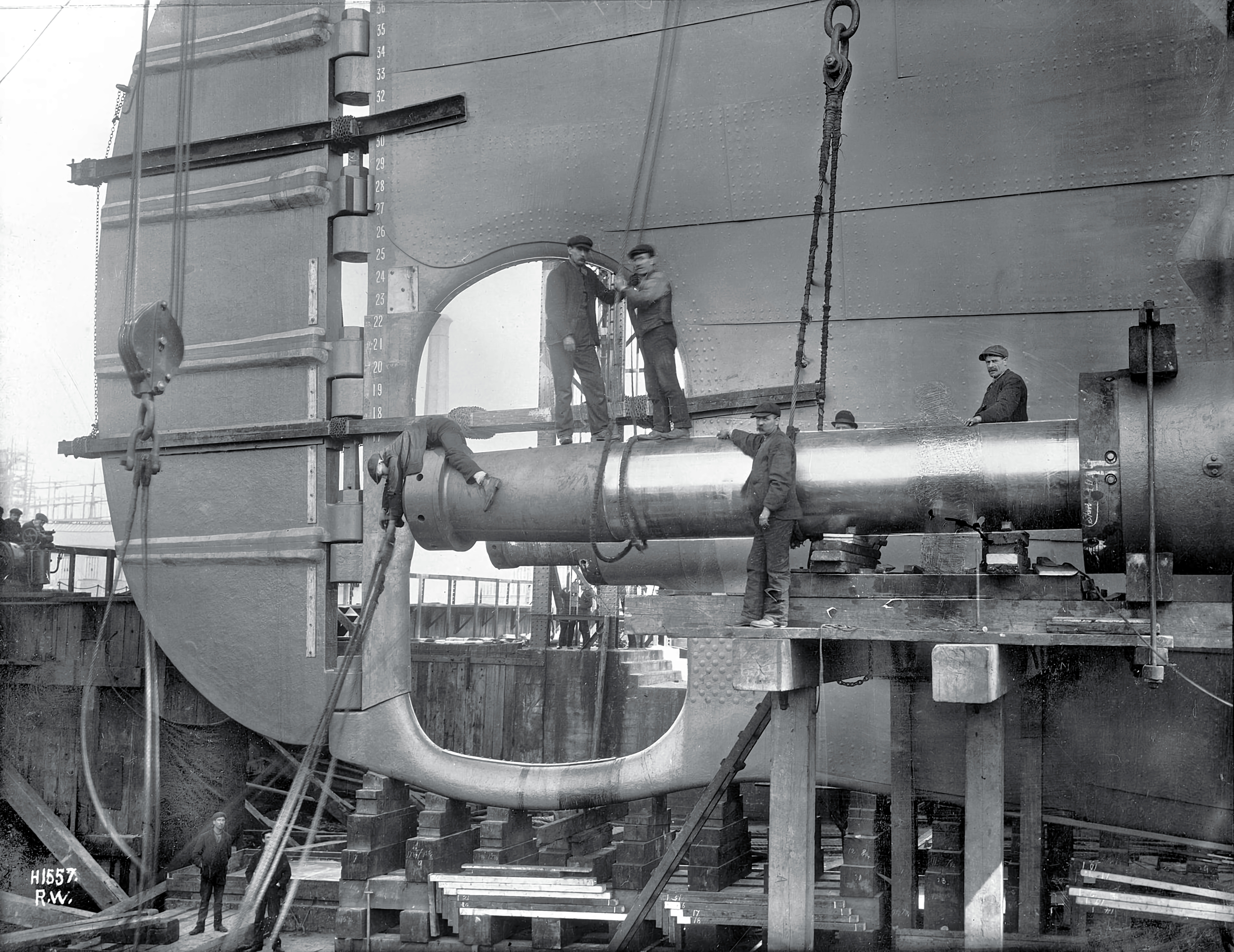
Установка вала правого гребного винта

## Конструкция

### Палубы

Сравнение размеров «Титаника» с лайнером «Queen Mary 2», самолётом Airbus A380, автобусом, легковым автомобилем и человеком

«Титаник» имел восемь палуб: верхнюю — шлюпочную, и под ней семь палуб, обозначенных сверху вниз буквами от А до G. Расстояние между ними варьировалось от 250 до 320 сантиметров. Шлюпочная палуба и палуба А занимали только надстройку, а палуба G захватывала носовую — от котельных отделений до носа, и кормовую — от машинного отделения до среза кормы, части лайнера. Носовой участок палубы G длиной 58 м за счёт седловатости был на 2 м выше ватерлинии около форпика, а к миделю постепенно понижался. Здесь находилось 26 кают для 106 пассажиров третьего класса, остальную площадь занимали багажное и почтовое отделения, а также корт для сквоша. Носовой и кормовой участки нижней палубы разделяло восемь отсеков, в которых находились шесть котельных с угольными бункерами, машинное и турбинное отделения. В кормовой части палубы длиной 64 м располагались продовольственные склады, кладовые и 60 двух-, четырёх- и шестиместных кают для 186 пассажиров третьего класса. Палубы C, D, E и F протягивались по всей длине судна.
На открытой шлюпочной палубе размещалось 20 спасательных шлюпок, вдоль бортов проходили променады (прогулочные палубы). Палубу A длиной 167 м целиком занимали каюты, салоны и променады для пассажиров первого класса. Палуба В длиной в надстройке 170 м прерывалась в носовой части, образуя открытое пространство над палубой С, а затем продолжалась в виде 38-метровой носовой надстройки с оборудованием для обслуживания якорей и швартовным устройством. За носовой надстройкой размещалась прогулочная (так называемая межнадстроечная) палуба для пассажиров третьего класса длиной 15 м.

### Переборки
Корпус «Титаника» был разделён на 16 водонепроницаемых отсеков пятнадцатью переборками, построенными поперёк корабля. Переборки обозначались от носа к корме латинскими буквами от A до P (исключая I). Они поднимались от второго дна и проходили через две или три палубы (переборки A, B, K, L, M, N, O и P доходили в высоту до палубы D, остальные — до E, то есть выше ватерлинии на 3,4 м). Переборки придавали корпусу поперечную прочность. Они были собраны из стальных листов, соединённых внахлёст заклёпками. Для достижения абсолютной герметичности швы заделывались смолой. Толщина листов в нижней части переборки составляла 142 мм, в верхней — 76 мм. Первые две переборки в носовой и последняя в кормовой части были сплошными. Во всех остальных имелись герметичные двери, позволявшие команде и пассажирам передвигаться между отсеками.
Для свободного и безопасного прохода трюмной команды между отсеками было установлено 12 вертикальных скользящих чугунных дверей высотой 4,8 м, с 8 рёбрами жёсткости. Двери удерживались в открытом состоянии при помощи горизонтального поддерживающего вала с подшипниками на концах и дверной шестернёй в центре, которая плотно сцеплялась с зубчатой рейкой на самой двери. Один конец вала при помощи фрикционной муфты вставлялся в привод с электромагнитом, которым можно было управлять с рулевой рубки капитанского мостика или вручную. Вал удерживался в неподвижном состоянии при помощи защёлок, не давая тем самым опускаться двери. В случае возникновения опасности вахтенный помощник поворотом рычага в рулевой рубке включал электромагниты, отжимающие защёлки всех дверей. Полное закрытие занимало 30 секунд. Если двери закрывались по электросигналу с мостика, открыть их можно было только после снятия напряжения с электропривода. В этом случае каждая дверь открывалась отдельно, вручную. Также была предусмотрена автоматическая система закрытия гермодверей: при попадании воды поднимался поплавок, соединённый рычагом с электромагнитом, который отжимал защёлки. Для тех, кто не успел покинуть помещение до закрытия дверей, имелись ведущие на палубы аварийные трапы. На палубах F и E устанавливались клинкетные двери, закрывающиеся вручную при помощи особого рычага. На палубе G проходы в переборках отсутствовали.
Конструкторами «Титаника» было рассчитано, что судно может оставаться на плаву при затоплении любых двух отсеков или четырёх носовых или кормовых смежных отсеков. Отсеки не были перекрыты сверху, поэтому при затоплении большего числа отсеков осадка и дифферент возрастали настолько, что вода поднималась над килем выше верхнего уровня переборок и переливалась поверх них в следующие отсеки.

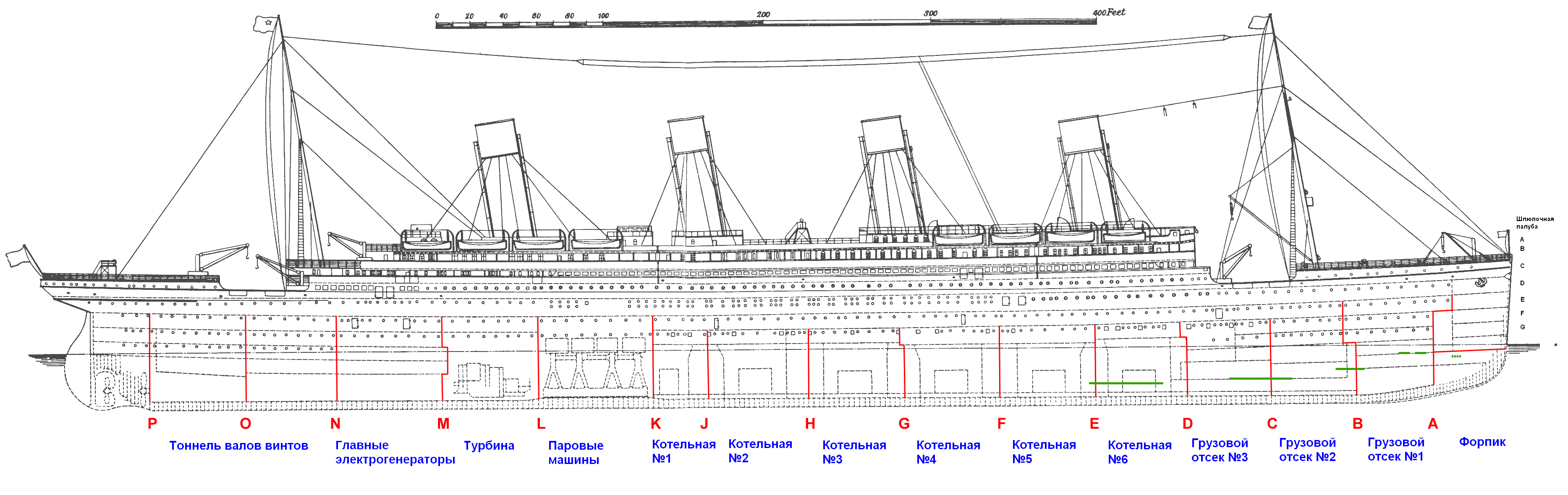
Продольный разрез «Титаника». Красным отмечены водонепроницаемые переборки, зелёным — примерное расположение повреждений от айсберга.

### Двойное дно
Горизонтальное второе дно располагалось в 160 см над килем и занимало 9/10 длины судна, не захватывая лишь небольшие участки в носовой части и корме. Пространство между наружным днищем и вторым дном было разделено поперечными и продольными перегородками на 46 отсеков, выполняющих функцию цистерн с балластной и питьевой водой. Для свободного перетока балластной воды часть поперечных перегородок имела кольцевые каналы. Сплошными перегородками междудонное пространство делилось на четыре герметичные камеры. Ячеистая водонепроницаемая структура двойного дна препятствовала проникновению забортной воды в основные отсеки при повреждении внешнего днища. Расположение поперечных перегородок в целом совпадало с основанием переборок в трюме. Только под машинным отделением имелась дополнительная перегородка. Там второе дно поднималось на 1,98 м над килем. На настиле второго дна были установлены котлы, поршневые паровые машины, паровая турбина и электрогенераторы, всё это было прочно закреплено на стальных плитах.

### Служебные помещения

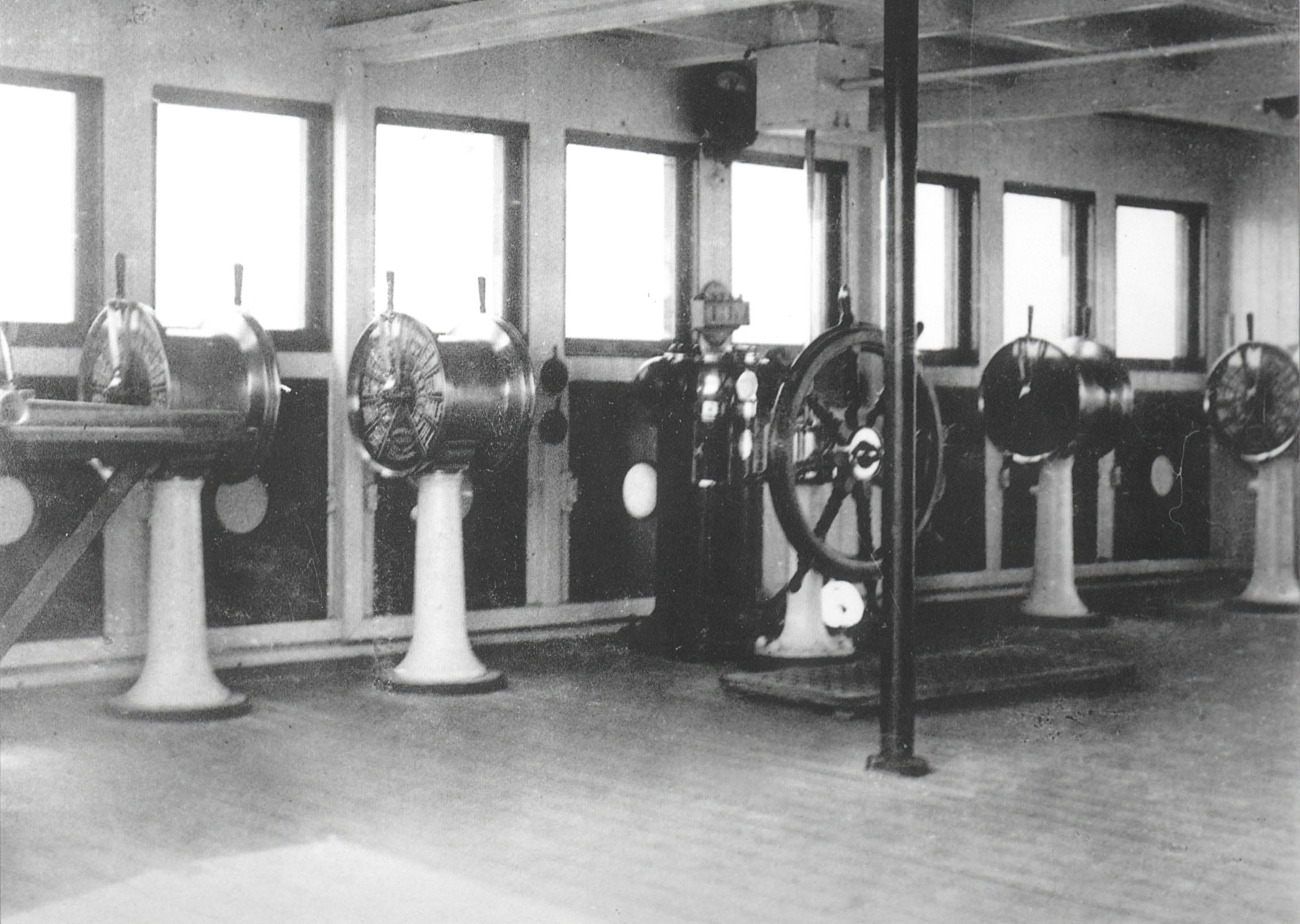
Ходовой мостик «Олимпика», идентичный мостику «Титаника»

В носовой части шлюпочной палубы на расстоянии 57,92 м от форштевня находился открытый с обоих бортов капитанский мостик. В нём были установлены пять механических телеграфов: два машинных, швартовный, маневровый и аварийный. С их помощью с капитанского мостика передавались команды в машинное отделение и на кормовой мостик. Механические телеграфы на «Титаник» поставила компания «Дж. У. Рей & К°». Посередине стояли нактоуз и резервный штурвал, который использовался вблизи берега, при прохождении опасных мест или в плохую погоду. На 45 см за фальшборты палубы А по обе стороны выступали смотровые кабины. Внутри них для подачи сигналов имелись кнопки управления паровыми свистками. На крышах обеих кабин устанавливались лампы Морзе, а к их бортам крепились бортовые огни: с правого борта — зелёный, с левого — красный. За ходовым мостиком находилась рулевая рубка, где располагались основной штурвал, нактоуз, кренометр, щиток управления закрытием водонепроницаемых дверей, рулевой указатель, главные тактовые часы, телефоны судовой связи. Слева за рулевой рубкой находилась штурманская рубка, справа — помещение для хранения карт, за ним — апартаменты капитана, включавшие в себя гостиную, спальню и ванную. По обоим бортам носовой части шлюпочной палубы располагались каюты офицеров, выходящие на выделенный только для них участок открытого променада. На правом борту имелся небольшой офицерский курительный салон.

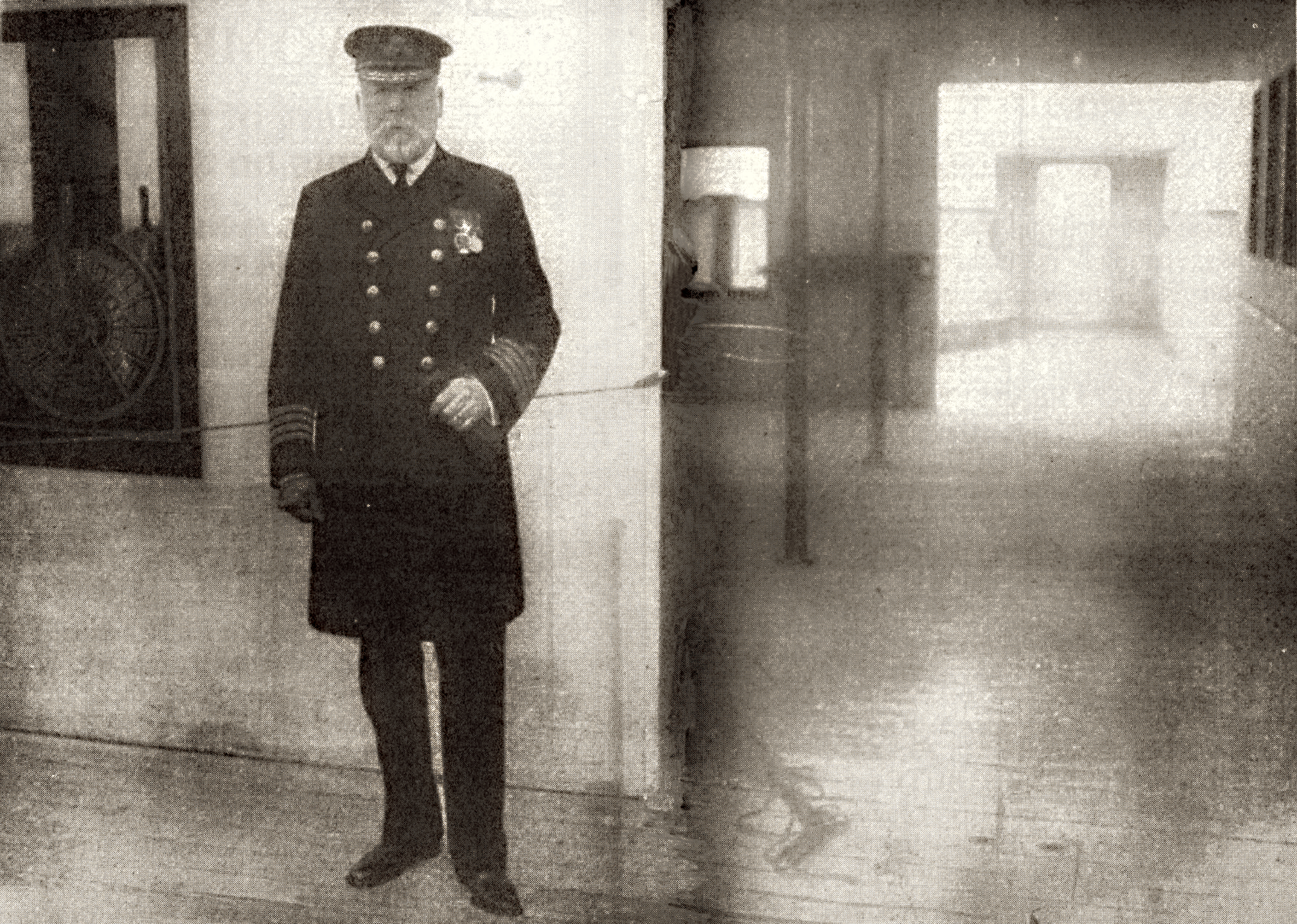
Эдвард Джон Смит возле капитанского мостика «Титаника»

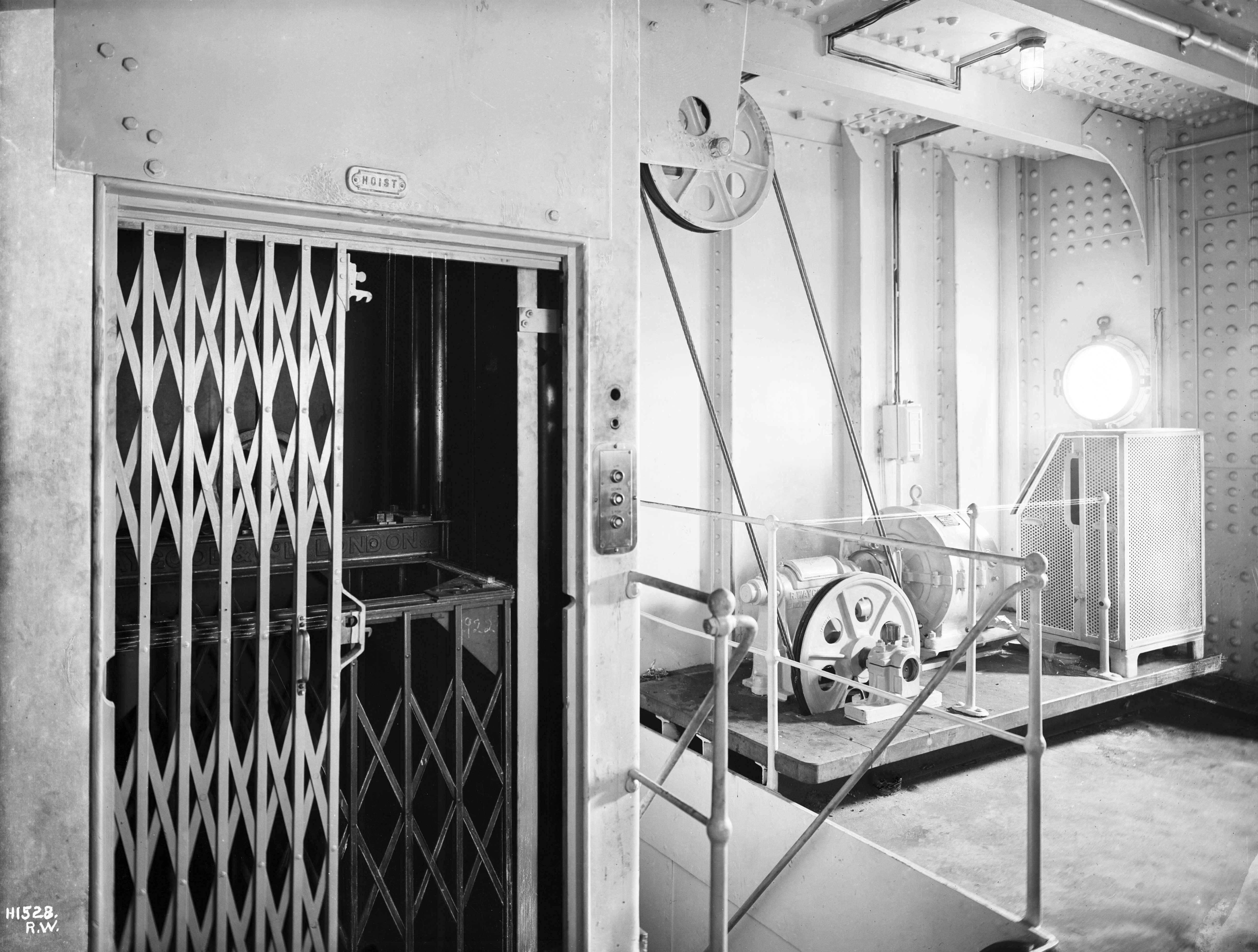
Машинный зал продовольственного подъёмника на палубе D «Олимпика»

Между первой и второй дымовыми трубами находилась радиорубка и каюта радистов. Оборудование радиостанции располагалось в двух смежных помещениях: в звукоизолированной «тихой» комнате, в которой был установлен передатчик, и в радиорубке — помещении с рабочими местами радистов, различными панелями управления и приёмником. Между второй и третьей трубами на высоте 3,6 м над шлюпочной палубой находилась компасная площадка, в которой располагался нактоуз с эталонным компасом. По нему корректировались все компасы на судне. Показания эталонного компаса проверялись по астрономическим наблюдениям. Все элементы конструкции площадки были выполнены из дерева и латуни, помещение освещалось масляными лампами. Эти меры предпринимались для того, чтобы магнитные и электрические поля оказывали минимальное воздействие на компас и не приводили к магнитной девиации. Когда площадка не использовалась, её закрывали брезентовым тентом. Между третьей и четвёртой трубами находился небольшой променад для механиков, на правом борту, напротив резервуаров с питьевой водой, располагался их курительный салон.

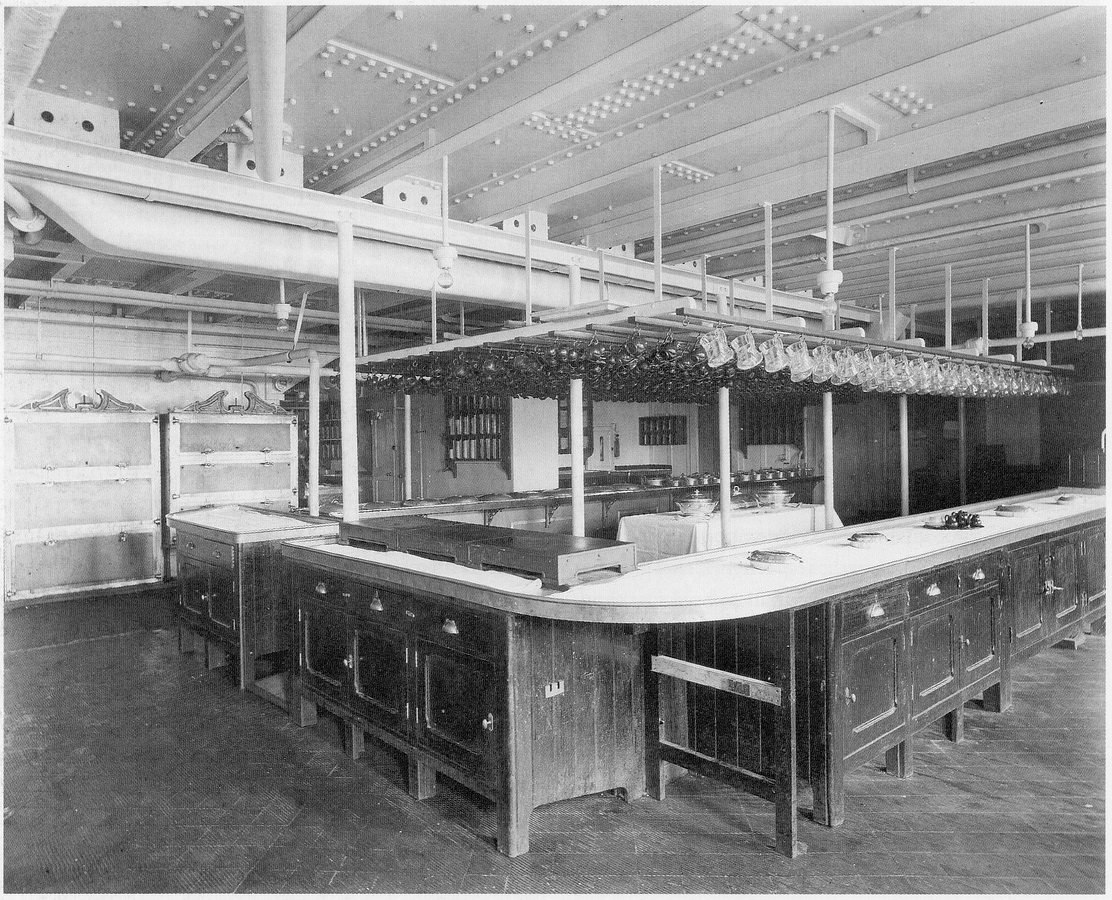
Кладовая на палубе D «Олимпика»

На полубаке размещались швартовные устройства, запасной якорь, якорный кран, клюзы и каналы якорных цепей и грузовой люк № 1. В целях безопасности пассажиры в эту часть судна не допускались. На кормовой надстройке на высокой платформе размещался кормовой мостик, с него осуществлялся контроль за швартовкой и велось наблюдение за обстановкой позади парохода. Кормовой мостик был оборудован штурвалом, двумя механическими телеграфами, нактоузом, лагом и телефоном. На леерном ограждении мостика крепилось четыре спасательных круга.
В носовой части палубы С были установлены лебёдки бортовых якорей. В полубаке также размещались лазарет для экипажа, мастерская плотника, камбуз и столовые для кочегаров и матросов. У кормовой оконечности полуюта находился рулевой механизм. Кубрики для 108 кочегаров занимали носовую часть палубы D. Оттуда винтовой трап вёл прямо в котельные, и кочегары попадали к своим рабочим местам, минуя пассажирские помещения. В средней части палубы располагалась кухня, где готовилась еда для первого и второго классов, старшего командного состава, радистов, почтовиков, а также для посетителей ресторана «А-ля Карт» (англ. À la carte). Кухня оборудовалась двумя большими электрическими плитами с 19 духовками каждая, электромеханическими картофелечистками, тестомесильными машинами, мясорубками, миксерами, четырьмя грилями, электрической хлебопечью, холодильниками и паровым мини-котлом. Пар циркулировал по теплообменникам, на которых варились бульоны и грелась вода для приготовления чая, кофе и шоколада, часть шла на нагрев тарелок и приготовление пищи на пару. Рядом находились пекарня, мясной цех, помещения для мытья посуды, кладовые для овощей, мяса и столовых приборов. Готовые блюда для пассажиров отправлялись на сервировку в соседнее помещение — буфетную, а для экипажа при помощи подъёмников распределялись по соответствующим столовым.
Основная часть помещений для экипажа размещалась на палубе E, они занимали её носовую часть и весь левый борт. Здесь находились кубрики, кают-компании и уборные младших членов экипажа — штивщиков, кочегаров, плотников, музыкантов, стюардов, официантов, поваров, пекарей, матросов, уборщиков и грузчиков. Они занимали койки в кубриках вместимостью от 24 до 44 человек. В средней части по левому борту находилась столовая для механиков. По левому борту палубы почти через весь лайнер шёл коридор «Скотленд Роуд» длиной 137 м и шириной 2,5 м, названный в честь одной из оживлённых улиц Ливерпуля. Пользуясь множеством лестниц, подходивших к нему, члены экипажа могли попасть в любую часть судна к своим рабочим местам. Общая же протяжённость всех коридоров «Титаника» достигала 7 км.
На палубе F располагались два больших кубрика, один — на 53 кочегара, другой — на 40 стюардов. Здесь же были места четырёх смазчиков и пяти почтовых клерков. В кормовой части находились кухня обеденного салона третьего класса, каюты главного механика и его помощников. В носовой оконечности палубы G располагались кубрики для 15 кочегаров и 30 смазчиков. За ними по правому борту размещалось почтовое отделение, в котором сортировались почтовые отправления. Пространство между переборками М и N занимали кладовые с мясом, рыбой, молоком, мороженым, фруктами, овощами, яйцами, маслом и камера разморозки. Для быстрой доставки продовольствия на кухни использовались конвейерные лифты. Основная часть продуктов хранилась в больших морозильных камерах. В роли хладагента в них выступал углекислый газ. Каждая рефрижераторная установка состояла из двух сдвоенных компрессоров. В конденсаторы закачивалась морская вода из цистерны на нижней палубе, охлаждая газ, сжиженный при большом давлении. Затем хладагент подавался в рубашки охлаждения различных отсеков и возвращался в компрессоры для повторного использования.

### Трубы

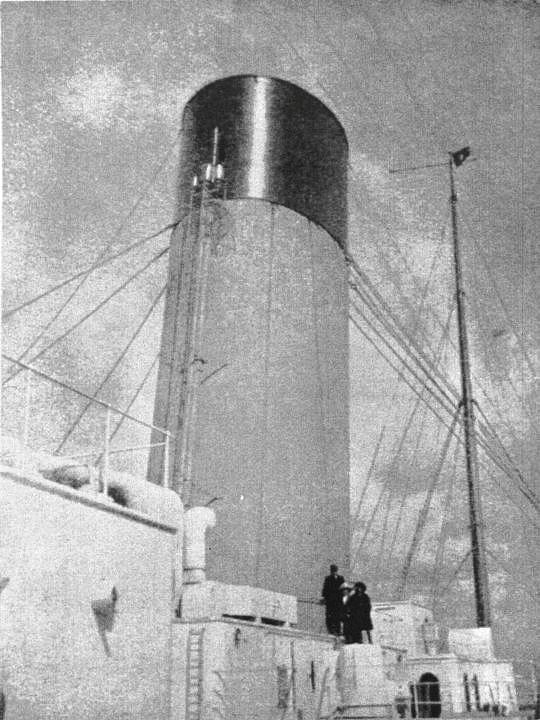
Четвёртая труба «Титаника»

«Титаник» имел четыре эллипсоидных трубы диаметром 7,4 × 5,7 м, слегка наклонённых к корме. Угол их наклона от вертикали составлял 9,46°. Высота труб различалась на несколько сантиметров и в среднем составляла 22 м, благодаря чему дым не проникал ни на открытые прогулочные палубы, ни в салоны корабля. В равновесии каждую трубу удерживали 12 оттяжек. Дым из котлов отводился через три первые трубы, четвёртая выполняла функцию вентиляции. К ней были подведены вентиляционные трубы машинного отделения, судовых кухонь и ресторанов, через неё отводился дым из камина курительного салона первого класса. Вентиляционная шахта под четвёртой трубой служила аварийным выходом из машинного отделения на шлюпочную палубу. На случай эвакуации машинной команды на стенках шахты были предусмотрены вертикальные лестницы. К трубам крепились трёхтональные паровые свистки, но на третьей и четвёртой трубах они были бутафорскими. Свистки приводились в действие с ходового мостика нажатием кнопки. Когда требовалось регулярно подавать сигналы, например, в туманную погоду, использовалась электрическая система контроля, включавшая свисток автоматически на 8—10 секунд каждую минуту. Свистки в 1993 году были подняты с морского дна — они полностью сохранили работоспособность.
Верхняя часть труб шириной 5,5 м окрашивалась в чёрный цвет, остальная — в палевый (светло-жёлтый). Такой окрас дымовых труб был отличительной чертой судов, принадлежащих «Уайт Стар Лайн». Другой деталью корпоративного окраса компании являлась золотистая полоса шириной 26 см, опоясывающая борт между палубами C и D.

### Мачты
«Титаник» имел две мачты. Первая располагалась на полубаке, вторая возвышалась над кормовой частью открытого променада палубы А. Расстояние между ними составляло 180 м. Обе мачты были стальными с верхней частью из тика. На передней мачте, на высоте 29 м над ватерлинией, размещалась марсовая площадка («воронье гнездо»), добраться до которой можно было по внутреннему металлическому трапу. Мачты использовались в качестве опор антенны судовой радиостанции. На топ (вершину) кормовой мачты поднимался красный треугольный вымпел компании «Уайт Стар Лайн» с изображением белой пятиконечной звезды.

## Оборудование

### Энергетическая установка

#### Силовая установка

Принцип действия паровой машины тройного расширения, аналогичной по устройству с теми, которыми был оборудован «Титаник»

Силовая установка «Титаника» состояла из двух четырёхцилиндровых паровых машин тройного расширения, располагавшихся в одиннадцатом отсеке трюма, и паровой турбины низкого давления, которая находилась в двенадцатом отсеке. Паровые машины, высота которых составляла 12 м, а ход поршней — 1,9 м, вращали два крайних винта, а турбина — средний. Использование одновременно паровых машин и турбины обеспечивало отсутствие сильных вибраций при относительно высокой скорости. Впервые «Уайт Стар Лайн» опробовала такую систему на пароходе «Лаурентик» в 1908 году. Все элементы силовой установки «Титаника» ввиду их большой массы (к примеру, поршневой двигатель весил 720 т) были прочно закреплены на стальных плитах.

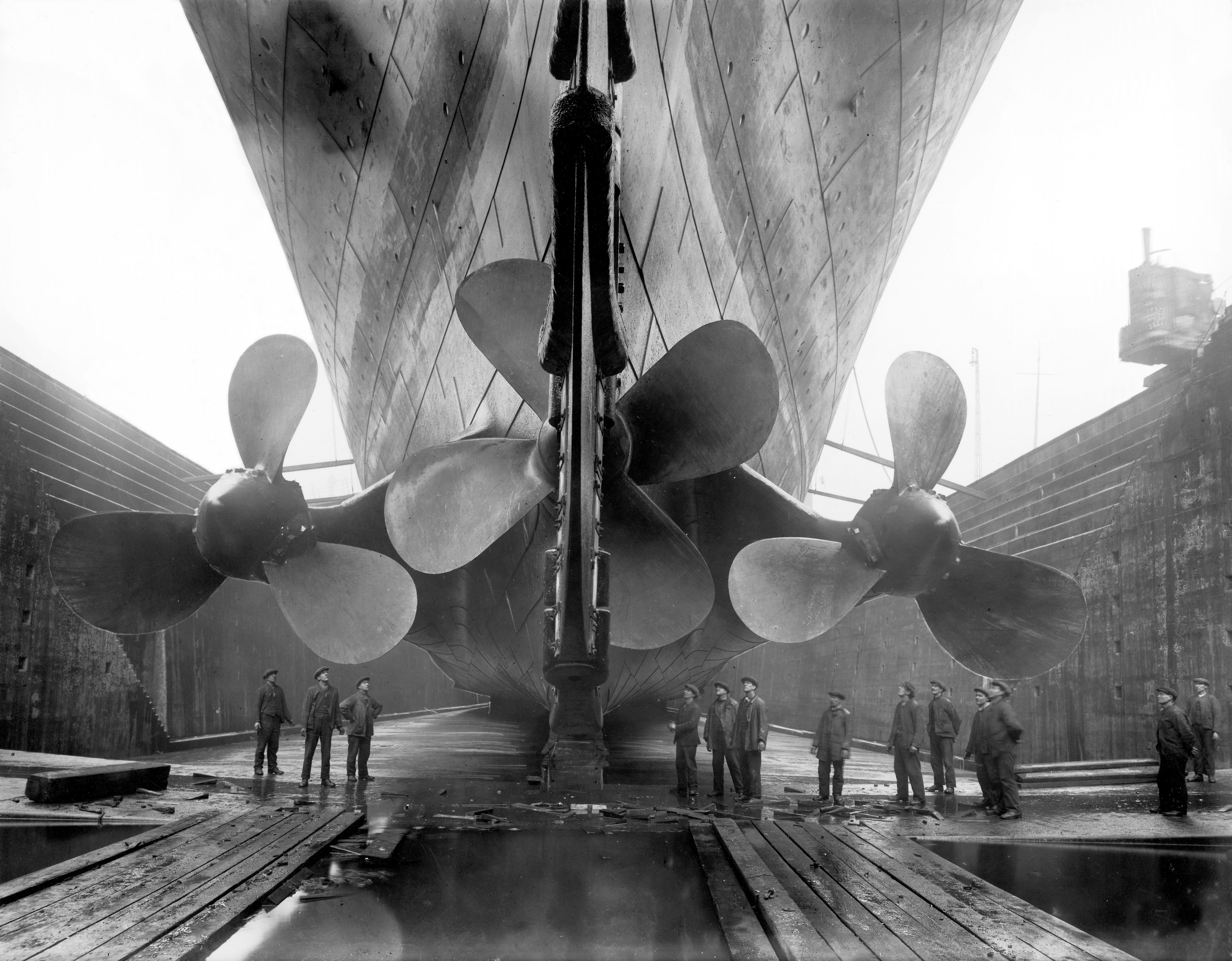
Гребные винты «Олимпика», похожие на винты «Титаника», за исключением центрального винта — у «Титаника», по технической документации, он был трёхлопастным.

Водяной пар из котлов по двум главным паровым магистралям диаметром 53 см поступал в паросепараторы, где от него отделялись твёрдые частицы и капельная влага. Затем пар при температуре 201 °С поступал под давлением 14,6 атм во второй цилиндр паровой машины диаметром 1,37 м. После расширения пара в цилиндре происходила его декомпрессия. Имея на выходе давление 5,3 атм и температуру 161 °С, пар направлялся в третий цилиндр среднего давления диаметром 2,13 м. Здесь процесс повторялся, и пар под давлением в 1,6 атм подавался в два цилиндра (первый и четвёртый) низкого давления диаметрами по 2,46 м. При частоте оборотов в минуту, равной 75, одна машина потребляла до 2,8 т пара за тот же промежуток времени. На выходе из паровых машин пар имел давление 0,61 атм и температуру 87 °С.
В таком состоянии он попадал в паровую турбину низкого давления, диаметр цилиндрического ротора которой составлял 3,7 м, а его масса — порядка 131 т. Паровая турбина «Титаника» обладала мощностью 16 тысяч л.с. и на ходу совершала в среднем 165—190 об/мин. Если скорость ротора турбины превышала допустимый максимум на 10 %, клапаны отводили пар напрямик в конденсаторы до тех пор, пока скорость турбины не упадёт ниже установленного предела. Из турбины отработанный пар, имевший давление 0,07 атм, попадал в два конденсатора у каждого борта. Там пар проходил мимо трубок, по которым циркулировала морская вода, охлаждаясь таким образом на поверхностях холодных трубок, он конденсировался, и пресная вода каплями стекала в основание конденсатора, откуда при помощи насосов по системе трубопроводов, водосборных цистерн и фильтров, очищавших её от смазки, окалины и твёрдых частиц, шла обратно в котлы. Но перед тем как попасть в котёл, вода нагревалась в поверхностном нагревателе от трубок, пропускавших отработанный пар от электрогенераторов, а также в нагревателе прямого нагрева, внутри которого капли воды проходили непосредственно через отработанный пар от вспомогательного оборудования . В системе создавалось избыточное давление, благодаря чему температура воды поднималась до 110 °С. Насосы подавали котельную воду в систему питающих магистралей. Из магистралей вода уже под ручным контролем подавалась в котлы до уровня, покрывавшего дымогарные трубы.
Каждый двигатель соединялся с валом одного гребного винта. Коленчатые валы паровых машин весили по 118 т. Диаметр центрального четырёхлопастного (возможно, трёхлопастного) винта составлял 5,2 м, а двух крайних трёхлопастных — 7,2 м. На полном ходу центральный винт вращался с частотой 180 об/мин, а наружные — с частотой 80 об/мин. Лопасти винтов были изготовлены из сплава меди и марганца. Вся силовая установка судна обладала мощностью 55 тысяч л. с..

#### Паровые котлы
Пар для турбины, паровых машин, генераторов и вспомогательных механизмов производили 29 жаротрубных котлов шотландского типа— 24 двухпроточных котла и 5 однопроточных. Двухпроточные котлы имели по 3 топки с каждого торца. Топки представляли собой гофрированные трубы, разделённые колосниковой решёткой, на которой сгорал уголь. Раскалённый газ поднимался в расположенные в средней части котла огненные коробки, откуда поступал в дымогарные трубы, выходящие в торцах котла выше топок. К этой части подходили выводы дымоходов, через которые топочные газы попадали в дымовую трубу. Образовавшийся в результате кипения пар поднимался в верхнюю часть котла и по паропроводам поступал в главные, вспомогательные либо аварийную паровые магистрали. Производительность двухпроточного котла составляла 48,5 тонн/ч. В котельной № 1 размещались однопроточные котлы, имевшие только 3 топки. Вырабатываемый в них пар шёл на поддержание работы электрогенераторов.
Диаметр каждого котла составлял 4,79 метра, длина двухпроточных котлов равнялась 6,08 м, однопроточных — 3,57 м. Они использовали естественную тягу, а вентиляторы, подававшие воздух под колосники, усиливали её интенсивность. Котельные отделения занимали с пятого по десятый отсек трюма. Котлы располагались по 5 в ряд (в котельной № 6 — по 4) параллельно переборкам.
На разведение холодных котлов уходило до 8 часов. Для работы всей силовой установки требовалось около 610 тонн угля в сутки. Уголь хранился в бункерах, расположенных между котельными. В котельных отделениях «Титаника» посменно трудилось больше 100 кочегаров, они занимались подачей вручную угля и обслуживанием 159 топок. Режим выработки пара, интенсивность подачи топлива и его шуровки регулировались вахтенным механиком с контрольного мостика машинного отделения при помощи котельного телеграфа и шуровочного индикатора. Последний по устройству был схож с таймером. Через установленный механиком промежуток времени в котельной раздавался звонок, диск в индикаторе переводился на нужную цифру, обозначавшую номер топки, с которой в это время нужно было работать кочегару. Эта система упорядочила и повысила эффективность работы кочегаров.

#### Румпельная машина

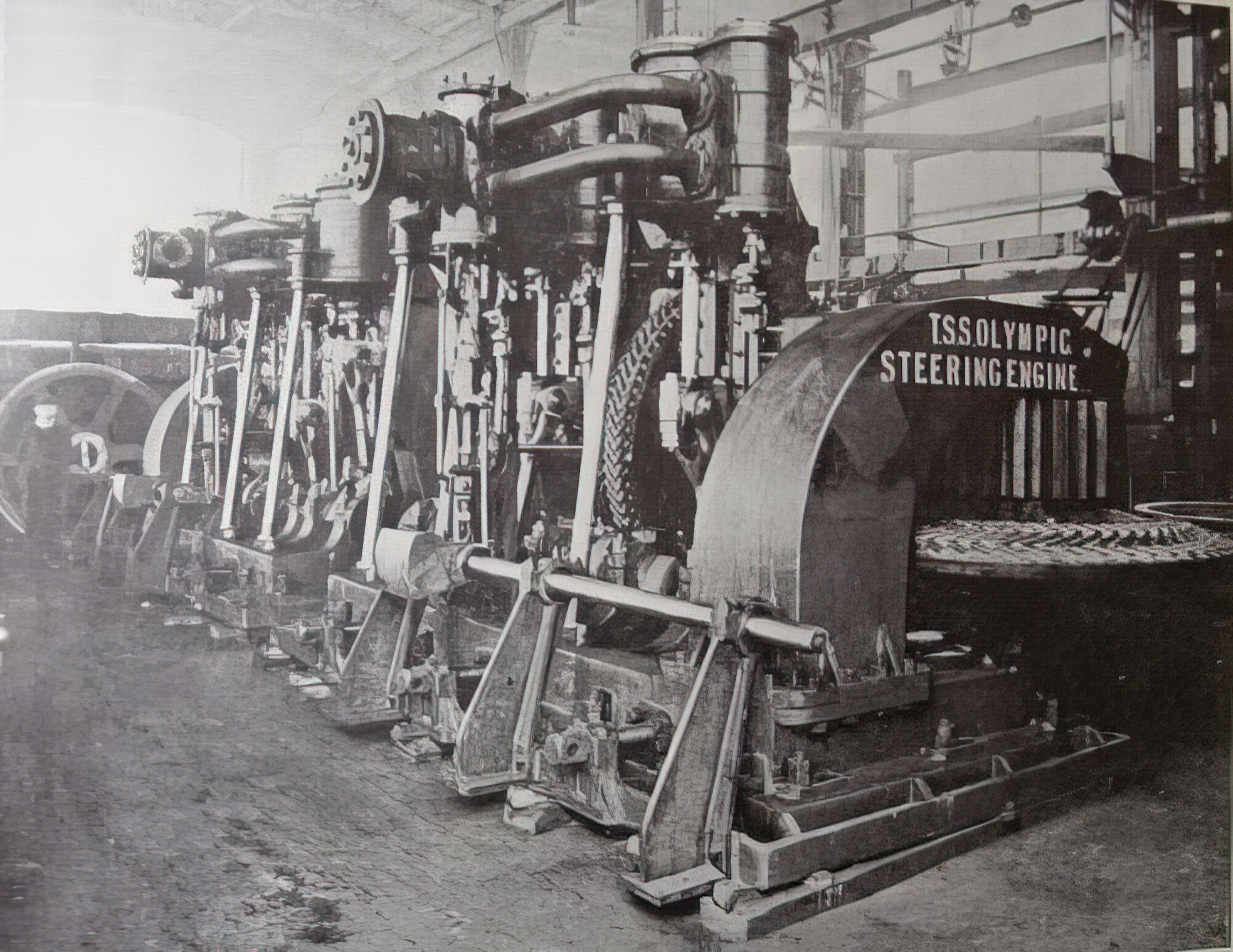
Румпельная машина перед установкой на «Олимпик»

101-тонное перо руля высотой 24 м, насаженное на петли, поворачивалось паровой машиной. У кормовой оконечности на палубе С, за салонами третьего класса, по обе стороны от центральной линии, были установлены два румпельных трёхцилиндровых двигателя. В работе находился только один из них, второй использовался только в случае поломки основного. К голове (верхней части) оси рулевого пера — баллера диаметром 60 см, был прикреплён румпельный механизм, представлявший собой зубчатый круговой сектор. Зубья, расположенные по дуге сектора, входили в зацепление с зубчатой шестернёй, которая через редуктор приводилась во вращение от румпельной машины. Чтобы румпель оставался неподвижным во время шторма, его положение фиксировалось жёсткими пружинами. Команды к приводу поступали при помощи гидравлической передачи во время вращения штурвала на капитанском или кормовом мостиках. Все штурвалы соединялись с гидравлическими телемоторами, состоящими из передающего и приёмного цилиндров, соединённых между собой посредством трубок. На случай отказа обоих рулевых двигателей для вращения румпеля на «Титанике» была предусмотрена система тросов и блоков, присоединённых к двум паровым кабестанам.

#### Электрогенераторы

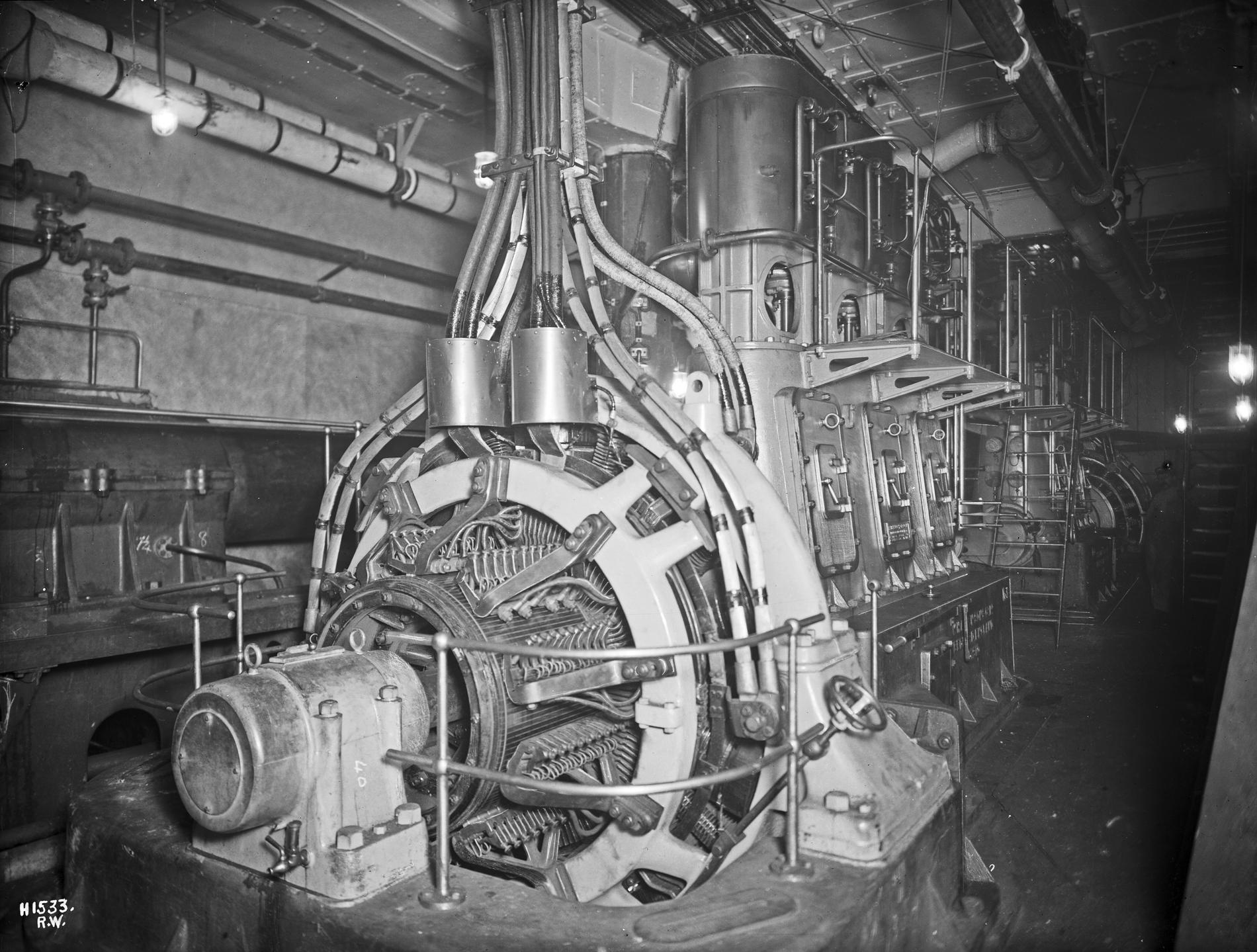
Один из четырёх вспомогательных электрогенераторов

Тринадцатый отсек «Титаника» занимали вспомогательные электрогенераторы. К генераторной установке подходили вспомогательные паровые магистрали, которые питались от однопроточных котлов в котельной № 1, двух котлов с левого борта котельной № 2 и двух котлов с правого борта котельной № 4.
Лайнер был оснащён четырьмя вспомогательными электрогенераторами, каждый мощностью 400 киловатт, которые вырабатывали постоянный ток напряжением 100 вольт. Эти динамо-машины являлись самыми крупными из предназначенных для морского применения. Каждый из генераторов приводился в движение трёхцилиндровой паровой компаунд-машиной мощностью 580 л. с. Двигатели имели один цилиндр высокого давления диаметром 43 см, в который пар поступал под давлением 13 атм, и два низкого диаметром 50 см. Частота вращения составляла 325 об/мин.
На палубе D между обеденными салонами первого и второго классов находились два аварийных генератора мощностью по 30 киловатт. Они работали в паре с двухцилиндровыми паровыми машинами, вращавшимися с частотой 380 об/мин. Система питавших их аварийных паропроводов была сконструирована таким образом, чтобы в зависимости от обстоятельств двигатели генератора можно было подключить к любым из 15 котлов, расположенных в котельных № 2, 3 или 5. В случае повреждения главных паровых магистралей к аварийному паропроводу также могли подключаться насосы и главные двигатели.

### Электроприборы
От вспомогательных генераторов ток по кабелям площадью поперечного сечения 3,81 см² передавался на главный распределительный щит. С него можно было управлять работой каждого генератора по отдельности. От щита отходили 48 кабелей и поднимались вертикально по двум магистральным шахтам левого и правого бортов. Кабели терминировались в главных предохранительных коробках на каждой палубе, от которых отводились ветви отдельных цепей. Цепи расходились вдоль основных коридоров к распределительным коробкам. От них ответвлялись кабели к конкретным потребителям. В машинных отделениях применялись армированные кабели, заключённые в свинцовую оболочку и также переплетённые. В котельных помещениях для защиты от влаги и механического воздействия кабели проходили по стальным трубам. Всего по судну было проложено более 300 км кабеля.
К распределительной сети было подключено 10 тысяч осветительных ламп, 562 электрообогревателя, установленных преимущественно в каютах первого класса, холодильная установка, 153 электродвигателя, в том числе электроприводы для 8 кранов грузоподъёмностью от 3 до 5 тонн, 4 грузовых лебёдок грузоподъёмностью 3 тонны и 4 шлюпочных лебёдок грузоподъёмностью 750 кг, 4 лифтов, каждый на 12 человек. Помимо этого, электричество потребляли электроплиты, утюги, десятки других машин и приборов в кухнях, электрованна (прототип солярия), радиоустановка, судовые телефоны, тренажёры в гимнастическом зале, вентиляторы в котельном и машинном отделениях и десятки контрольных ламп.

#### Связь

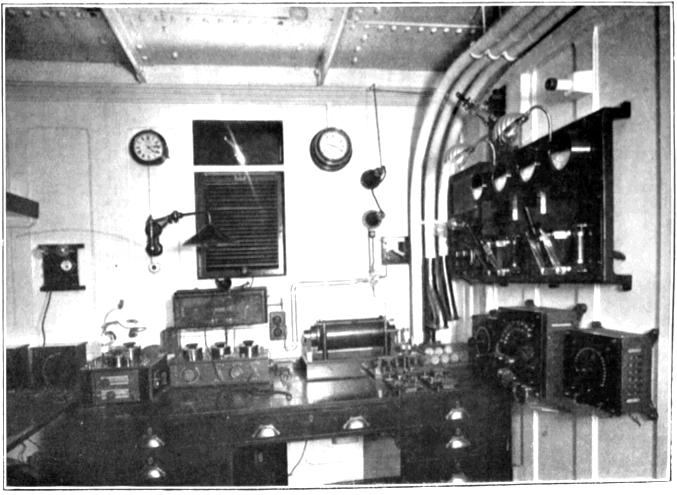
Рабочее место радиста на «Олимпике»

Внутрисудовая связь обеспечивалась посредством телефонов. Телефонные линии связывали капитанский мостик с полубаком, кормовым мостиком, марсовой площадкой, контрольным мостиком машинного отделения; машинное отделение с каютой главного механика и котельными; кладовые с пекарней и камбузом. Применялись морские телефонные аппараты громкой связи новейшей конструкции, изготовленные фирмой «Алфред Грэм & К°». Исключением являлась каюта главного механика, в которой был установлен универсальный аппарат со звонковым и голосовым вызовом. В рулевой рубке мостика установили четыре телефона, каждый из них был снабжён индикатором, на котором во время поступления вызова в дополнение к взведению флажка загоралась сигнальная лампа. Три аналогичных аппарата использовались в машинном отделении. В каждой котельной и на марсовой площадке телефон ставился под металлический козырёк.
На палубе С у парадной лестницы находился ручной телефонный коммутатор на 50 линий, через который обеспечивалась связь между некоторыми служебными помещениями (например, радиорубкой), каютами старших членов экипажа и пассажиров первого класса. Каюты были оборудованы громкоговорящими аппаратами «Грэм». Абонент в предназначенную только для передачи речи трубку сообщал оператору станции, кому именно требуется позвонить, и телефонист соединял его с нужным аппаратом.
Радиооборудование на «Титаник» поставила компания «Маркони К°». Оно включало в себя один из мощнейших на тот момент главный радиопередатчик с электронной лампой, магнитным детектором, дисковым разрядником мощностью 5 кВт и аварийный передатчик. Радиоустановка лайнера позволяла при помощи азбуки Морзе выходить на связь с судами и береговыми станциями в радиусе 630 км днём и до 1600 км ночью. Приём и отправление радиограмм осуществлялись на рабочих частотах в диапазоне от 500 до 1000 кГц. Радиоустройства питались от бортовой электросети, на случай полного отключения электроэнергии в радиорубке были предусмотрены аварийные аккумуляторные батареи. Передавала и принимала радиоволны воздушная Т-образная антенна, её горизонтальное полотно, состоящее из двух проводов, было натянуто между мачтами, на высоте 15 м над верхушками труб, к нему от расположенной на шлюпочной палубе радиорубки подходили два провода, образующие вертикальное полотно антенны.

### Водоснабжение и водоотведение
Система водоснабжения на «Титанике» выполняла ряд важнейших функций. Техническая пресная вода подавалась в котлы, её пар служил рабочим телом для энергетической установки; питьевой водой снабжались кухни, каюты и общественные уборные; морская вода использовалась в качестве балласта, циркулировала по трубкам конденсаторов, подавалась в плавательный бассейн, ванные и туалеты, подводилась к пожарным гидрантам. Питьевая вода была закачана в шесть расположенных по обоим бортам тринадцатого отсека цистерн общей ёмкостью 792 тонны, в цистерну у переборки С в четвёртом отсеке ёмкостью 170 т, а также в три цистерны междудонного пространства ёмкостью 1002 т. Остальные цистерны двойного дна предназначались для балластной воды. За время плавания на борту сжигались сотни тонн угля, расходовалось огромное количество пресной воды и провизии. Для сохранения остойчивости лайнера этот вес восполнялся при помощи воды из океана, которая закачивалась в балластные цистерны по мере необходимости. Забор балластной воды осуществлялся электронасосами через входные отверстия в днище диаметрами 13, 15, 20 и 25 см. Конструкция двойного дна позволяла закачивать до 3790 т балласта.
Забор морской воды для конденсаторов также осуществлялся через днищевые отверстия, диаметр которых составлял 74 см. Использованная в конденсаторах вода и излишек балласта сбрасывались через сдвоенные выходные отверстия сливных цистерн, расположенных вдоль обоих бортов. Предназначенная для бытового применения морская и питьевая вода поднималась и закачивалась в резервуары на шлюпочной палубе, откуда самотёком распределялась между потребителями. Постоянство уровня воды в этих ёмкостях обеспечивалось при помощи U- и Р-образных труб, прикреплённых к задней части третьей дымовой трубы. Они образовывали с цистернами сообщающиеся сосуды, выполняя функцию уравнительных резервуаров. Когда уровень падал, насосы заполняли петлеобразные контуры, а так как они находились выше цистерн, уровень воды в последних всегда оставался максимальным. Нагрев осуществлялся в теплообменнике на шлюпочной палубе. Для восполнения запасов пресной воды на борту имелась опреснительная установка, состоявшая из трёх испарителей фирмы «Liverpool Engineering and Condenser К°» производительностью 60 т пресной воды в сутки.
Предназначенная непосредственно для питья и приготовления пищи вода проходила через фильтры на пути к кухням лайнера. Стюарды разносили её в графинах по каютам и общественным помещениям. Умывальники были установлены в большинстве кают, но основная их часть не подключалась к водопроводу. Над раковиной ставилась ёмкость с чистой водой, использованная вода стекала в равный по объёму резервуар под раковиной. Такие умывальники обслуживались стюардами, которые заливали как холодную, так и горячую воду. Умывальники с проточной водой стояли только в каютах первого класса на палубе Е, офицерских каютах и общественных туалетах. Умывальники на «Титанике» не имели смесителей, вместо них использовались раздельные краны для холодной и горячей воды. Ванны преимущественно были общественными, причём на весь третий класс приходилось всего две ванны. Ванными были оборудованы только апартаменты капитана, люкс-апартаменты и 22 каюты первого класса на палубах В и С. Все ванны наполнялись морской водой. Душами с пресной водой были оборудованы только частные ванны. Ежедневные посещения душа полагались штивщикам и кочегарам. Душевые для них размещались на палубе F. Унитазы имелись только в оборудованных ваннами каютах. Постояльцам остальных кают приходилось довольствоваться общественными туалетами. На палубе G, где размещалась часть кают третьего класса, туалеты отсутствовали, и пассажирам приходилось подниматься на палубу выше. Такая особенность становилась причиной неприятных инцидентов. Так, стюарды «Олимпика» сетовали на то, что некоторые не привыкшие к современным санузлам пассажиры не утруждали себя, особенно в ночное время, длительными походами по коридорам и трапам и облегчались в ближайшем укромном углу. На «Титаник» были поставлены керамические унитазы с индивидуальным сливным бачком, в которые подавалась морская вода, общественные мужские туалеты оборудовались писсуарами. Все канализационные стоки лайнера сбрасывались за борт через расположенные чуть выше ватерлинии отверстия.

### Шлюпки

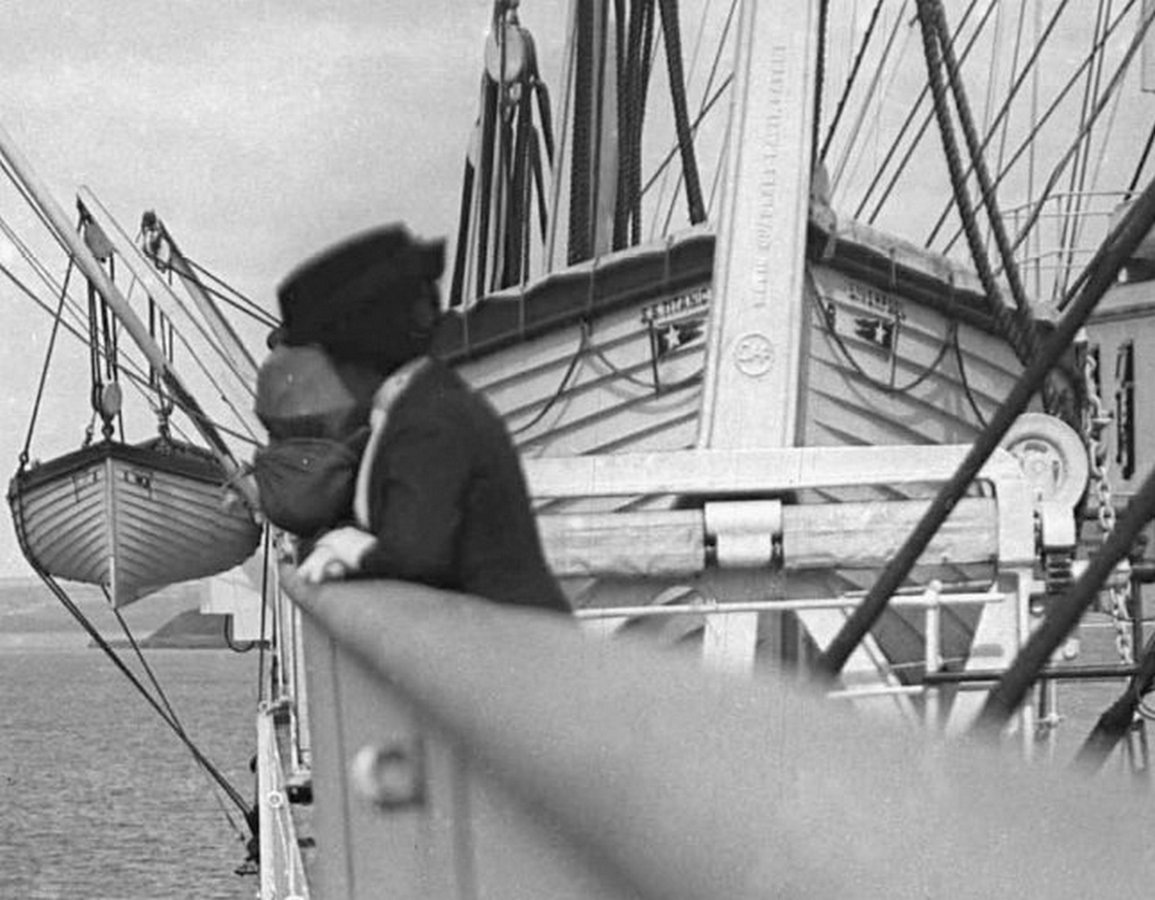
Ряд шлюпок по левому борту в носовой части «Титаника». На переднем плане шлюпка № 8, на заднем — за борт вывешена шлюпка № 2

На борту «Титаника» имелось 20 спасательных шлюпок: 16 шестивёсельных деревянных шлюпок, подвешенных на шлюпбалках, и 4 четырёхвёсельные складные шлюпки с деревянным днищем и парусиновыми бортами. 14 из 16 деревянных шлюпок могли взять на борт по 65 человек. На первых от капитанского мостика шлюпбалках крепились вывешенные за борт две «дежурные» шлюпки вместимостью по 40 человек. Они предназначались для экстренного спуска в случае возникновения чрезвычайной ситуации (например, обнаружение человека за бортом). Складные шлюпки были рассчитаны на 47 человек каждая. Общая вместимость шлюпок составляла 1178 человек, в то время, как пароход был рассчитан на 2556 пассажиров и 908 членов экипажа. Согласно действовавшему тогда британскому кодексу торгового мореплавания, число шлюпок на корабле рассчитывалось не по количеству людей на борту, а по тоннажу судна. Этот кодекс был составлен в 1894 году, и предписывал всем судам водоизмещением более 10 тысяч тонн (самые крупные в то время) иметь на борту не менее 16 спасательных шлюпок, подвешенных на шлюпбалках. Впоследствии появились суда, водоизмещение которых в несколько раз превышало 10 тысяч тонн, однако требования Министерства торговли по оснащению шлюпками остались прежними. Конкретно на Титанике шлюпки не предназначались для размещения всех пассажиров в открытом море. Их планировалось использовать при чрезвычайных обстоятельствах лишь как средство перевозки людей на другое судно или на берег.
Спасательные шлюпки были произведены там же, где строился «Титаник» — на верфи «Харленд энд Вулф», во время постройки лайнера. Корпус деревянных шлюпок был изготовлен из сосновых досок, штевни из дуба, а киль и перо руля из вяза. Длина 65-местных шлюпок составляла 9,5 м, ширина — 2,7 м. «Дежурные» шлюпки имели в длину 7,5 м. Складные шлюпки состояли из цельного дощатого днища и парусиновых бортов, которые в случае необходимости разворачивались. Шлюпбалки на «Титаник» поставила шведская компания «The Welin Davit and Engineering», на тот момент это были самые передовые устройства для спуска шлюпок. После спуска первой шлюпки они могли поворачиваться в сторону шлюпочной палубы и забирать с неё другие шлюпки. Руководство «White Star Line» и инженеры «Harland and Wolff» обсуждали возможность укомплектования 48 шлюпками, но в итоге было принято решение установить 20 — количество, превышавшее минимальные требования Министерства торговли.
Стационарные спасательные шлюпки располагались на верхней (шлюпочной) палубе группами по четыре в носовой и кормовой её частях. Они нумеровались от носа к корме, по левому борту — чётные, по правому — нечётные. Все стационарные шлюпки были прикреплены талями к шлюпбалкам и, за исключением «дежурных», хранились на деревянных кильблоках, зачехлённые брезентом. Складные шлюпки обозначались латинскими буквами A, B, C и D. Две складные шлюпки хранились у первых от мостика шлюпбалок рядом с «дежурными» шлюпками, две другие — на крыше офицерских кают. Последние предполагалось спускать на палубу с крыши по системе полиспаст путём крепления четырёх талей к шлюпке и к расположенным над ней двум металлическим соединительным звеньям на оттяжках передней дымовой трубы. Данная подготовка к использованию была крайне затруднительной ввиду значительного веса складной шлюпки (без малого 2 тонны) и необходимости вручную подтаскивать её по палубе к шлюпбалкам. Помимо вёсел каждая шлюпка была укомплектована 46-метровым буксировочным тросом, мачтой, парусом, плавучим якорем, одеялами, двумя баграми, компасом, фонарём, герметичными жестяными коробками с галетами и двумя 45-литровыми баками с водой. Однако, опасаясь воровства снаряжения, экипаж хранил его в кладовых на шлюпочной палубе.

## Внутреннее убранство

### Первый класс

#### Каюты
Каюты первого класса размещались на палубах от A до Е в центральной части судна, что позволяло свести к минимуму воздействие на пассажиров килевой и бортовой качек, а также избавить от шума и вибраций, создаваемых двигателями и гребными винтами. На «Титанике» насчитывалось 370 кают для 739 пассажиров первого класса. Их вместимость не превышала четырёх человек.
Наиболее дешёвые и просто обставленные каюты первого класса располагались на палубе Е. В них устанавливались латунные койки с ограждениями, предотвращающими падение при качке. На стены кают, обшитые окрашенными деревянными панелями, помещались репродукции картин, имелась кнопка вызова стюарда. Самые роскошные каюты находились на палубах В и С. Их интерьеры были оформлены в 19 различных стилях, включая стиль итальянского возрождения, королевы Анны, Людовика XV, георгианский, старо- и новоголландский и другие. В зависимости от того или иного стиля оформления каюты обшивались полированными панелями из красного дерева, ореха, платана, дуба или лимона, в каютах стояли латунные, медные или дубовые кровати, застеленные шёлковым бельём, вместо радиаторов парового отопления были установлены электрические камины. К каютам были подведены розетки для подключения настольных ламп и вентиляторов, имелись специальные двухнитевые лампы для ночников с регулируемой яркостью света.
Два самых дорогих люкс-апартамента располагались на палубе B. Они включали в себя гостиную, две спальни, гардеробную, ванную, туалет, персональную прогулочную палубу длиной 15 м, обставленную канапе, плетёными креслами и горшками с растениями. Один из этих люксов занимал управляющий директор «Уайт Стар Лайн» Исмей, во втором путешествовала американская миллионерша Шарлотта Кардеза с сыном Томасом.

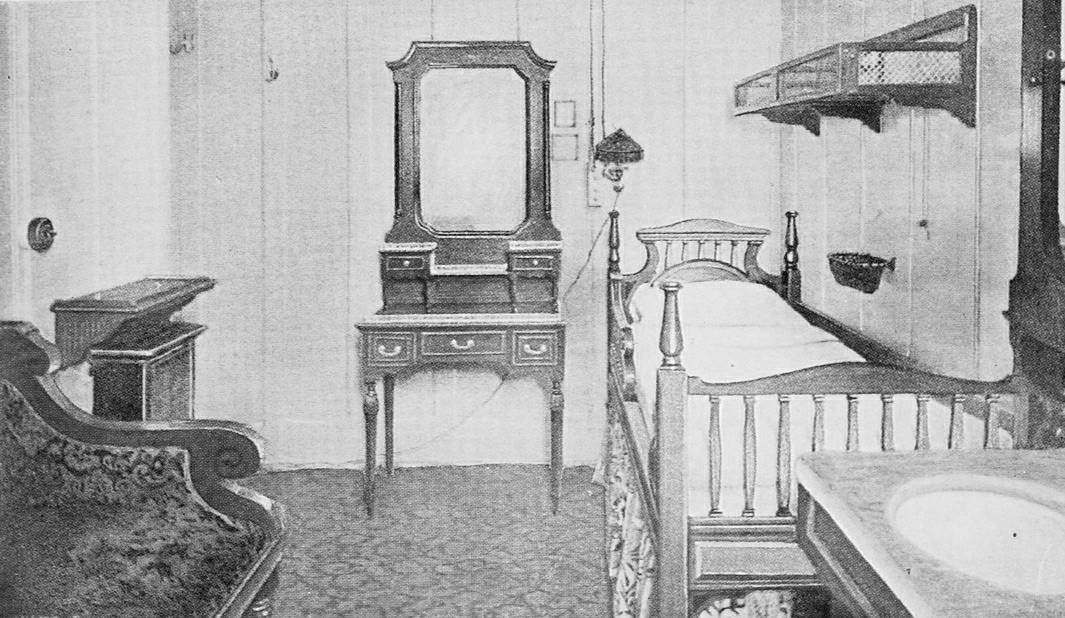
Каюта В-21
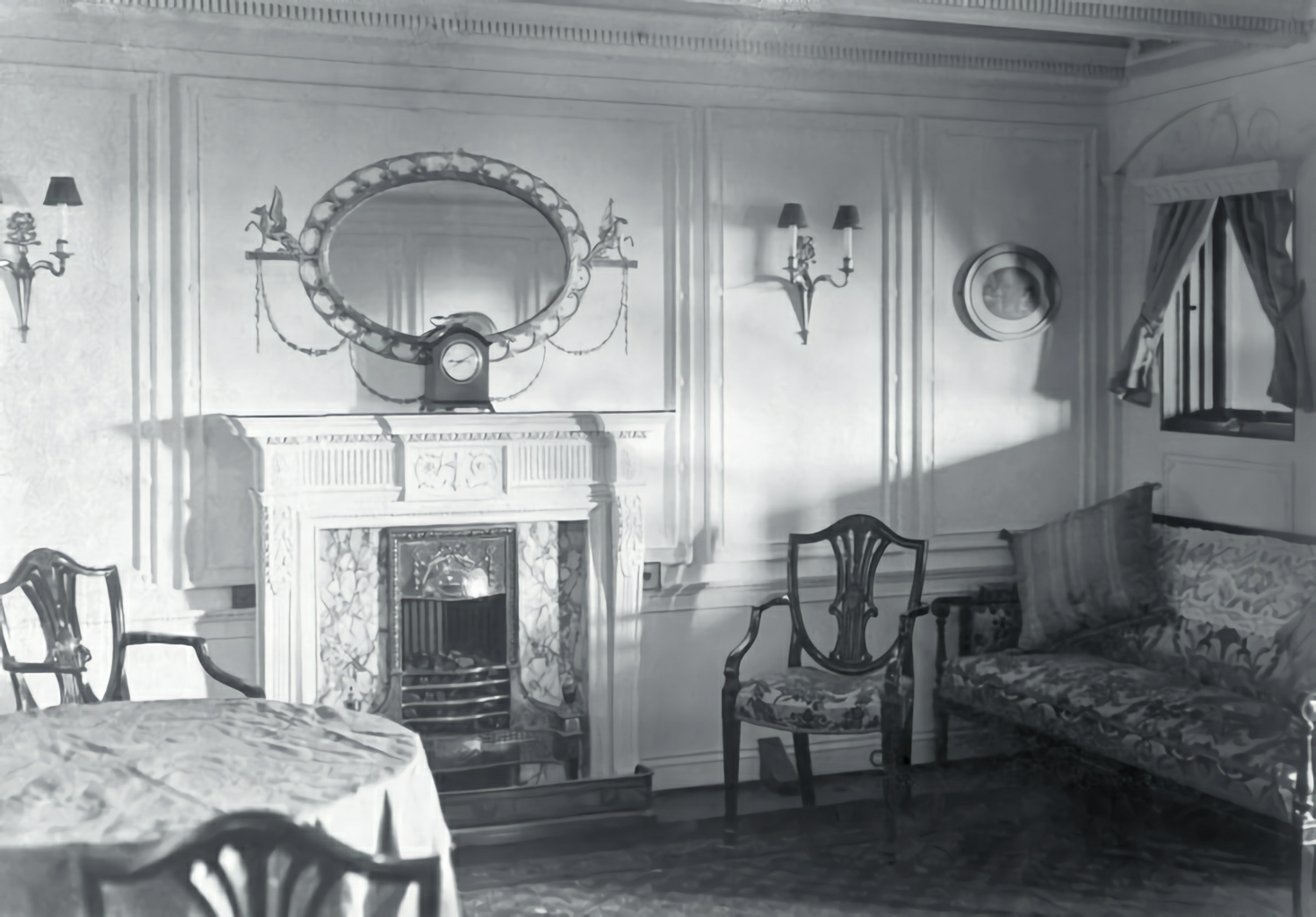
Каюта В-51
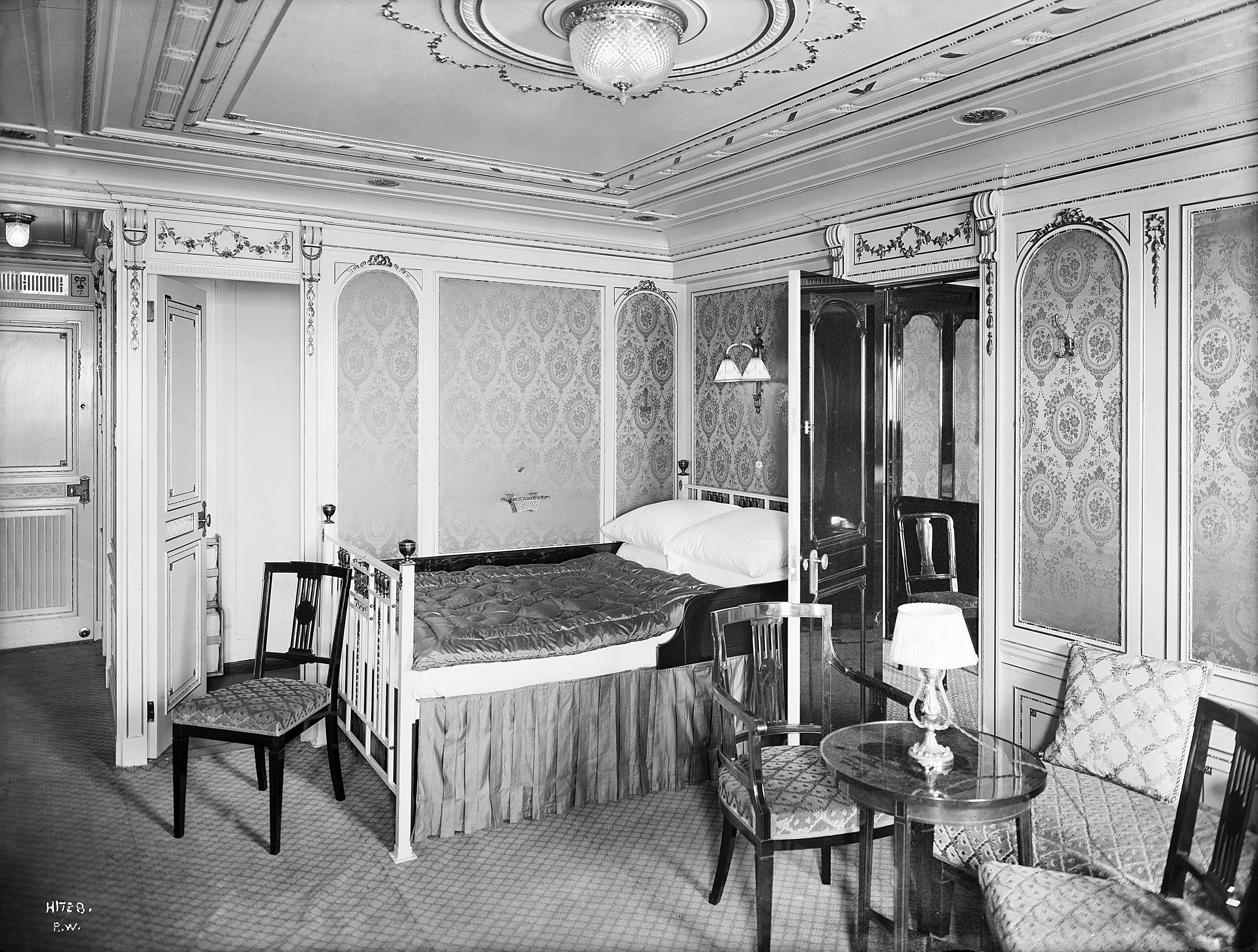
Каюта В-58
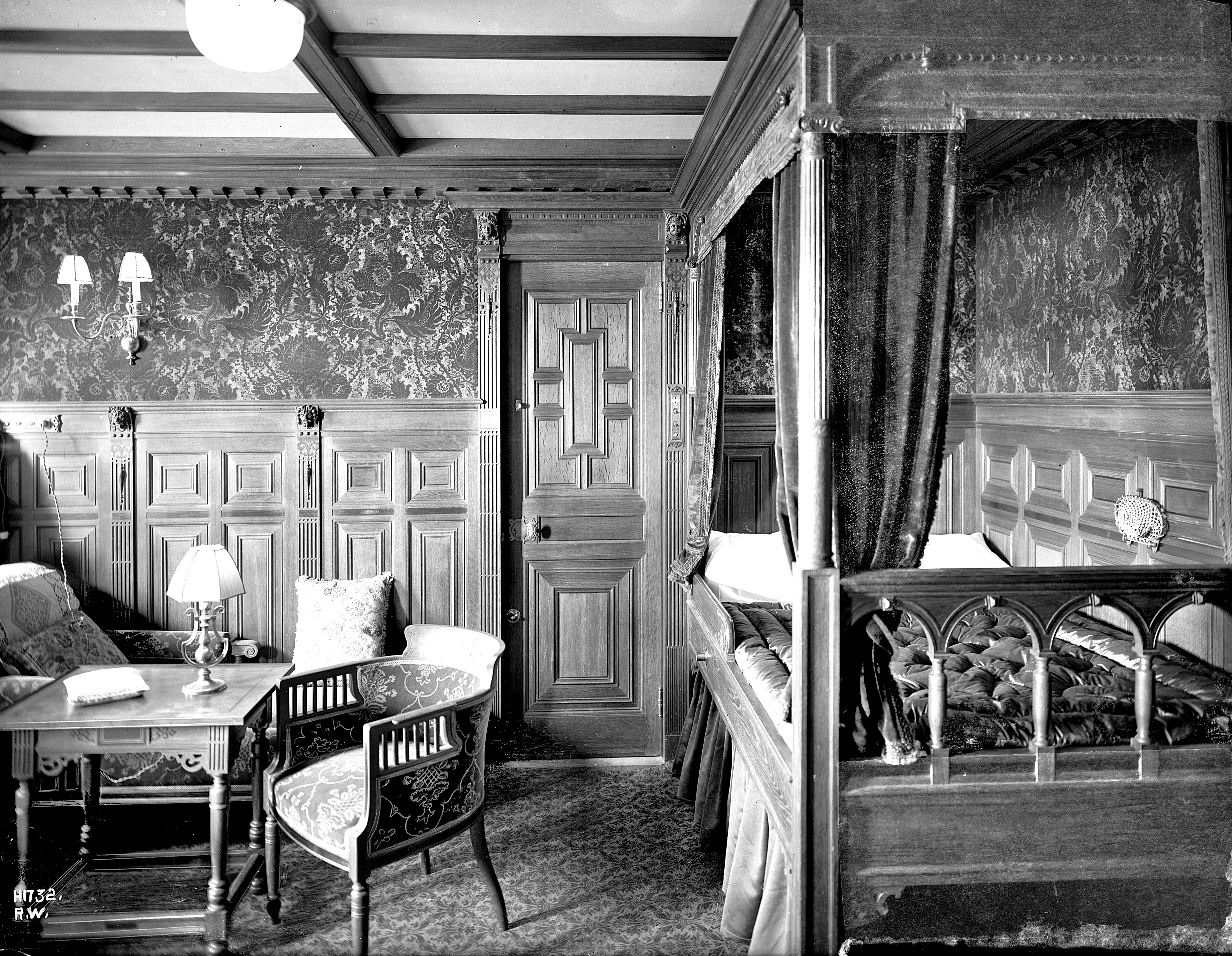
Каюта В-59

#### Общественные помещения

##### Палубы G — D

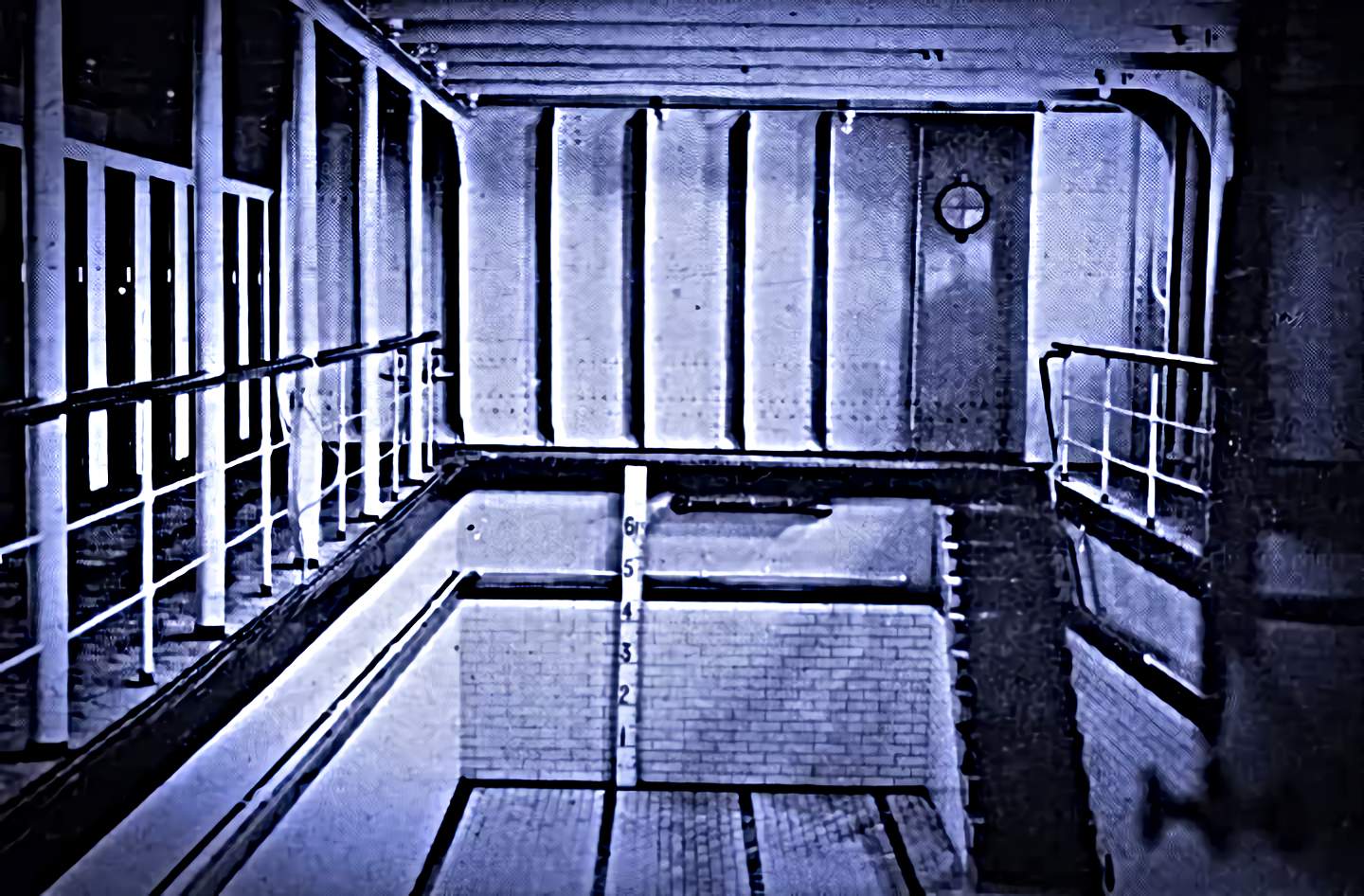
Бассейн на «Титанике»

Общественные помещения первого класса «Титаника» были оформлены в стиле ренессанс и в викторианском стиле. Дизайн интерьеров напоминал
английский загородный дом или английскую усадьбу. Один из пассажиров отмечал: «в салонах корабля совершенно забываешь, что находишься на борту судна, скорее кажется, будто входишь в зал какого-то великолепного дома на побережье».
На палубе G размещался зал 9 × 6 м для игры в сквош, здесь же, поставив сетку, люди могли поиграть в теннис. В задней части корта имелась галерея для зрителей, новичков обучал инструктор. На палубе F располагался плавательный бассейн 10 × 4 м и комплекс турецких бань. Бассейн глубиной 1,8 м наполнялся подогретой солёной водой, сбоку имелись душевые кабинки и раздевалки.
Для посетителей турецких бань работала массажистка. Сами бани были выполнены в неомавританском стиле. В комнате отдыха между низкими кушетками располагались столики в дамасском стиле с «восточными» лампами. На стене был установлен мраморный фонтанчик питьевой воды с краником в виде львиной головы. Потолок поддерживали колонны, отделанные тиком, со сложным резным мавританским орнаментом. Потолочные карнизы и бимсы были позолоченными, в нишах установлены красные панели с оригинальными латунными плафонами. Над входной дверью крепился полукруглый позолоченный купол. Стены обшиты расписными светло-голубыми и зелёными плитами, окружёнными широкими тёмно-голубыми панелями. На полу — линолеум с узором из синих и белых узорчатых плиток. Перед входом в баню пассажирам предлагалось посетить «тёплую» комнату, температура в которой не превышала 65 °C, из неё можно было пройти в сауну и паровую баню. Между массажными кабинетами и комнатой отдыха находилась электрованна (прототип современного солярия), представлявшая собой зелёный металлический ящик с крышкой на деревянной опоре, внутри которого крепилось несколько ультрафиолетовых ламп. Один сеанс загара длился обычно около 30 минут.
На палубе D находился обеденный салон первого класса на 550 персон. Центральную часть зала можно было преобразовать в танцевальную площадку, поэтому здесь имелось пианино. Пол украшали линолеумные плитки, образующие вместе золотисто-красный узор. Посетителям ресторана предлагались изысканные блюда (в меню были устрицы по-русски, отварная сёмга под взбитыми сливками, ягнёнок под мятным соусом, паштет из гусиной печени, эклеры с шоколадной глазурью и многое другое). У парадной лестницы на палубе D располагался холл для приёмов, обставленный диванами с бархатной обивкой, столиками, плетёными креслами, пол покрывал тёмно-красный аксминстерский ковёр высшего качества с голубым и золотистым рисунком. Стену, противоположную лестнице (короб дымоходов), украшал французский гобелен.

##### Палубы C — A
На палубе С у парадной лестницы находилась справочная контора, в которой, например, можно было обменять валюту, сдать на хранение ценные вещи, написать на особом бланке текст телеграммы, которая потом передавалась радисту для отправления, взять напрокат шезлонг, купить билет в турецкую баню или бассейн (по 3 часа отдельно для мужчин и женщин бассейн работал бесплатно). На той же палубе находились парикмахерская и общий для пассажиров первого и второго классов медпункт, в котором имелся большой набор оборудования и медикаментов. Из медпункта лестница вела вниз к изолированному инфекционному блоку и лазарету на 12 коек.

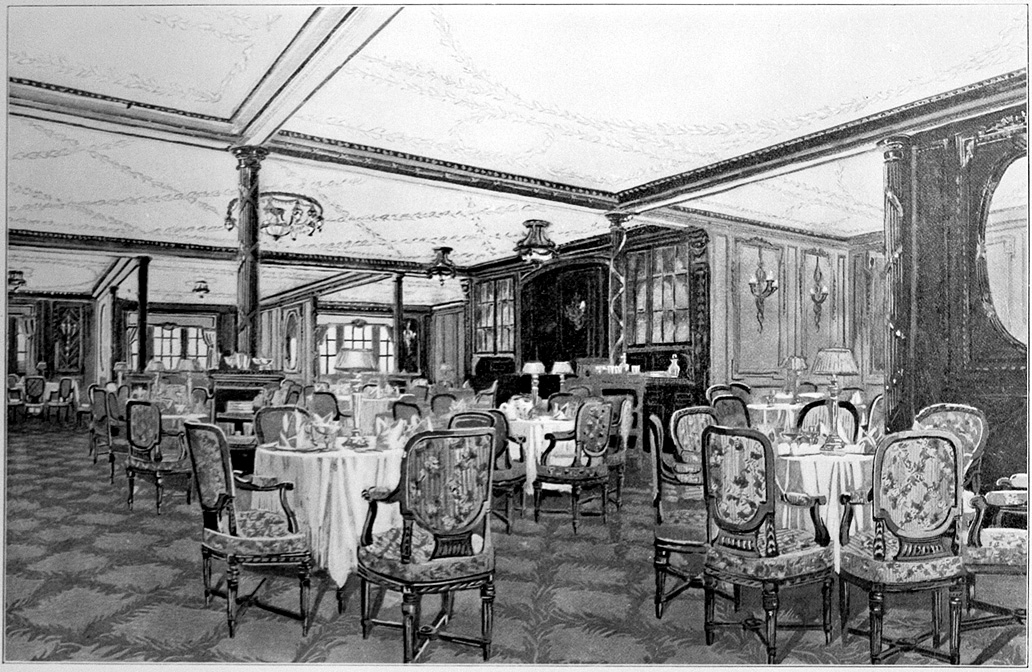
Ресторан «À La Carte»

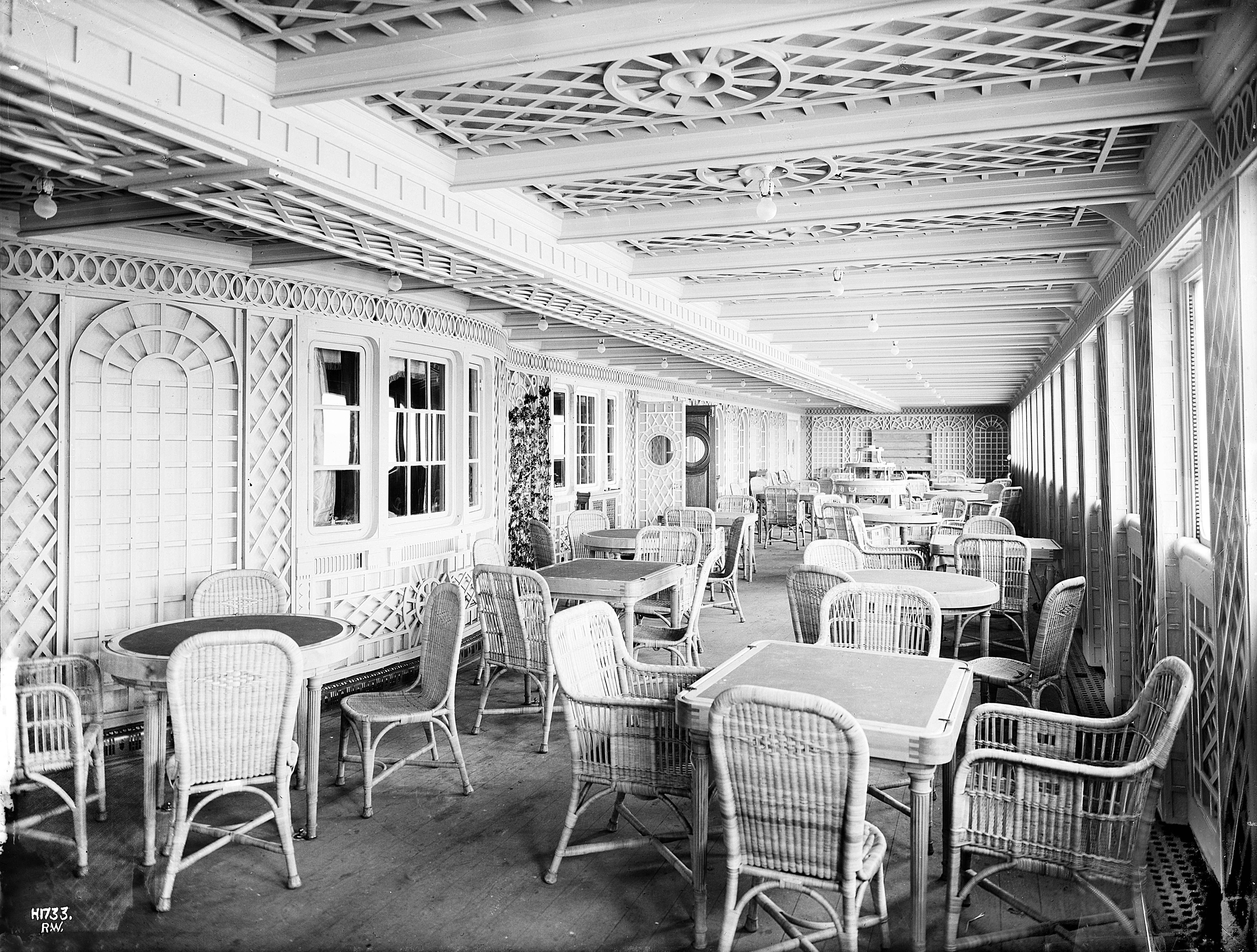
Кафе «Parisien»

В кормовой части надстройки на палубе В располагались ресторан «À La Carte» и кафе «Parisien». Интерьер ресторана был оформлен в стиле Людовика XVI. Его стены были отделаны под светлый орех, большие окна задёрнуты шёлковыми шторами. Колонны в резных футлярах с позолоченными декоративными деталями поддерживали лепной потолок, украшенный изысканными цветочными мотивами. В ресторане подавали меню итальянского ресторатора Луиджи Гатти. Кафе «Parisien» было выполнено в стиле парижских уличных кафе: стены с орнаментированными зелёными решётчатыми шпалерами были увиты плющом и лозой, вокруг небольших столиков стояли плетёные стулья.
Палуба А целиком находилась в распоряжении пассажиров первого класса. Вдоль обоих бортов на всём протяжении палубы проходили широкие променады, застеклённые в носовой части, чтобы уберечь гуляющих от непогоды. В носовой части размещалось 35 кают, за ними — последние два пролёта парадной лестницы, ведущие на шлюпочную палубу. Холл у парадной лестницы на палубе А освещал большой овальный купол из матового стекла, разделённый фигурными металлическими переплётами на симметричные части. Лестницу венчали роскошные часы, украшенные бронзовыми фигурами Чести и Славы. Сама парадная лестница была выполнена в стиле эпохи Марии II и Вильгельма III второй половины XVII века. Стены лестничного колодца были отделаны отполированными дубовыми панелями; дугообразные перила, также изготовленные из дуба, имели вставки из узорчатых чугунных решёток. В кормовой части надстройки имелась ещё одна парадная лестница, практически целиком повторявшая облик носовой. На каждой палубе (кроме D) лестницу украшала статуя херувима, держащего светильник в виде факела. На палубе D его заменял бронзовый канделябр с 21 рожком с электрическими стеклянными свечами. За лестницей находилось три 12-местных лифта, которые могли доставлять пассажиров до палубы Е. Стенки кабин были обшиты дубом и дополнены пилястрами. На полу стелился мягкий ковёр, а напротив выхода стоял небольшой диван-софа.
Ближе к корме располагался читальный зал, отделанный в георгианском стиле деревянными фасонными панелями, покрашенными в белый цвет. Для чтения предусматривались мягкие кресла, а для письма — обитые стулья, расставленные перед письменными столами. За читальным залом находился общий салон первого класса, в котором пассажиры, сидя в креслах, обтянутых зелёным вельветом, отдыхали, читая книги, беседуя друг с другом или играя в карты, для чего в салоне имелись ломберные столы. Свет в салон попадал через большие витражные окна. Посередине висела огромная люстра из стекла и бронзы в форме перевёрнутого купола с каплевидно стекающей сердцевиной и овальным сечением, превышающим 180 см. По периметру люстру окружали 16 малых светильников. Лепнина на потолке, канделябры настенных светильников подражали якобитскому стилю XVII века. Некоторые детали салона (дверные ручки, настенные светильники, миниатюрная статуэтка греческой богини на каминной полке) копировали элементы интерьеров Версальского дворца. Третьим большим помещением на палубе А был курительный салон, обшитый тёмными панелями из красного дерева, украшенными резьбой и перламутровой мозаикой. Панели, скрывавшие короба воздуховодов, уходивших в турбинное отделение, украшали орнаментальные витражи с изображением пейзажей, античных кораблей, исторических и мифологических персонажей. В курительном салоне стоял единственный на «Титанике» дровяной камин. Он был выполнен из итальянского скульптурного мрамора с львиными фигурами и дверцами по бокам. Стену над камином украшал морской пейзаж 170 × 77 см Нормана Уилкинса «Приближение к Плимутской гавани».
В кормовой части палубы располагалось кафе «Пальмовый дворик», оформленное в том же стиле, что и «Parisien». Помещение освещалось через четыре большие оконные ниши в форме оправленных бронзой арок высотой более 2 м, в остальные ниши были вставлены зеркала. Летнюю атмосферу дополняли декоративные пальмы в кашпо. Для прогулок пассажиров первого класса на открытом воздухе отводилась средняя часть последней, шлюпочной палубы. За входом на парадную лестницу размещался гимнастический зал, оборудованный велотренажёром, гребным тренажёром, силовым противовесом, «электроверблюдом», «электроконём» и боксёрской грушей.
Все общественные помещения на «Титанике» разделялись по классам, поэтому всё вышеперечисленное предназначалось только для пассажиров первого класса. Стоимость билета первого класса варьировалась от 23 фунтов стерлингов (каюта на палубе Е без питания) до 870 £ (люкс-апартаменты с личной прогулочной палубой) (от 1311 до 49 590 долларов США в ценах 2013 года).

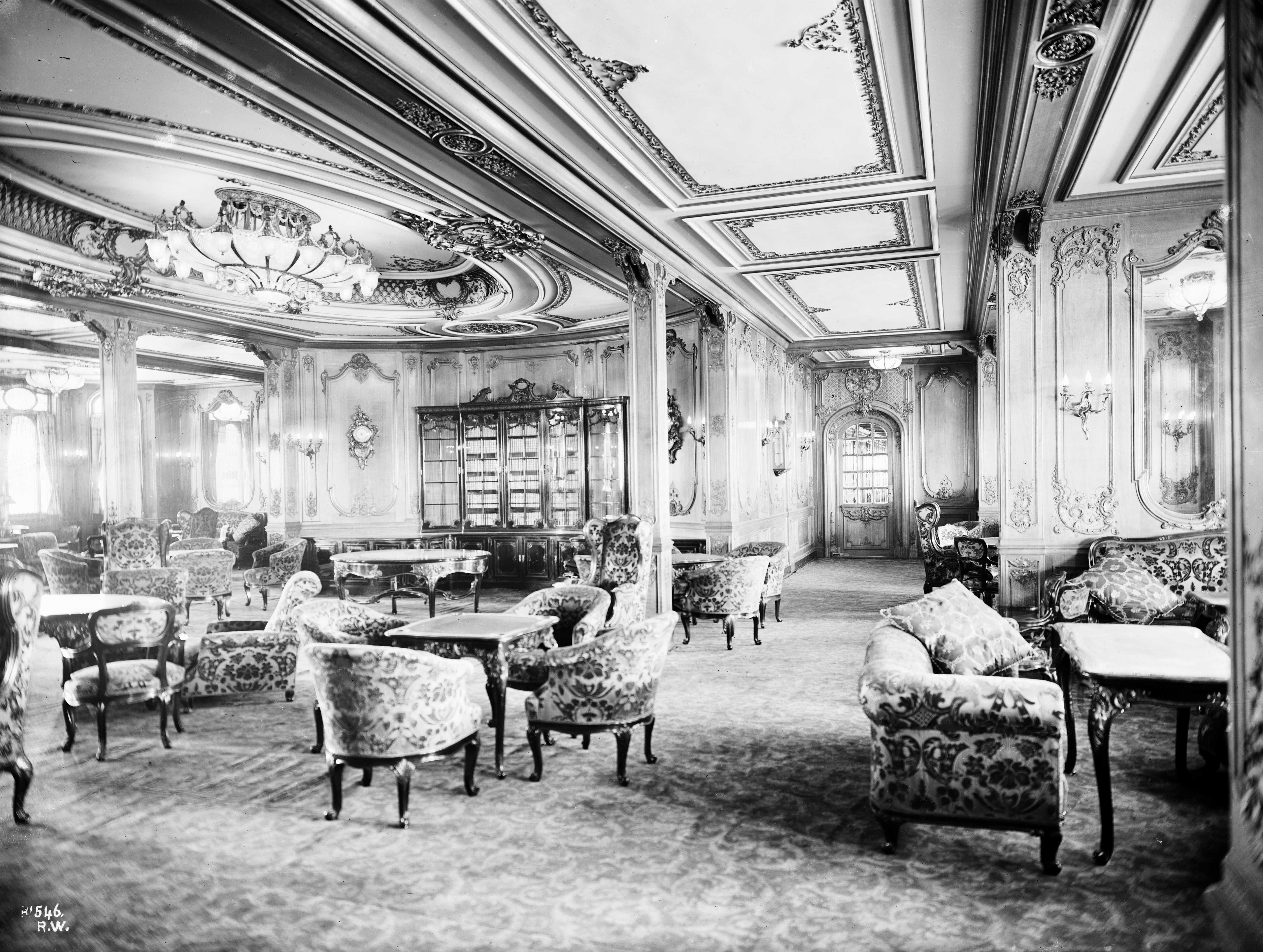
Салон на палубе А судна-близнеца «Олимпик»
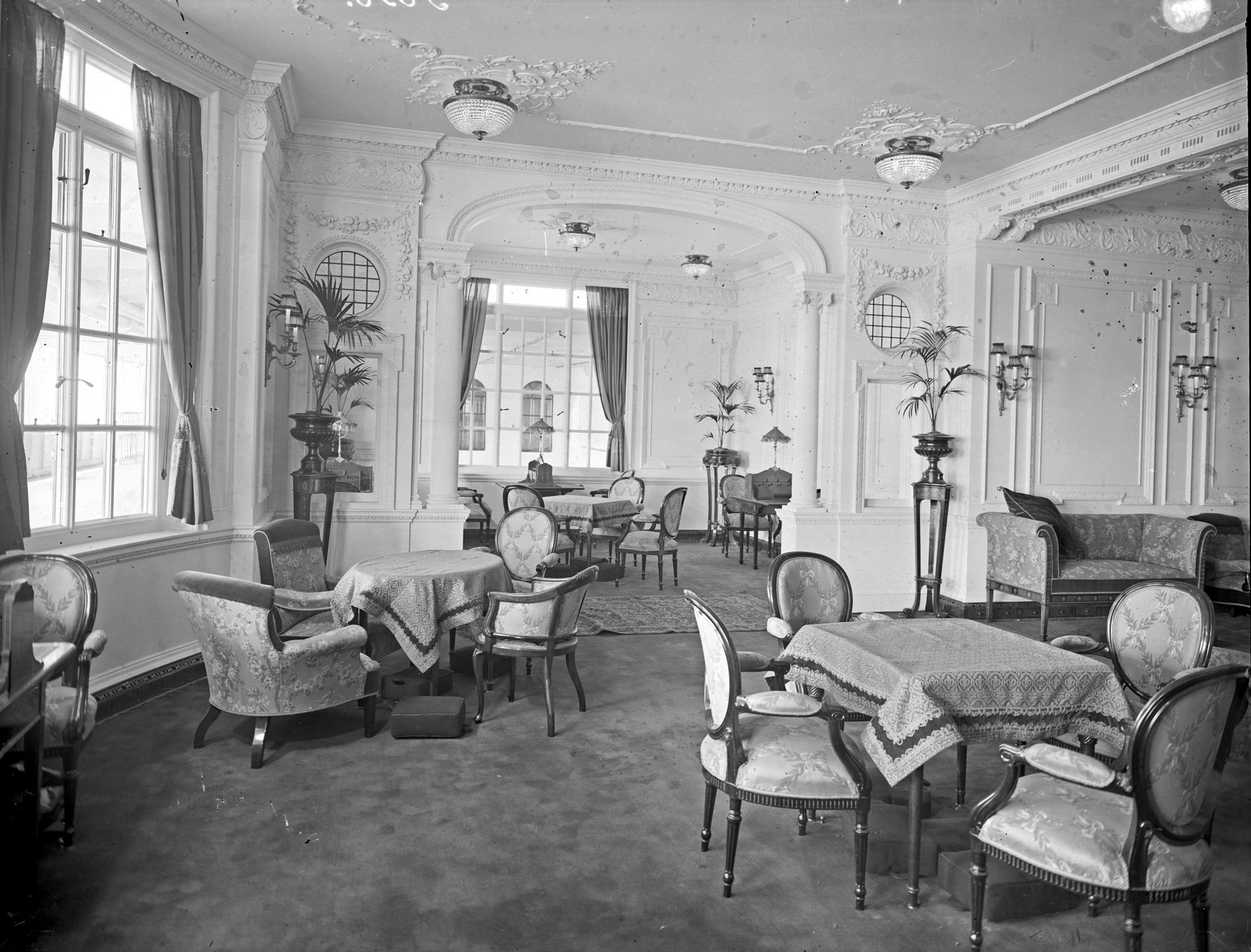
Читальный зал
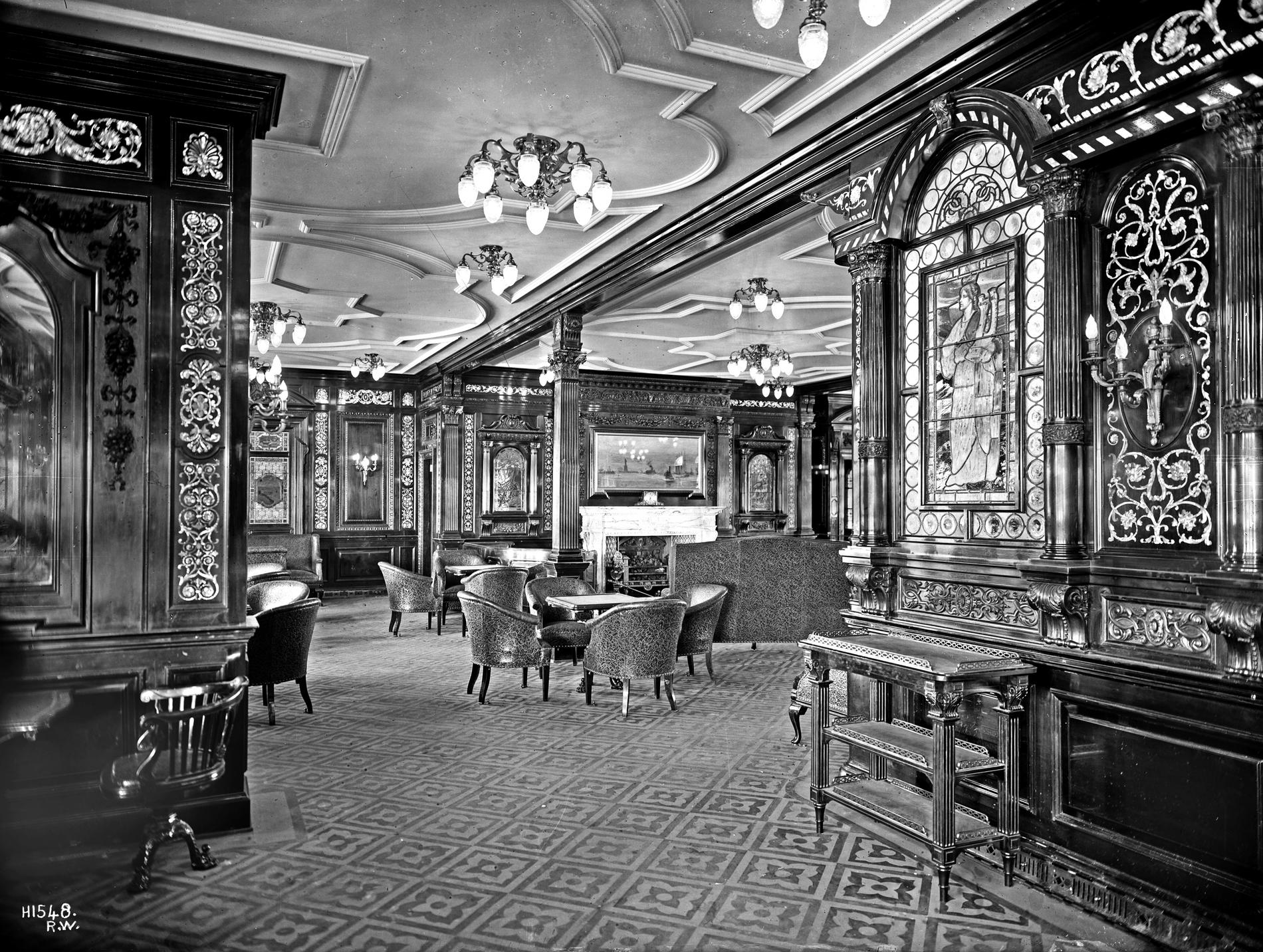
Курительный салон
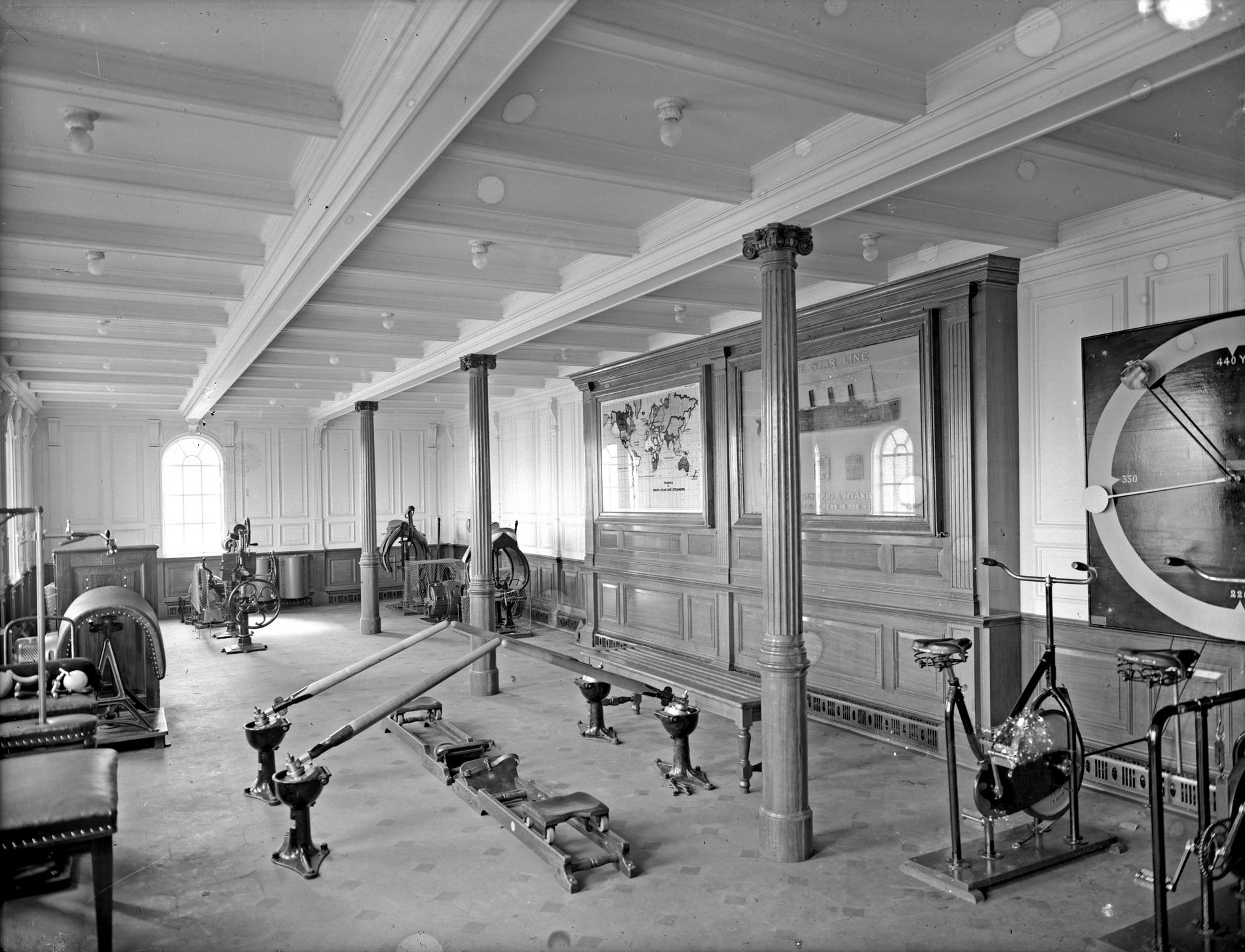
Гимнастический зал

### Второй класс

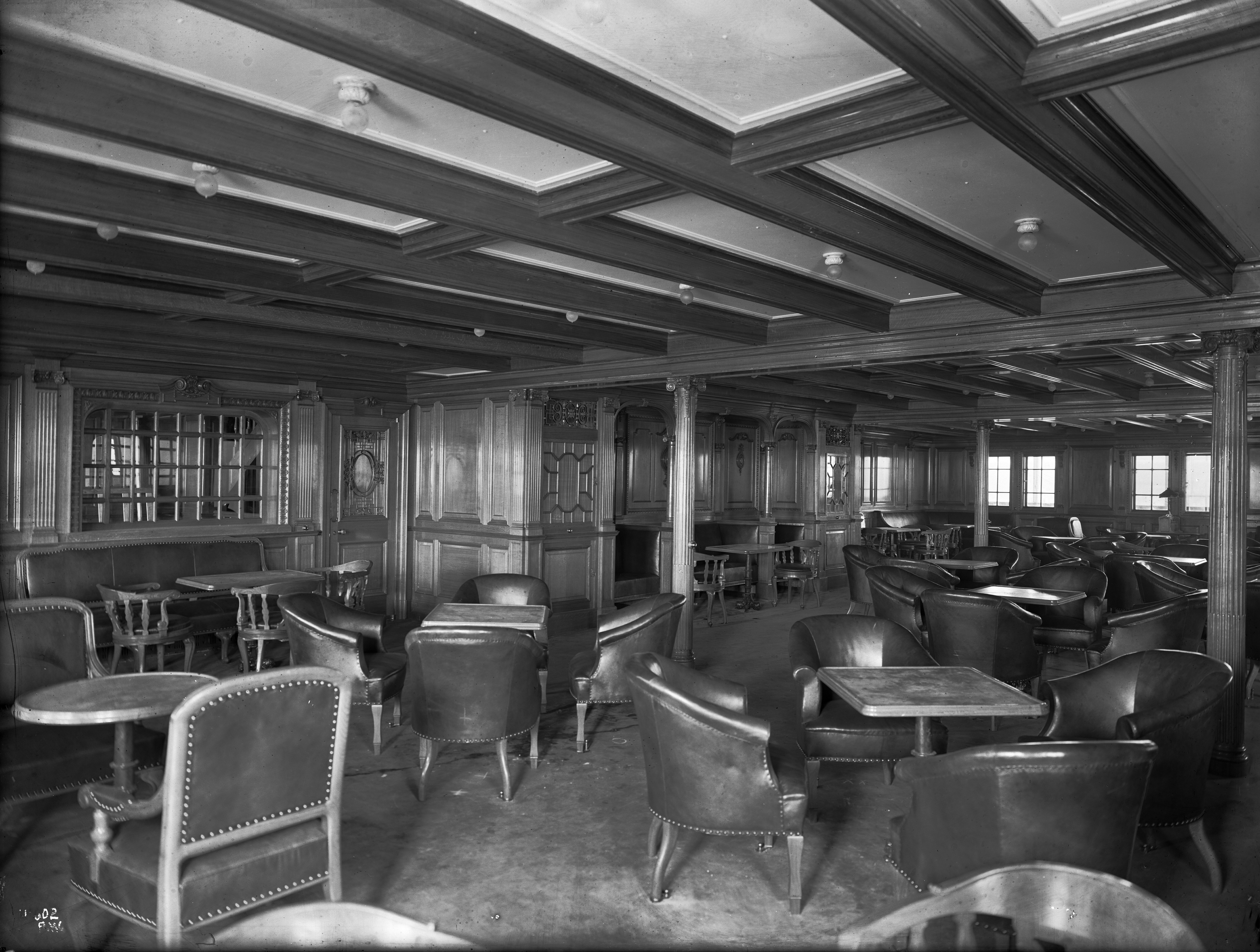
Курительный салон второго класса

Каюты второго класса размещались на палубах от D до G. В них, как правило, устанавливались двухъярусные кровати из красного дерева. Для возможности уединиться в постели над спальным местом висели шторы. Помимо кроватей в каюте имелись туалетный столик со складным умывальником, диван, гардероб. Каюты второго класса были оформлены довольно однообразно: стены были обшиты покрашенными в белый цвет деревянными панелями, на полу стелился линолеум. Для отделки общественных помещений второго класса широко применялся дуб. Дубовыми панелями были облицованы стены обеденного и курительного салонов, лестничных колодцев.
На палубе Е располагалась парикмахерская, не уступающая по набору оборудования парикмахерской первого класса. В кормовой части палубы D размещался обеденный салон второго класса на 394 персоны. Пассажиры усаживались за длинные столы в привинченные к полу крутящиеся кресла с красной обивкой из кожи. Посетителям предлагали меню из шести блюд, например, 14 апреля на обед подавали овощной суп, жареного цыплёнка с рисом, фруктовый десерт, орехи, сыр и кофе. На палубе С находилась библиотека. Стены этого зала были обшиты платановыми панелями, которые украшала защитная рейка из красного дерева. Мебель также была выполнена из красного дерева и покрыта драпировкой. Пол покрывал пушистый ковёр коричневого цвета. Окна библиотеки выходили на застеклённый променад, предназначенный для второго класса. На палубе B располагался курительный салон, обставленный дубовыми столами и креслами, обитыми тёмно-зелёной кожей. Кормовая часть шлюпочной палубы отводилась для прогулок пассажиров второго класса на открытом воздухе.
Между палубами пассажиры второго класса перемещались по двум лестницам, расположенным в кормовой части лайнера. В отличие от лестниц первого класса, перила здесь были не такие массивные и изготавливались целиком из дерева. Также пассажиры второго класса могли воспользоваться лифтом, соединявшим все палубы, кроме G. Билет второго класса на «Титаник» стоил от 10 £ до 40 £ (от 560 $ до 2240 $ в ценах 2013 года).

### Третий класс

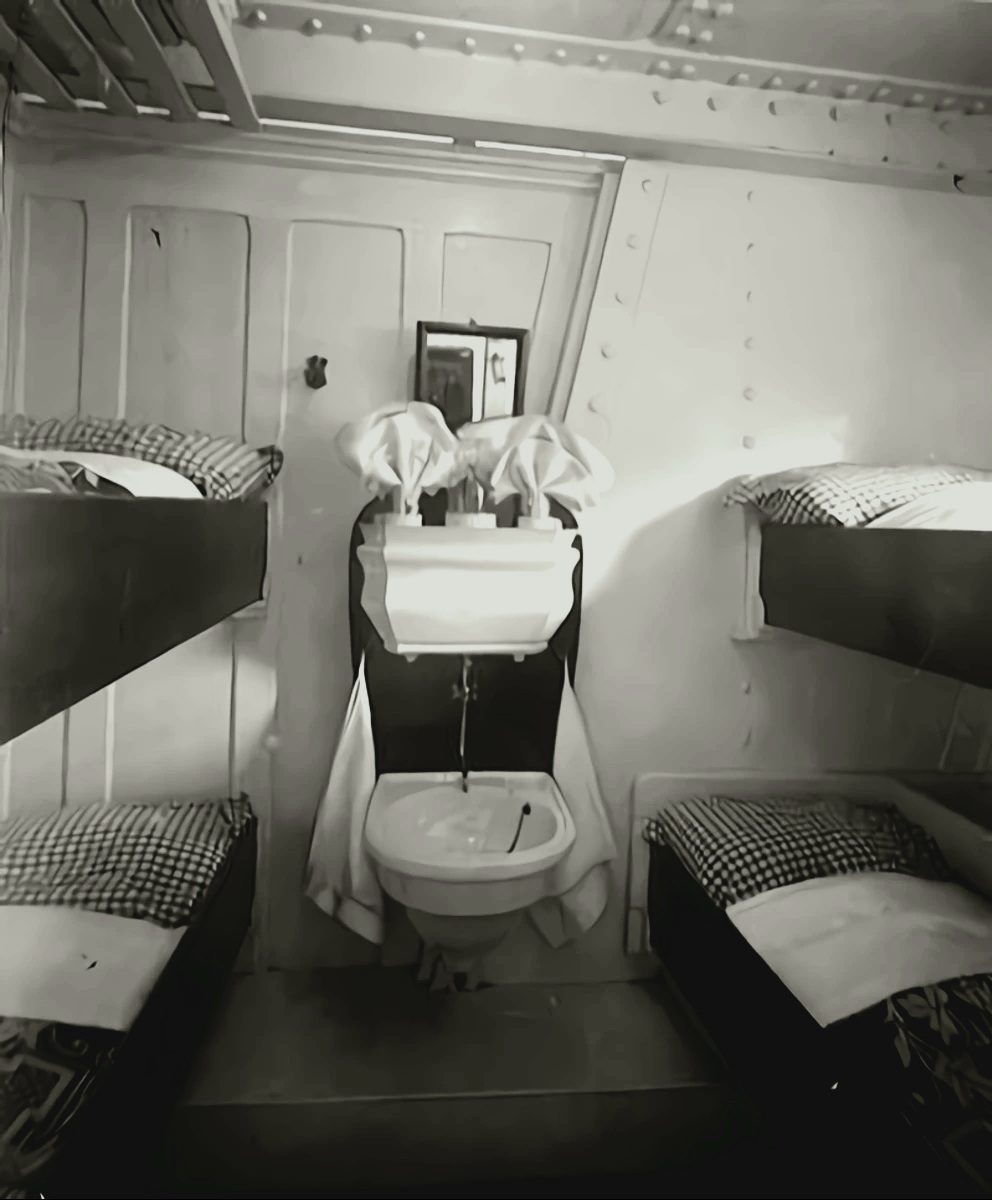
Каюта третьего класса

Каюты третьего класса размещались на палубах от D до G. Число мест в них варьировалось от 2 до 10. Ничем не облицованные стены были покрашены белой краской, рядом с двухъярусными койками в большинстве кают стоял умывальник. 10 кают третьего класса по левому борту на палубе G предусматривали транспортабельность: перегородки можно было передвигать, уменьшая или увеличивая помещения по требованию. Можно было не только изменить их планировку, но и вообще убрать каюты, превращая всю занимаемую ими площадь в грузовую. Это позволяло сделать путь из Нью-Йорка в Саутгемптон более прибыльным, поскольку в восточном направлении всегда наблюдался недобор пассажиров третьего класса. Гораздо больше было товаров американского производства, которые требовалось доставить в Европу, поэтому каюты третьего класса, удобно расположенные над задним грузовым отсеком, планировалось превращать в полезную грузовую площадь.
На палубе F находился столовый зал на 470 персон. Стены в нём были покрашены белой эмалевой краской, их украшали плакаты с изображением судов «Уайт Стар Лайн» и картой их маршрутов. Посетители сидели на стульях за длинными (до 10 человек с каждой стороны) столами. Питание пассажиров третьего класса входило в стоимость билета. На завтрак официанты здесь подавали овсяную кашу с молоком, копчёную селёдку или бифштекс с луком, отварной картофель, свежий хлеб и масло, мармелад, чай или кофе. Обед начинался с супа, затем шли солонина и солянка из капусты с картофелем, после фруктовая запеканка (например, рисовая с персиками). К чаю подавали что-нибудь горячее, сыр и пикули, сдобные булочки с изюмом или хлеб с вареньем. Пассажиры третьего класса питались в две смены с интервалом 45—60 минут.
На палубе D имелся небольшой медпункт и комната ожидания для пациентов. В кормовой части палубы С размещались курительный салон (на левом борту) и общая комната (на правом борту). Эти помещения располагались зеркально друг к другу, их интерьер был одинаков. Пассажиры сидели на скамьях. Для игры в карты или домино между рядами скамей стояли столы со стульями. Стены залов обшивались сосновыми панелями — белыми в общей комнате и коричневыми в курительном салоне. В общей комнате стояло пианино. Для прогулок пассажиров третьего класса предназначались обе межнадстроечные палубы и палуба кормовой надстройки. Стоимость билета третьего класса варьировалась от 2 £ до 8 £ (от 114 $ до 456 $ в ценах 2013 года).

## Ходовые испытания

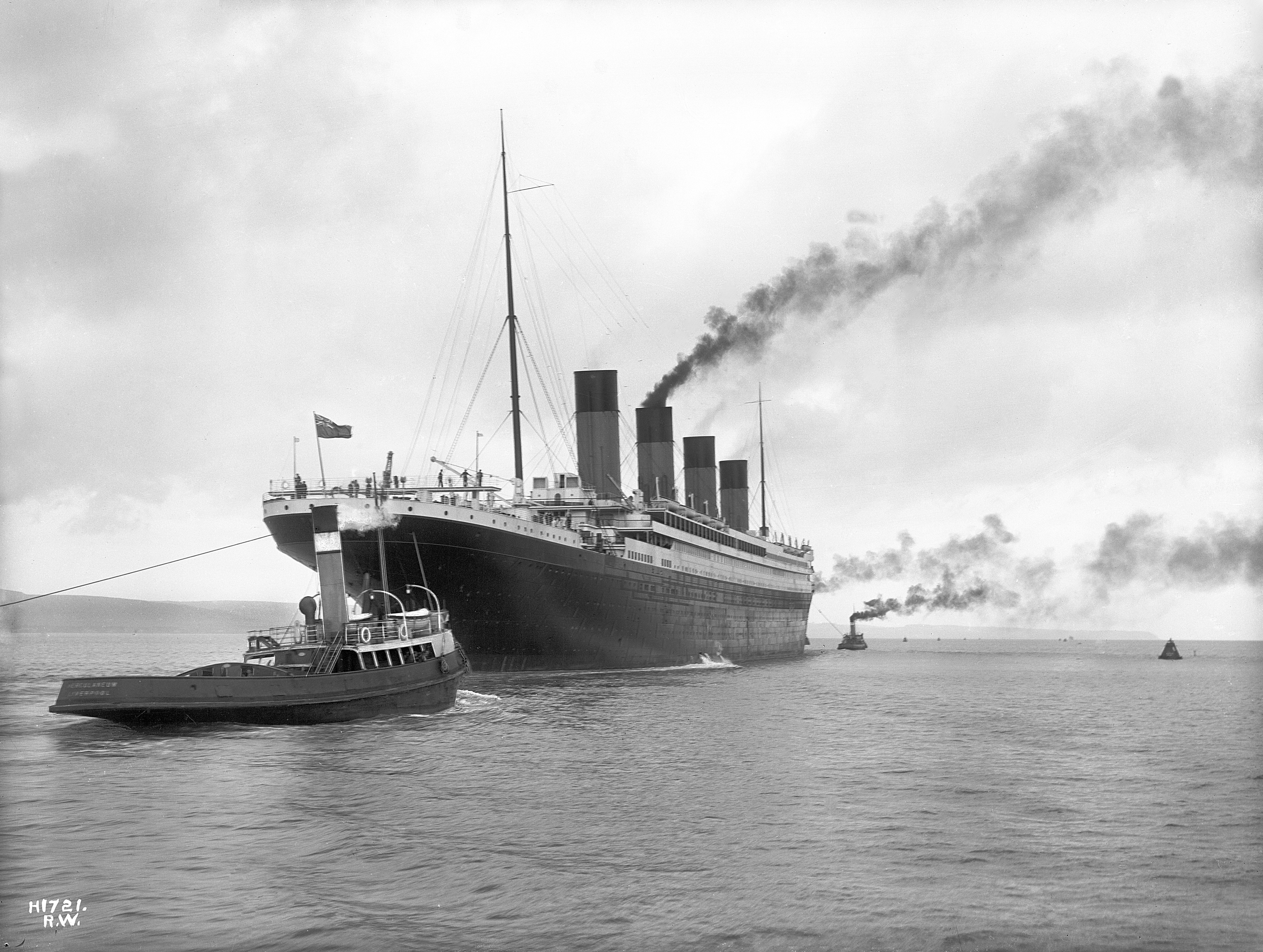
«Титаник» покидает Белфаст для прохождения ходовых испытаний

После завершения достроечных работ «Титанику» предстояло пройти ходовые испытания, по результатам которых комиссия Министерства торговли Великобритании должна была подтвердить соответствие корабля требованиям технического задания. Изначально первое испытание на море было запланировано на 29 марта, но в тот день из-за резко ухудшившейся погоды и штормового ветра его пришлось отложить на четыре дня. 2 апреля 1912 года в 6:00 «Титаник» буксирами был выведен из доков Белфаста по каналу Виктория в Белфастский залив. На борту находились 119 членов экипажа, в том числе 78 членов трюмной команды (кочегары, смазчики, штивщики) во главе с капитаном «Олимпика» Эдвардом Смитом, также на борту присутствовали главный конструктор Томас Эндрюс (как представитель верфи «Харленд энд Вулф»), компанию «Уайт Стар Лайн» представлял партнёр Исмея Гарольд Сандерсон, в комиссию Министерства торговли входили порядка 30 чиновников и инспекторов.
В Ирландском море в течение восьми часов осуществлялась проверка мореходных качеств «Титаника»: лайнер совершал повороты на различных скоростях, описывая при этом круг диаметром 1150 м, совершал остановку на заднем ходу, лавирование и прохождение дистанции в 2,5 км на скорости 21 узел (39 км/ч). Проверялась аварийная остановка, при которой режим работы паровых машин изменялся с «Полный вперёд» на «Полный назад» (конструкция турбины не предусматривала реверсивное вращение, поэтому она была только остановлена). Тормозной путь составил 777 м, «Титаник» остановился через 3 минуты 15 секунд. По мере выполнения ходовых заданий чиновники из Министерства торговли тщательно осматривали все помещения и проверяли всё оборудование. За день испытаний корабль прошёл расстояние порядка 150 км со средней скоростью 18 узлов (32,4 км/ч).
В ходе испытаний никаких нарушений стандартов британского пассажирского флота выявлено не было, и по возвращении в Белфаст инспектор Торговой палаты Каррутерс подписал пассажирский сертификат сроком на один год. Через час после получения разрешения на перевозку пассажиров «Титаник» взял курс на Саутгемптон — порт отправления в первый рейс. Путь в 1060 км корабль преодолел за 28 часов и прибыл в Саутгемптон ночью 4 апреля. В эскорте пяти буксиров лайнер пришвартовался к пирсу № 44.

## Единственный рейс

### Число людей на борту
На «Титанике» пересекали Атлантический океан более 2200 человек. Так, «Encyclopedia Titanica» содержит 2208 человек, из них 1317 пассажиров, а по данным Министерства торговли Великобритании, в Атлантике на борту было 2224 человека — 1316 пассажиров и 908 членов экипажа. Таким образом, в роковую ночь на борту могло находиться до 2225 человек.

### Экипаж
«Encyclopedia Titanica» идентифицирует как членов экипажа 1125 человек, из них лишь 23 женщины (в основном стюардессы), однако в Атлантике в «экипаж» включён 891 человек, из которых лишь 212 выжили, а остальные 679 погибли в результате крушения.
Командовать «Титаником» в первом рейсе было поручено Эдварду Джону Смиту — самому опытному капитану «Уайт Стар Лайн», чей капитанский стаж насчитывал 25 лет. По завершении триумфального рейса Смит намеревался уйти на пенсию. В экипаж «Титаника» входили 8 офицеров (капитан и семь его помощников), 324 члена трюмной команды (механики, кочегары, смазчики, штивщики), 58 членов палубной команды (рулевые, вперёдсмотрящие, уборщики), 335 стюардов, 69 человек обслуживающего персонала обеденных салонов (повара, официанты), 8 музыкантов, 5 сотрудников почтового отделения, а также спортивные инструкторы, работники прачечной, типограф, занимавшийся изданием судовой газеты, и другие. За трансатлантическими судами не закреплялся единый состав экипажа, он менялся от рейса к рейсу. Некоторые члены экипажа попали на «Титаник» всего за несколько часов до отправления, и не успели ознакомиться с особенностями лайнера. Приём в команду «Титаника» начался 23 марта, то есть за 2,5 недели до отправления из Саутгемптона. Часть экипажа была взята ещё в Белфасте, где пароход проходил ходовые испытания.
Большинство членов экипажа были наняты в Саутгемптоне 6 апреля. Часть команды числилась не за «Уайт Стар Лайн», а за другими компаниями. Радисты «Титаника» работали по найму компании «Маркони», сотрудники почтового отделения принимались на работу «Royal Mail», музыканты — «Creating C.W. & F.N. Black», к сотрудникам «Уайт Стар Лайн» также не относился обслуживающий персонал ресторана «А-ля Карт» и кафе «Паризьен».

До перевода на «Титаник» капитан Эдвард Смит 10 месяцев командовал пароходом «Олимпик» — близнецом «Титаника». Жалование Смита составляло 105 фунтов стерлингов в месяц (£ 8802 по курсу 2010 года). Незадолго до отправления капитан инициировал перестановку в старшем офицерском составе: на «Титаник» с «Олимпика» был переведён старший помощник Генри Уайлд, поэтому Уильям Мёрдок был вынужден занять место первого помощника, а Чарльз Лайтоллер — второго. Дэвиду Блэру, место которого занял Лайтоллер, пришлось покинуть корабль.

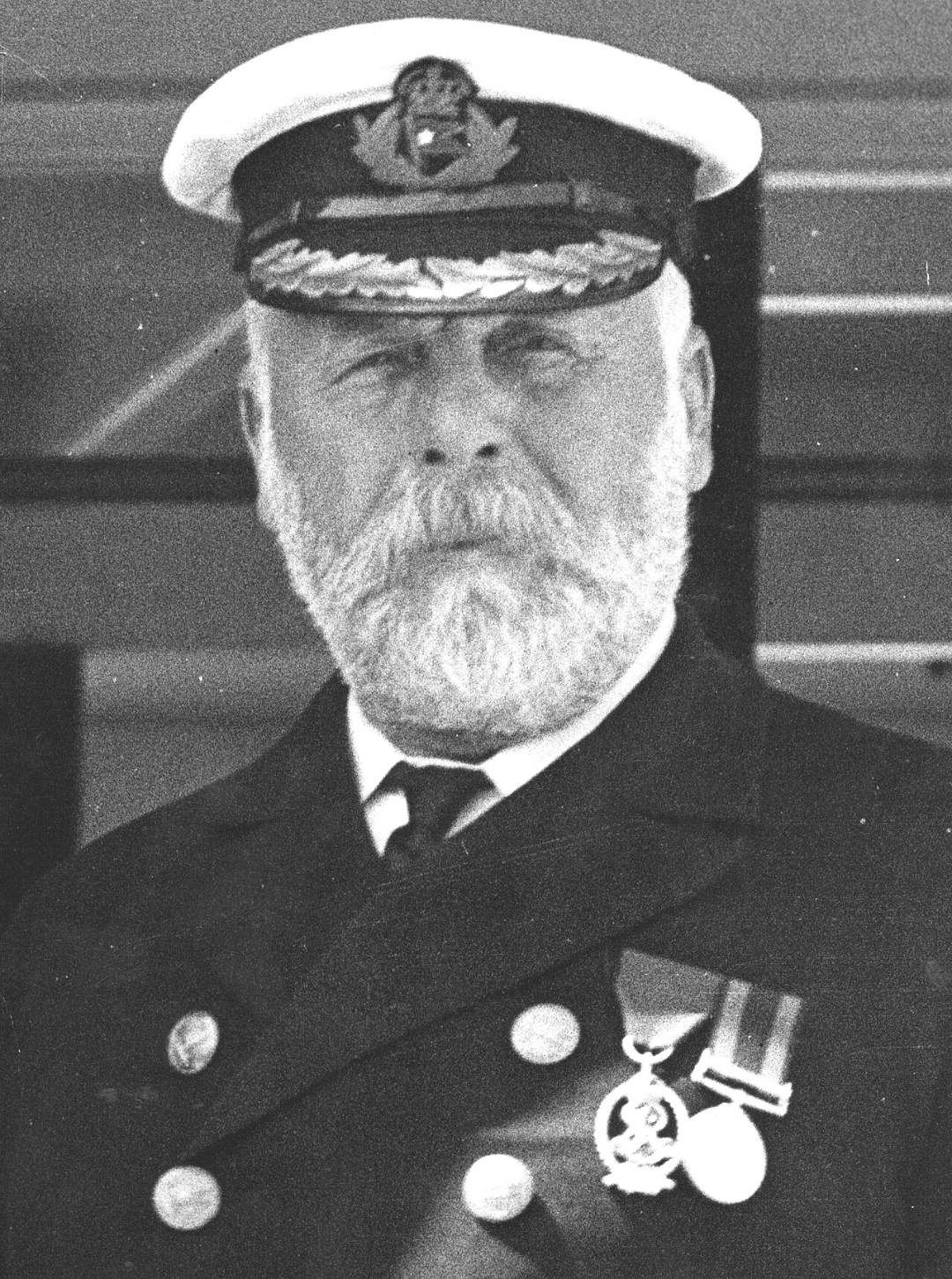
Капитан Эдвард Смит на борту «Олимпика»
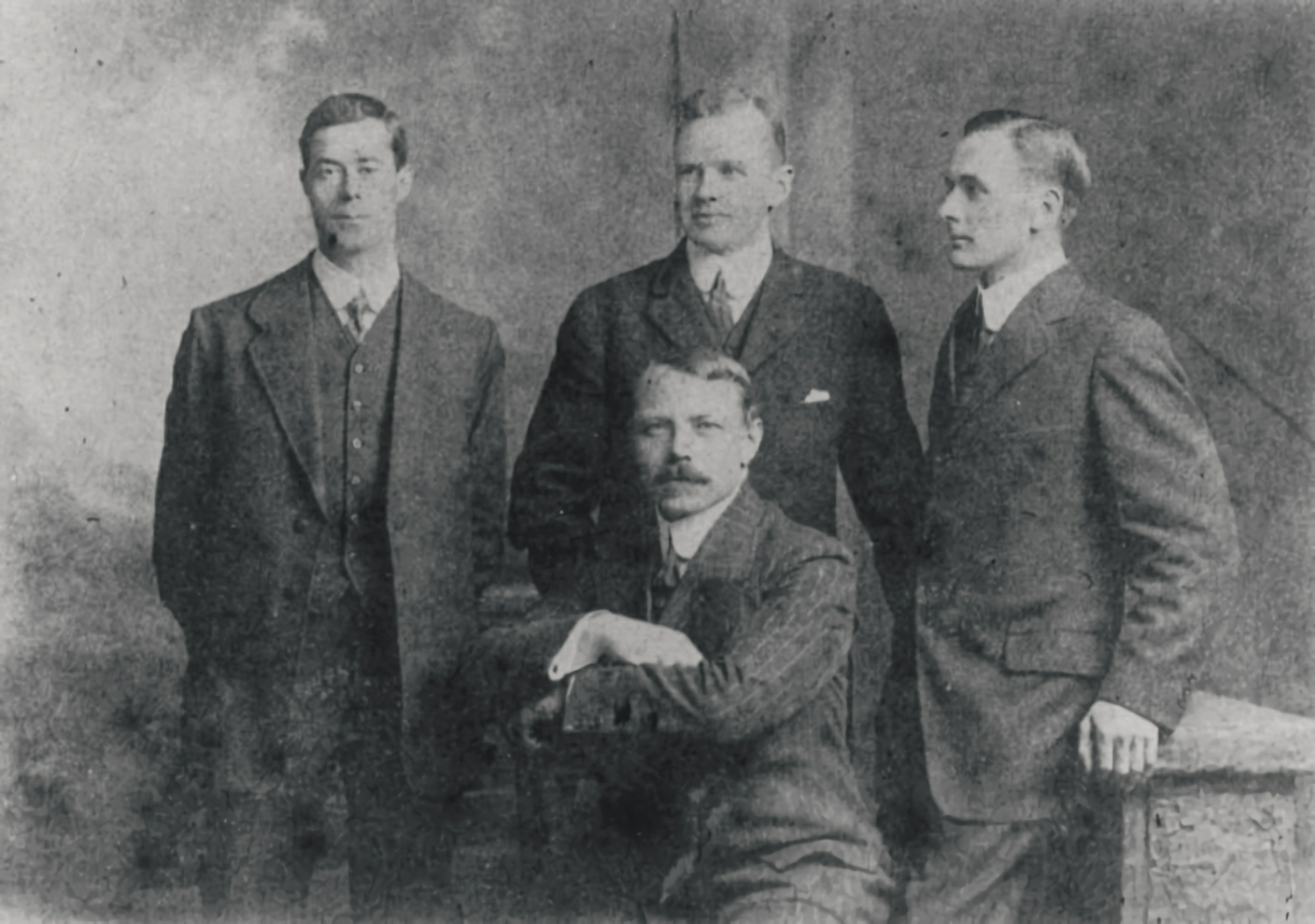
Слева направо: Гарольд Лоу, Чарльз Лайтоллер, Джозеф Боксхолл и Герберт Питман (сидит).
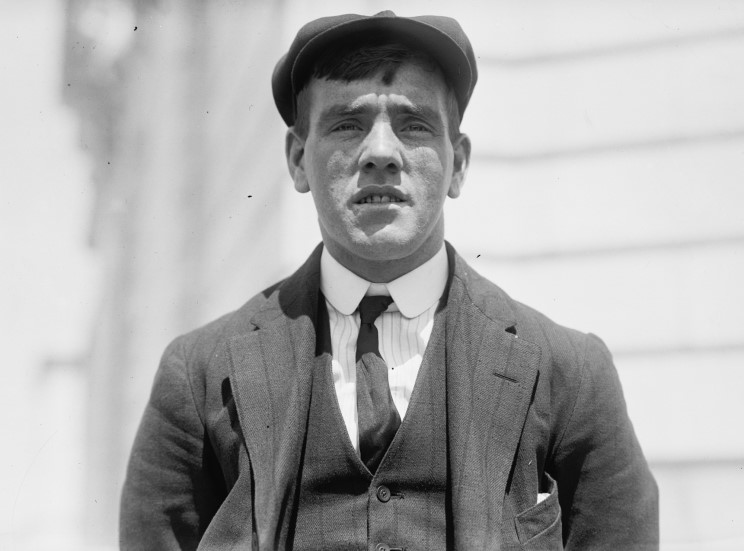
Вперёдсмотрящий Фредерик Флит
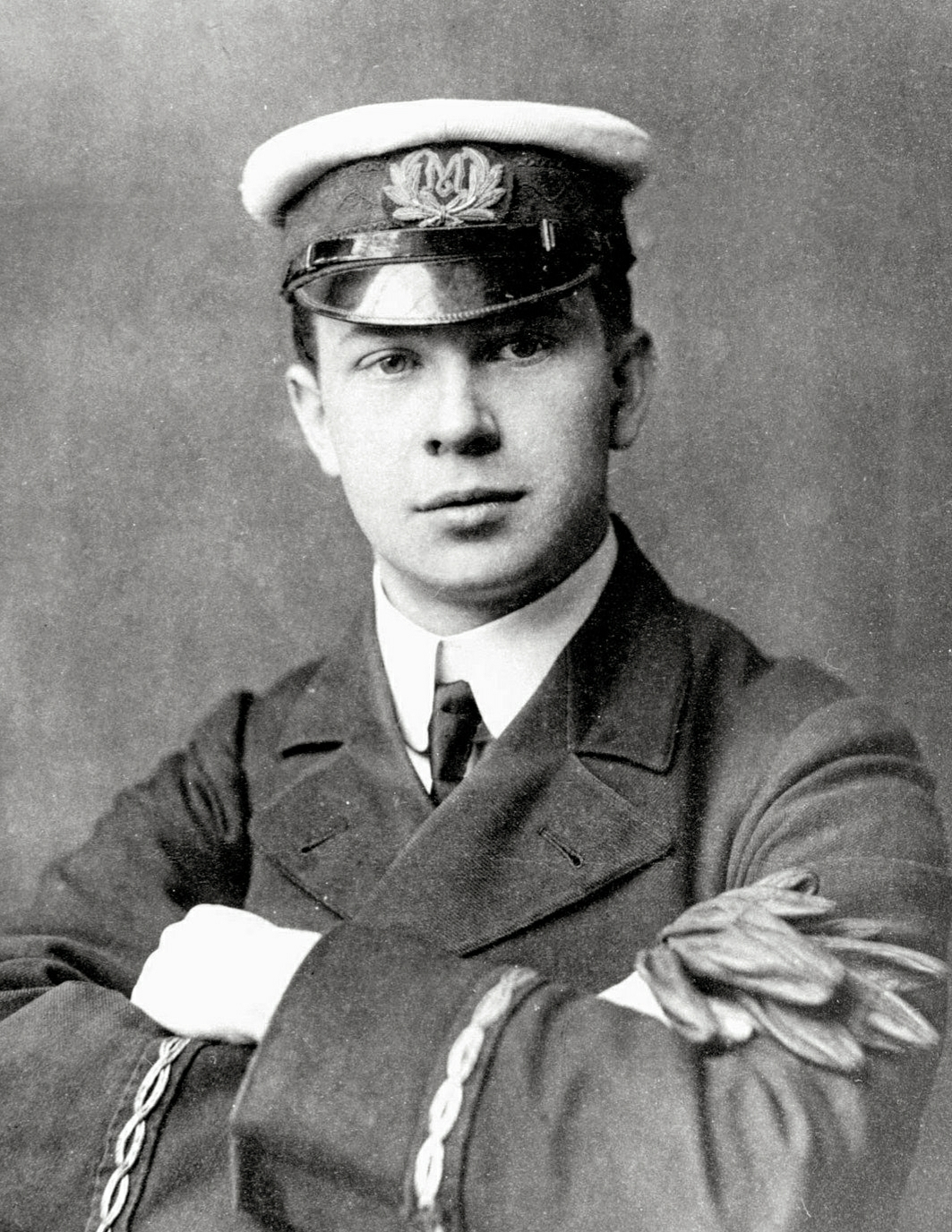
Старший радист Джек Филлипс

### Пассажиры
В Саутгемптоне на борт «Титаника» поднялось 943 пассажира (195 первого класса, 255 второго класса и 493 третьего класса). В Шербуре с корабля сошло 24 человека, а поднялось 272, в Квинстауне сошло 7 пассажиров и сели 123 человека (113 из них — пассажиры третьего класса). На трансатлантическую трассу «Титаник» вышел с 1317 пассажирами на борту (включая 124 ребёнка), из них 324 человека совершали путешествие в первом классе, 285 — во втором, 708 — в третьем. Максимальная пассажировместимость «Титаника» составляла 2439 человек (739 мест в первом классе, 674 во втором и 1026 в третьем), но в апреле спрос на трансатлантические рейсы был традиционно низок, поэтому «Титаник» был загружен только наполовину. На темпе продажи билетов пагубно отразилась и шестинедельная забастовка угольщиков, которая закончилась всего за четыре дня до отплытия из Саутгемптона. Забастовка вызвала перебои с поставкой угля, нарушив графики отправления в рейсы пароходов, и потенциальные пассажиры «Титаника» были вынуждены изменить свои планы. Чтобы не смещать дату отправления лайнера в первый рейс, руководство «Уайт Стар Лайн» приняло решение пополнить угольные бункеры «Титаника» за счёт других кораблей компании, пришвартованных в Саутгемптоне. Некоторые пассажиры задержанных рейсов согласились пересесть на «Титаник», причём с понижением класса, так как билеты на новый лайнер стоили дороже.
В первом классе «Титаника» в путешествие за океан отправились многие известные люди того времени, представители высшего общества. Среди пассажиров первого класса были американский мультимиллионер Джон Джейкоб Астор IV со своей беременной супругой Мадлен, промышленник и мультимиллионер Бенджамин Гуггенхайм со своей любовницей Леонтине Обар, светская львица и филантроп Маргарет Браун, владелец сети универмагов «Macy’s» Исидор Штраус с супругой Идой, модельер, владелица лондонского дома мод «Maison Lucile» Люси Дафф Гордон с супругом Космо, вице-президент железной дороги штата Пенсильвания Джон Тайер с женой Мариан и 17-летним сыном Джеком, журналист и общественный деятель Уильям Стед, американский писатель, полковник Арчибальд Грейси, актриса немого кино Дороти Гибсон, военный помощник президента США Арчибальд Батт, журналистка и феминистка Хелен Черчилль Кэнди, писатель-фантаст Жак Фатрелл и многие другие. В первом классе плыли также 4 из 10 членов гарантийной группы верфи «Харленд энд Вулф», возглавляемой конструктором Томасом Эндрюсом. Глава «Уайт Стар Лайн» Джозеф Брюс Исмей занимал роскошные люкс-апартаменты на палубе B. Первоначально они предназначались для президента треста «IMM» Джона Пирпонта Моргана, но он отказался от путешествия в последний момент, сославшись на плохое состояние здоровья. Не смог принять участие в первом рейсе по состоянию здоровья и глава верфи «Харленд энд Вулф» Уильям Пирри. Мультимиллионер Альфред Вандербильт с супругой решили не отправляться на «Титанике» перед самым отплытием, когда их камердинер, горничная и багаж уже находились на борту.
Второй класс в основном был занят представителями средних слоёв. В первом плавании «Титаника» это были прежде всего британские инженеры, торговцы, представители духовенства, журналисты, врачи. В числе пассажиров второго класса оказался сотрудник Министерства путей сообщения Японии Масабуми Хосоно. Третьим классом путешествовали преимущественно бедные эмигранты, переезжающие в США из Ирландии, Англии, Италии, Норвегии, Швеции, России и других стран. Среди них встречались и безработные, и представители самых разных профессий: квалифицированные и неквалифицированные рабочие, ремесленники, мелкие служащие, официанты, лесорубы, крестьяне, садоводы, портнихи, экономки, медицинские сестры, санитары и т. д., а также учащиеся семинарий и школ.

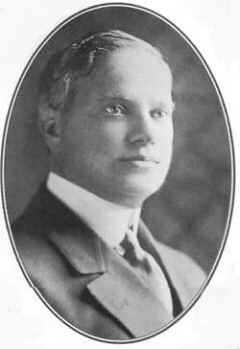
Владелец шахт и сталелитейных заводов Бенджамин Гуггенхайм
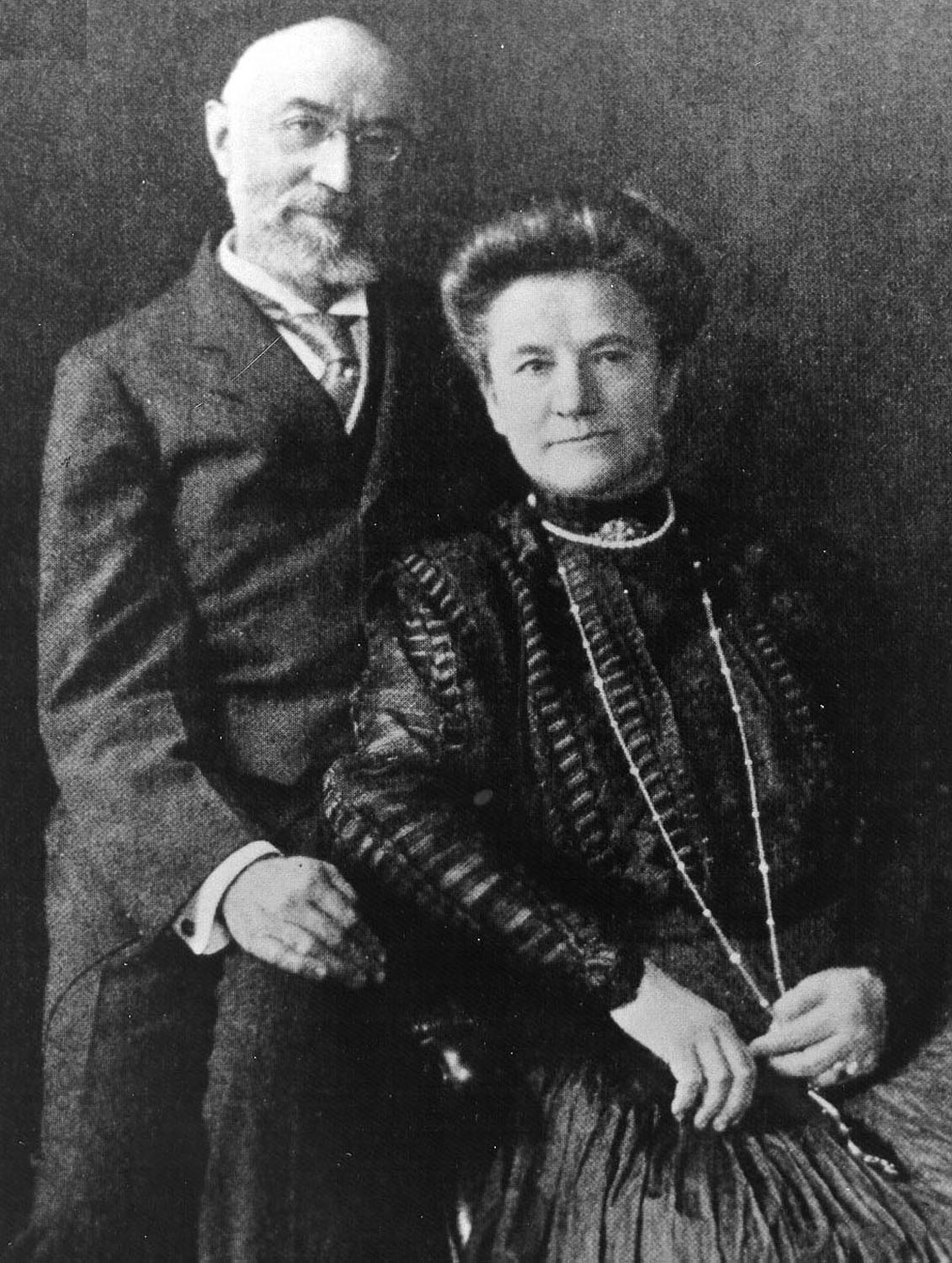
Супруги Исидор и Ида Штраус
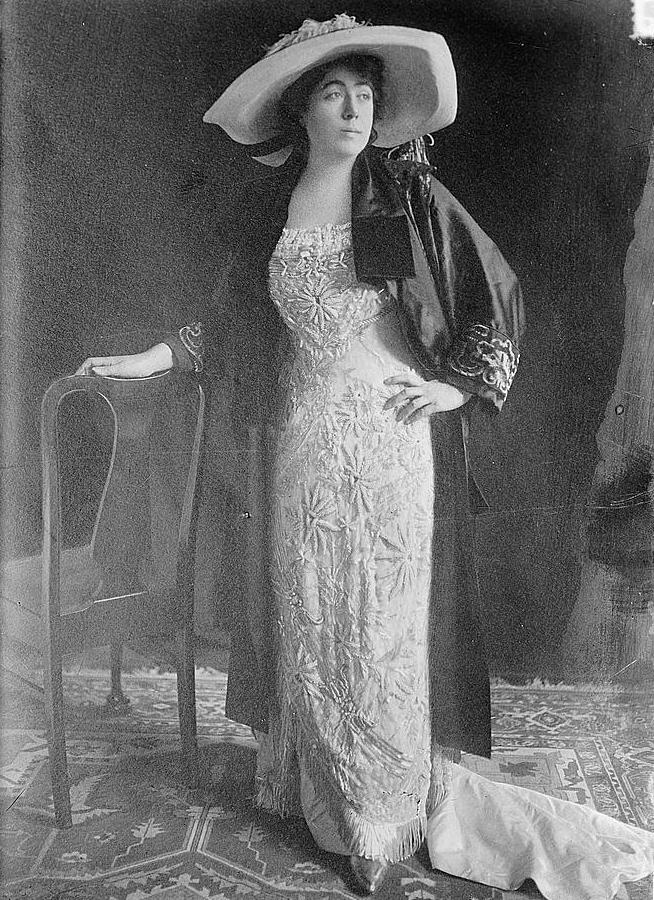
Маргарет Браун
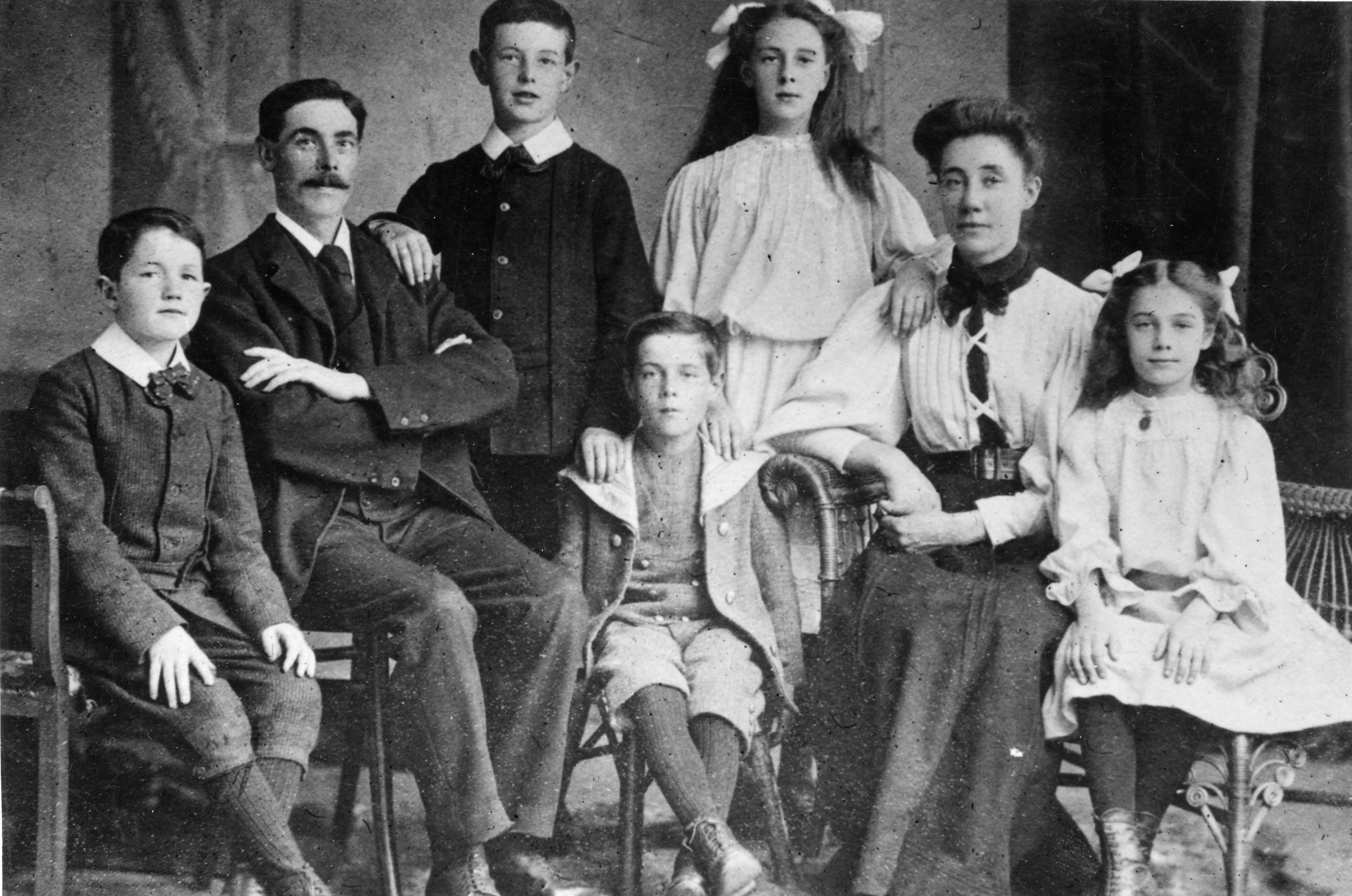
Семья Гудвинов из восьми человек (на фото не присутствует младший ребёнок — Сидней Лесли Гудвин), следовавшая третьим классом и погибшая в полном составе при крушении.

### Грузы, почта

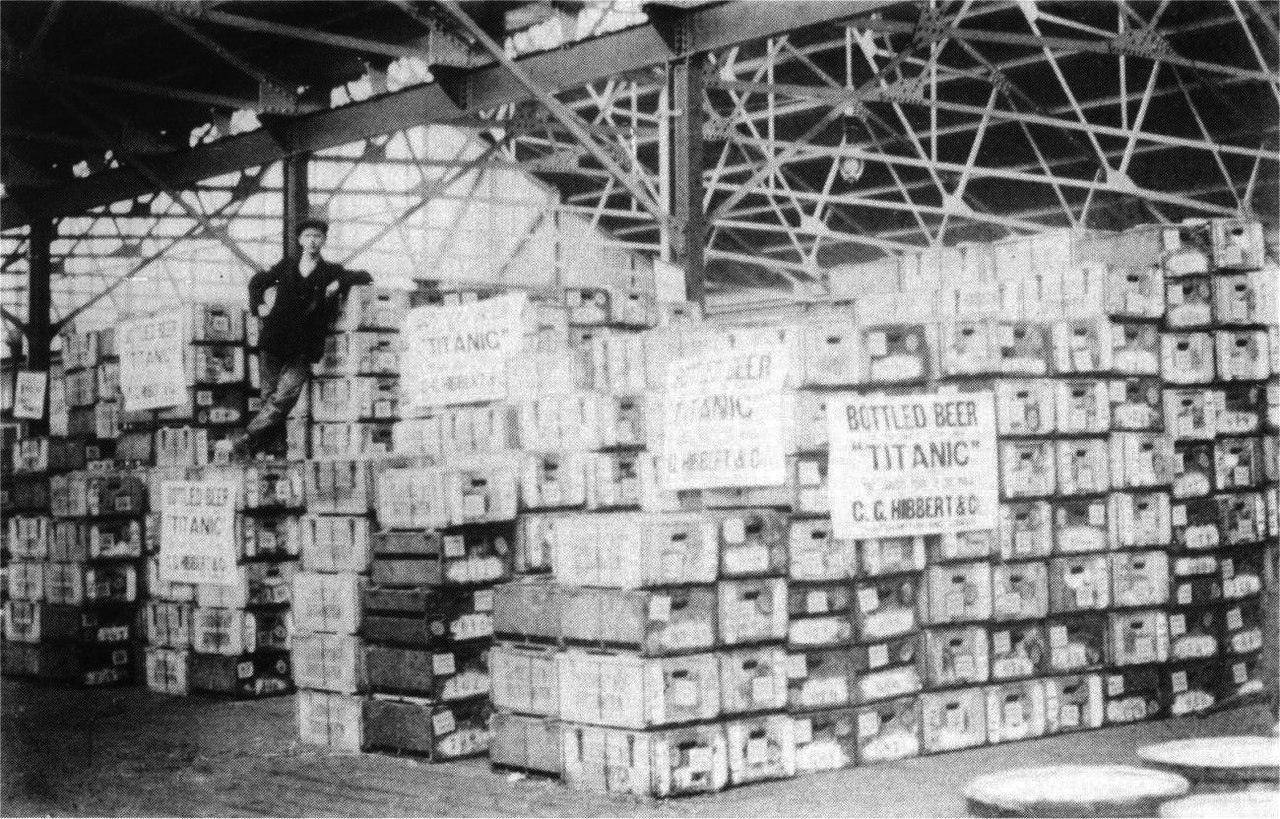
Ящики с 20 000 бутылками пива перед погрузкой на «Титаник»

6 апреля началась погрузка на борт всевозможных грузов, предназначенных для получателей в США. Их опускали в первый и второй грузовые отсеки при помощи кранов через люк, расположенный на полубаке. Среди экспортируемых на «Титанике» товаров были меха, вина, шампанское, линолеум, мячи для гольфа, книги (в том числе редкая копия рубаи Омара Хайяма), хирургические инструменты, две бочки ртути, картофель, сыры, орехи и многое другое. В тот же день с барж в угольные бункеры парохода было погружено 4427 т угля вдобавок к 1880 т, с которыми лайнер прибыл из Белфаста.
8 апреля на склады в кормовой части палубы G начали грузить продовольствие, в том числе 40 т картофеля, 34 т мяса, 5 т свежей рыбы, 4,5 т сахара, 2,8 т помидоров, 1,8 т вяленой рыбы, 40 000 яиц, 200 баррелей муки, 1,1 т колбас, 1 т кофе, 7000 л молока, 2700 л сгущённого молока, 2000 л мороженого, 1800 л сливок, 500 кг варенья, 450 кг изюма, 360 кг чая, 20 000 бутылок пива, 15 000 бутылок минеральной воды, 1000 бутылок вина, 8000 сигар, 95 пачек опиума.
Для багажа пассажиров первого и второго классов отводилось место в третьем грузовом отсеке. Багажное отделение третьего класса на «Титанике» отсутствовало. Среди грузов, перевозимых пассажирами, были частично разобранный автомобиль Рено Туре СВ 12CV Coupe de Ville 1912 года выпуска, принадлежащий Уильяму Картеру, мармеладная машина Эдвинны Трут, картина Мерри-Жозефа Блонделя, принадлежащая Морицу Стеффансону, три ящика с египетскими фигурками, транспортируемыми для Денверской художественной галереи Маргарет Браун, и др..
«Титаник» имел статус Королевского почтового судна, о чём свидетельствовал префикс RMS (Royal Mail Ship). Перед выходом в рейс в почтовый отсек через люк на носовой межнадстроечной палубе лайнера было загружено 3364 50-килограммовых мешка с почтой. За восемь дней плавания почтовым клеркам предстояло отсортировать около 40 тыс. писем и бандеролей по штатам и городам США.

### Отправление
9 апреля на «Титаник» с заключительной инспекцией поднялась комиссия Министерства торговли Великобритании во главе с Моррисом Кларком. Чиновники осмотрели аварийное снаряжение судна. Кларк приказал продемонстрировать коллективные спасательные средства в действии. На воду были спущены две шлюпки с экипажем, после чего главный инспектор подписал разрешение на выход в рейс. От Кларка было скрыто, что уже неделю на борту горел уголь. Ещё 2 апреля в угольном бункере пятой котельной по правому борту произошло возгорание. Быстро локализовать пламя не удалось, и уже после выхода в рейс капитан приказал часть угля из горящего бункера перенести на левый борт. По завершении этой операции «Титаник» приобрёл небольшой крен на левый борт. Пострадавший бункер был задраен, уголь внутри него продолжал тлеть на протяжении 4 дней плавания и окончательно потух только утром 13 апреля.
Посадка пассажиров на борт «Титаника» началась 10 апреля 1912 года в 9:30 утра. В 9:45 с лондонского вокзала Ватерлоо отправился специальный поезд компании «Уайт Стар Лайн», доставлявший пассажиров 1 класса в порт Саутгемптона. В этом поезде ехали Джон Астор IV, супруги Штраус, Арчибальд Батт, Арчибальд Грейси и другие. Около 11 часов поезд прибыл к океанскому доку Саутгемптона, где был пришвартован «Титаник». 245 пассажиров второго и 497 пассажиров третьего класса из Лондона доставил более ранний поезд, отправившийся в 7:30 и прибывший в 9:30.
Люди поднимались на борт «Титаника» по широким сходням. Посадочные входы имелись на палубах E, D, С и B. Там их встречали два стюарда, один проверял билет, а другой вписывал имя очередного пассажира в журнал. Пассажиры третьего класса перед посадкой проходили обязательный санитарный контроль. Людей, у которых обнаруживали вшей или блох, на борт не допускали.
В 11:50 судовой гудок известил о том, что «Титаник» через 10 минут отчалит. Борт лайнера покинули журналисты, провожающие и портовые чиновники. На «Титаник» поднялся лоцман Джордж Боуйер. Всё было готово к выходу в рейс: старший и второй помощники капитана, Генри Уайлд и Чарльз Лайтоллер соответственно стояли на баке, первый помощник Уильям Мёрдок на корме, третий Герберт Питман на кормовом мостике, четвёртый Джозеф Боксхолл на ходовом мостике у машинного телеграфа, готовый передавать команды лоцмана и капитана в машинное отделение, пятый помощник Гарольд Лоу на ходовом мостике у телефона. На причале для отдачи швартовых приготовилась бригада из 15 человек у носа и 15 у кормы «Титаника».
Как только были убраны сходни, лоцман отдал команды «Подать буксиры» и «Отдать швартовы». На причале отдали швартовы, крепившие нос и корму к мощным береговым тумбам, и матросы быстро выбрали их, намотав на вьюшки. Затем тросы приняли 6 буксиров, которые начали оттягивать «Титаник» от причала и выводить в фарватер реки Тест. После буксиры сбросили тросы, лоцман скомандовал «Малый вперёд», и «Титаник» пошёл мимо расположенных за океанским доком причальных стенок своим ходом. В это время там стояли пароходы «Океаник» и «Нью-Йорк», последний был пришвартован к борту «Океаника». В тот момент, когда «Титаник» поравнялся с «Нью-Йорком», 6 стальных тросов, которыми был пришвартован пароход, лопнули, и корма «Нью-Йорка», попавшего в опасную зону внешнего гидродинамического давления, созданного движением более крупного лайнера, стала приближаться к «Титанику». Капитан Смит тут же приказал застопорить машины. Один из буксиров, сопровождавших «Титаник», обошёл «Нью-Йорк», закрепил трос, брошенный ему с палубы, и всей мощью своих машин стал оттягивать судно назад к берегу. «Титаник» разошёлся с «Нью-Йорком» всего в нескольких десятках сантиметров. Два буксира переместили едва избежавший столкновения «Титаник» назад, чтобы дать двум другим буксирам поставить «Нью-Йорк» к новому месту стоянки.
После инцидента «Титаник» с часовым опозданием продолжил свой путь на малом ходу и с опущенными до уровня ватерлинии якорями, чтобы в случае опасности лайнер мог быстрее остановиться. Из Саутгемптонского залива «Титаник» вышел в пролив Те-Солент, огибая остров Уайт с восточной стороны. Достигнув восточной оконечности острова Уайт, судно снова сбавило ход. Лоцман спустился по штормтрапу в ожидавший его катер и вернулся на нём назад в Саутгемптон. С мостика в машинное отделение передали приказ увеличить скорость, и «Титаник» взял курс на юг, к берегам Франции.

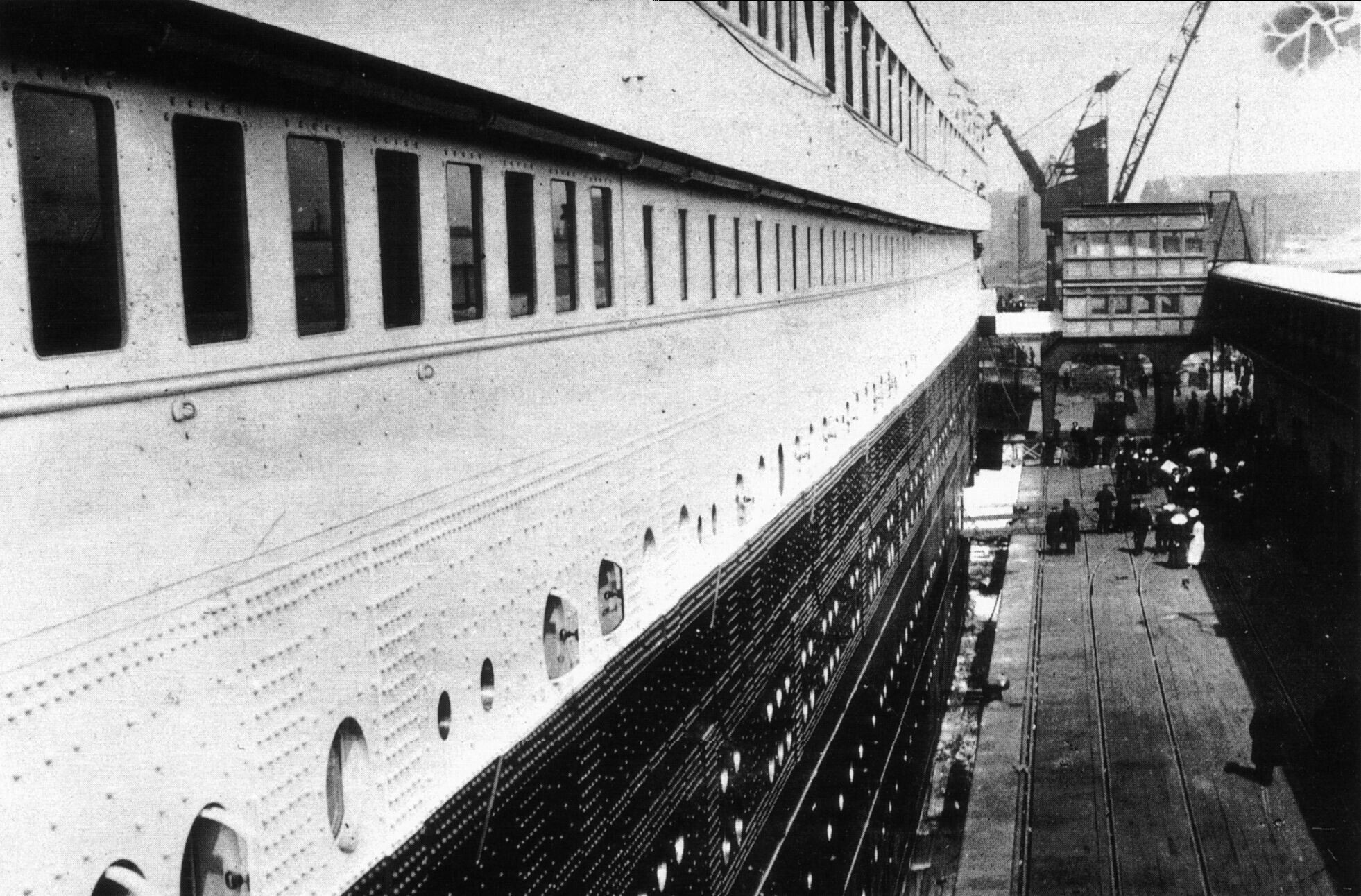
Борт «Титаника» снят со сходней перед посадочным входом на палубе B (вид в сторону кормы)
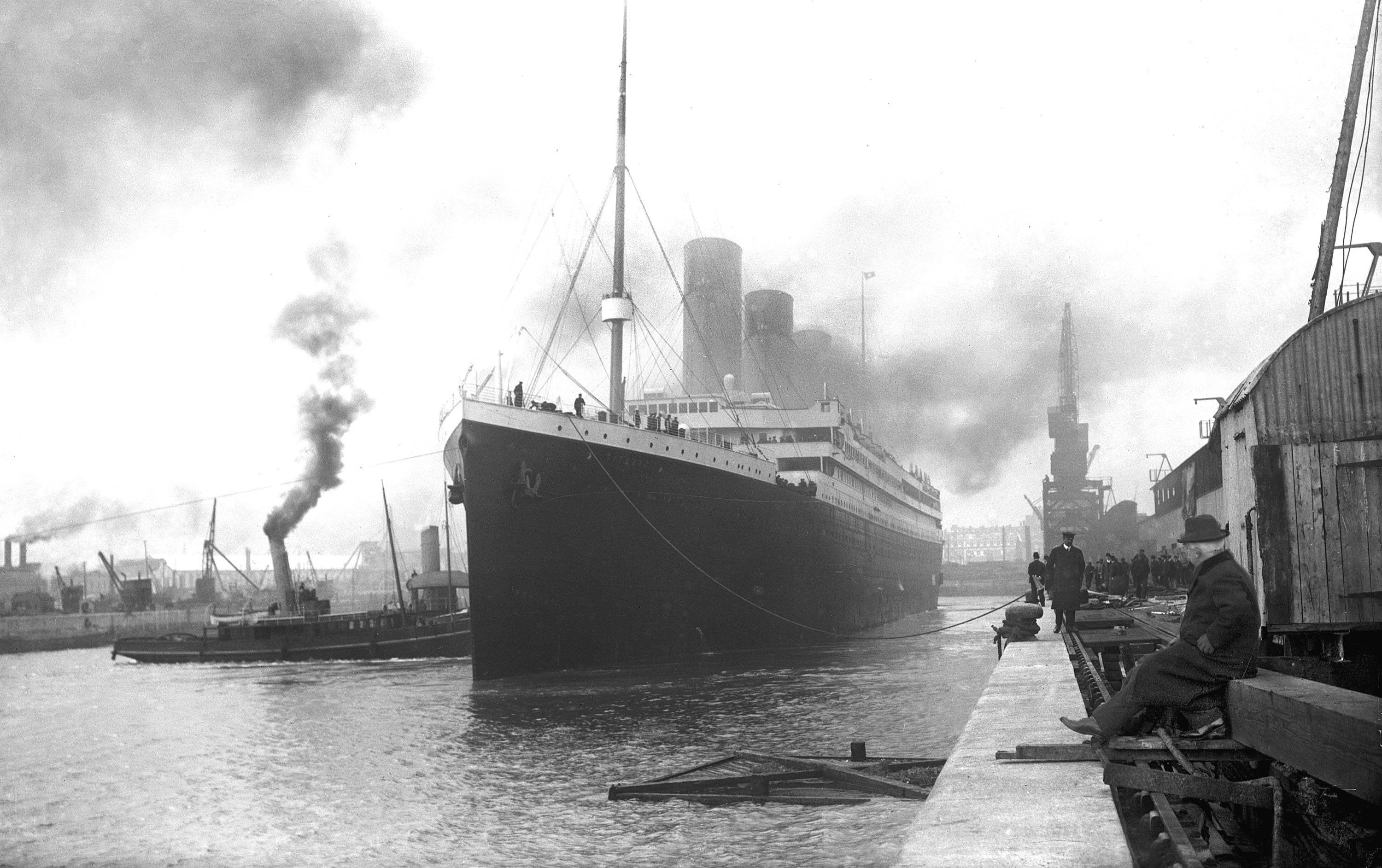
«Титаник» отчаливает из Саутгемптона
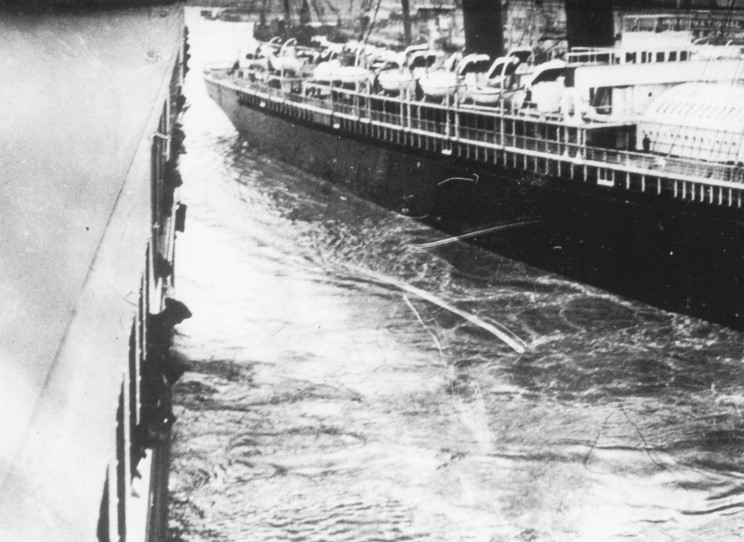
Инцидент с пароходом «Нью-Йорк»
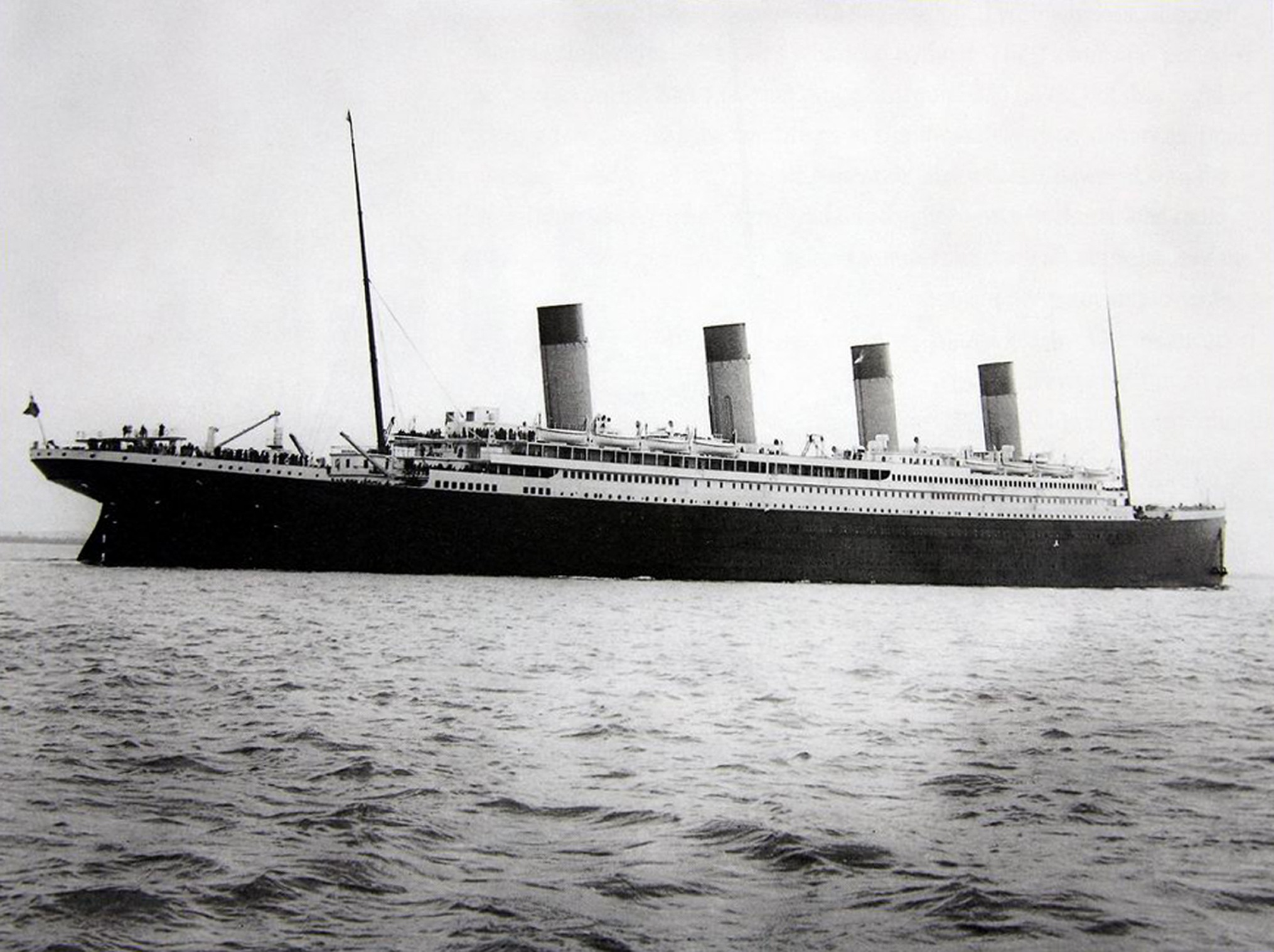
«Титаник» выходит в пролив Те-Солент

### В Европе. Шербур, Квинстаун. 10—11 апреля
Над Ла-Маншем стояла ветреная и пасмурная погода. Уже выйдя в море, вперёдсмотрящие обнаружили, что в ящике в вороньем гнезде отсутствуют бинокли. Дело в том, что второй помощник Дэвид Блэр в Саутгемптоне положил бинокли в сейф в своей каюте и после списания на берег забыл передать ключ Чарльзу Лайтоллеру, который не смог отыскать другие бинокли, хотя вперёдсмотрящим полагалось их иметь.
Расстояние в 147 км «Титаник» преодолел за 6,5 часов (с учётом задержки в порту Саутгемптона) и прибыл в Шербур около 18:30. Порт Шербура не имел подходящего для «Титаника» причала, поэтому лайнер встал на якорь посреди бухты. Пассажиров и грузы на борт доставили вспомогательные суда «Номадик» и «Траффик». До морского вокзала Шербура многие добирались специальным поездом, согласованным с расписанием парохода, который в 9:40 отправился с парижского вокзала Сен-Лазар. Значительную часть новых пассажиров составили богатые американцы, закончившие свой зимний сезон в Монте-Карло, Ницце, Канне и других курортах Ривьеры, модных среди международных снобов в те годы. Другие возвращались из европейских столиц — Парижа, Рима, Вены, Берлина, Санкт-Петербурга. Среди прибывших на борт пассажиров первого класса были Бенджамин Гуггенхайм, Маргарет Браун, семья Тайеров, супруги Дафф Гордон и другие. Стоянка в Шербуре длилась полтора часа, в 20:00 «Титаник» снялся с якоря и отправился в Квинстаун. Ветреная и холодная погода сохранялась.
11 апреля «Титаник» уже приближался к побережью Ирландии. За несколько километров до порта на борт поднялся лоцман. Большую опасность для судов в этом районе представляли отмели, поэтому на подходе к острову лотом непрерывно замерялась глубина. В 11:55 «Титаник» бросил якорь в гавани Корка, в 6,5 км от Квинстауна. Вспомогательные суда «Америка» и «Ирландия» доставили на «Титаник» пассажиров (в основном молодых ирландских эмигрантов, пассажиров третьего класса), грузы и почту. Кроме пассажиров, на борт, по разрешению капитана, поднялись журналисты, фотографы и местные торговцы. В 13:30, после того, как все гости покинули лайнер, был поднят якорь, и «Титаник» отправился в Нью-Йорк с 2208 людьми на борту. Тем временем на кормовой надстройке музыкант Юджин Дэйли из третьего класса давал небольшой импровизированный концерт для эмигрантов, многие из которых навсегда прощались со своей родиной. Растроганной до слёз публике он сыграл на волынке меланхоличную мелодию «Плач по Ирландии».

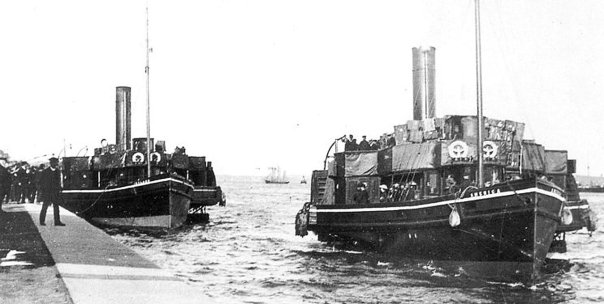
Вспомогательные суда «Америка» и «Ирландия» отправляются к месту стоянки «Титаника» в 6,5 км от Квинстауна
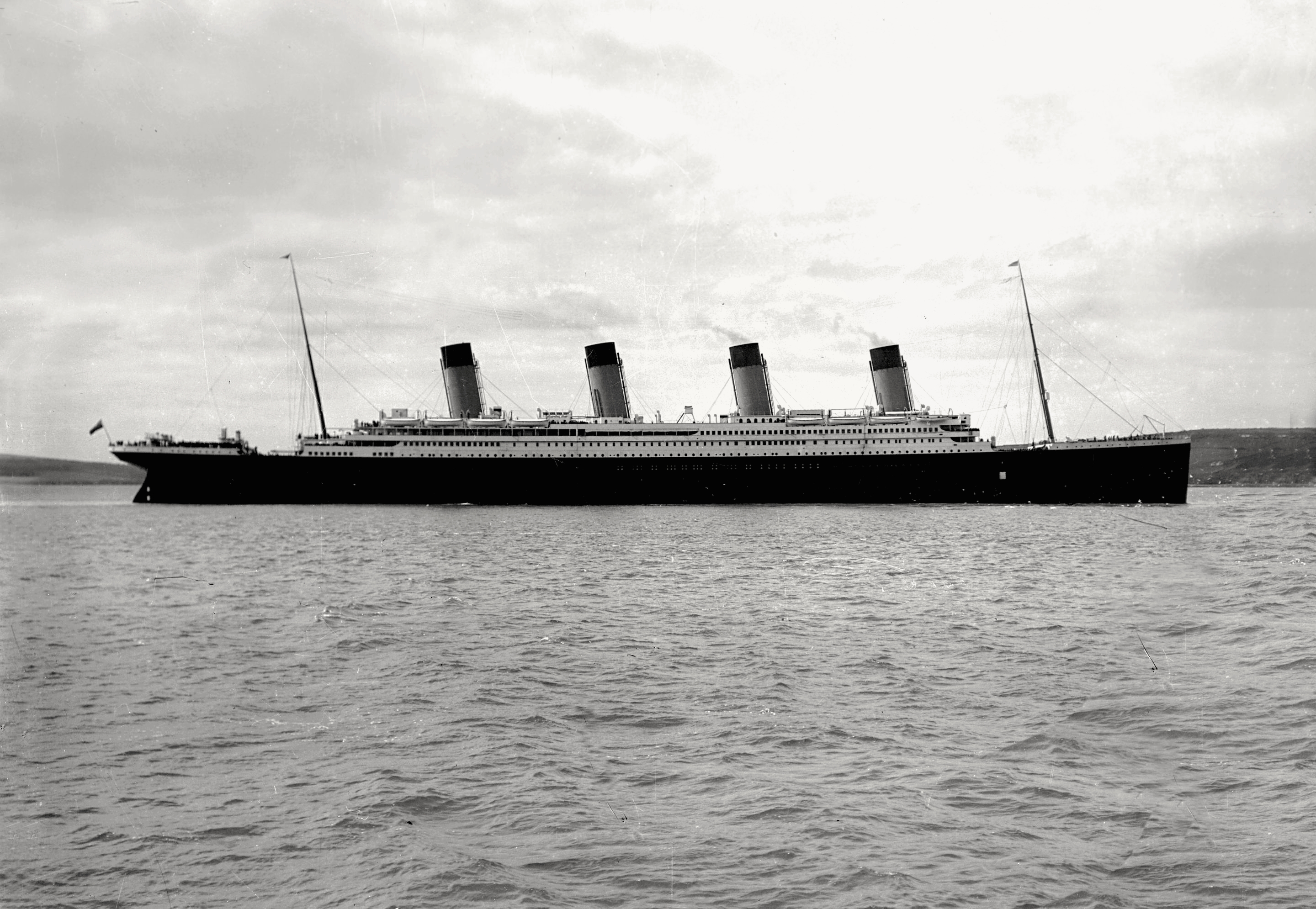
«Титаник» в гавани Корка
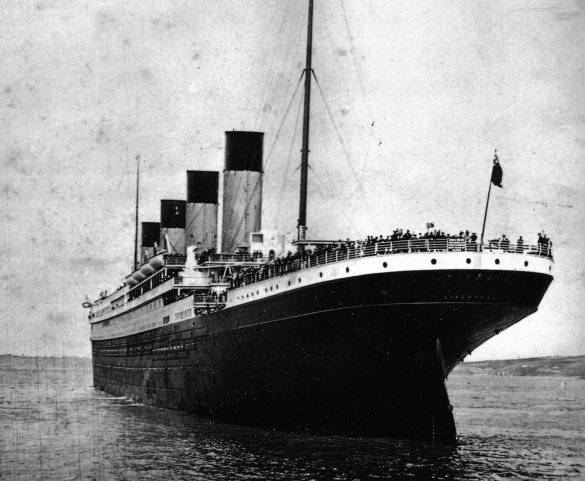
Вид на корму «Титаника» с борта «Америки»
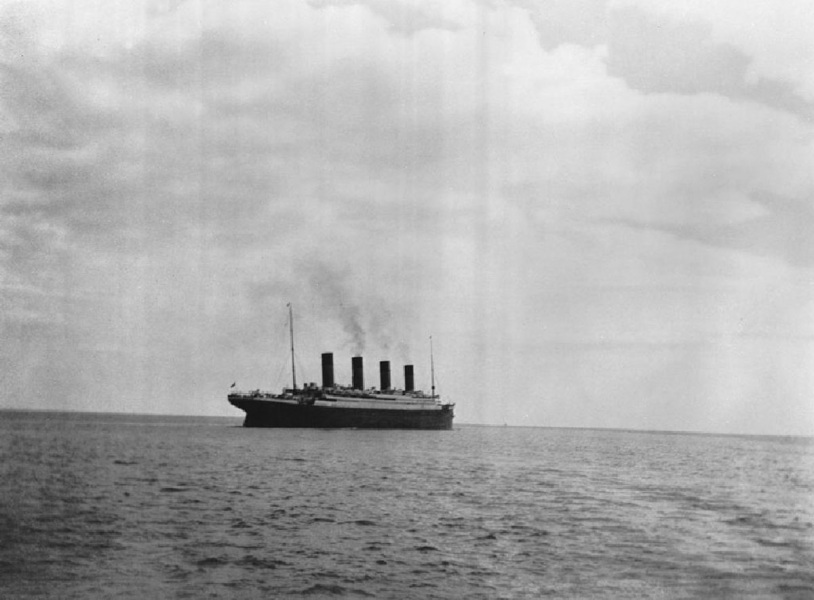
«Титаник» покидает гавань и выходит в Кельтское море (последняя прижизненная фотография лайнера)

### В Атлантике. 11—14 апреля
Когда «Титаник» достиг маяка Фастнед, обозначавшего начало трансатлантической трассы, капитан отдал команду «Полный вперёд», и пароход развил скорость 21 узел (39 км/ч). В 1898 году судоходные компании, корабли которых обеспечивали связь между Европой и Северной Америкой, заключили соглашение по обслуживанию некоторых линий, используемых в различное время года. Прежде всего, это должно было позволить судам избегать, особенно в определённые месяцы, районов, где существовала угроза льдов и туманов. Кроме того, точно обозначенные курсы при движении с востока на запад и обратно должны были помочь максимально снизить опасность столкновений идущих навстречу друг другу судов. И наконец, в случае аварии установленные коридоры в плавании по Северной Атлантике позволяли рассчитывать на быструю помощь другого судна, шедшего той же трассой. С 15 января по 14 августа 1912 года судам предписывалось двигаться по южной трассе, точка поворота на Нью-Йорк располагалась примерно в 750 км к юго-востоку от острова Ньюфаундленд. Делалось это для того, чтобы обойти район Большой Ньюфаундлендской банки, где скапливалось большое количество айсбергов и ледяных полей.
Айсберги, представляющие угрозу судоходству в Северной Атлантике, откалываются от ледников на западном побережье Гренландии. Там их подхватывает холодное Лабрадорское течение и несёт по морю Баффина сначала на север к островам Королевы Елизаветы, затем на юг мимо острова Баффинова земля в море Лабрадор, и у побережья Ньюфаундленда большая часть айсбергов застревает. Высокие приливы, вызванные рекордным сближением Луны и Земли в январе 1912 года, способствовали тому, что айсберги достигли Большой Ньюфаундлендской банки на месяц раньше. В апреле 1912 года над Атлантикой произошла регенерация двух антициклонов, в результате там господствовал северо-северо-западный ветер. Совпадение направлений постоянных ветра и океанского течения стало причиной проникновения айсбергов на юг дальше обычного.

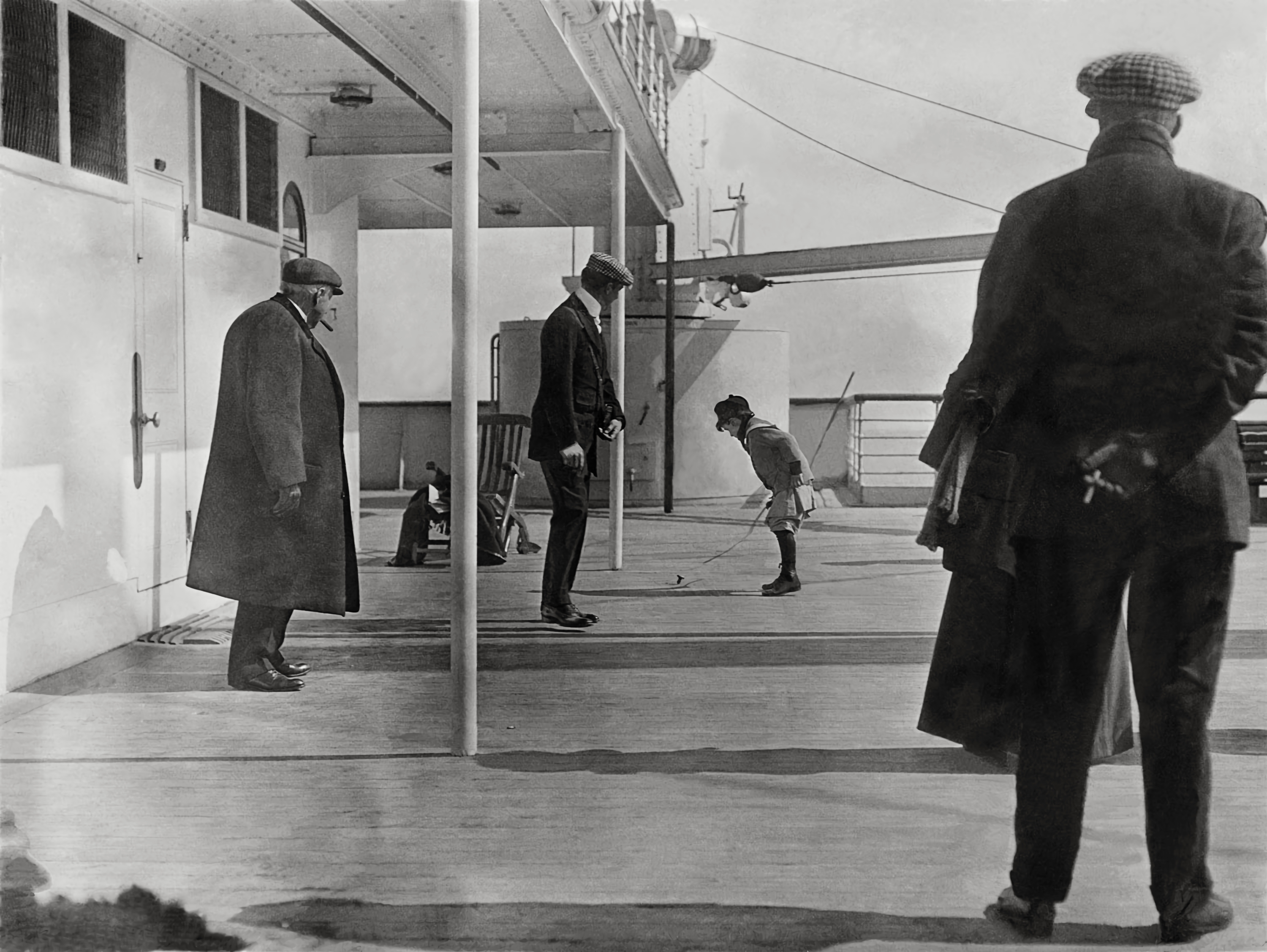
Пассажиры первого класса гуляют на палубе А: 6-летний Роберт Спедден запускает волчок, рядом стоит его отец Фредерик (оба спаслись)

Как только «Титаник» покинул Ирландию, небо прояснилось, на протяжении всего рейса стояла хорошая для этого времени года погода. Пассажиры много времени проводили на открытых палубах. По утрам некоторые из них совершали пробежки по просторным променадам. На борту пассажиры развлекались танцами, пением, игрой в бридж, покер, домино, шахматы. На открытых палубах популярностью пользовались мини-гольф, шаффлборд, набрасывание колец на шест и скакалка. Благодаря спокойному морю качка на борту почти не ощущалась. На «Титанике» издавалась судовая газета «Atlantic Daily Bulletin», в которой публиковались статьи на темы науки, литературы и искусства, подготовленные заранее до отплытия, а также последние новости политики, торговли, биржевая информация, сведения о скачках, полученные с континента по радиотелеграфу.
За 5 дней плавания было зафиксировано только четыре случая, когда пассажирам потребовалась медицинская помощь. Пассажирка 2-го класса Селен Кук обратилась в медпункт с сильной зубной болью, и доктор О’Лафлин удалил ей зуб. Пассажирка первого класса Рене Харрис по дороге в свою каюту поскользнулась на лестнице и сломала руку. Доктор Симпсон обработал рану и наложил гипс. Два других пассажира были больны ещё до отплытия. Пассажир Джон Росс переносил тяжёлую форму дизентерии. Самочувствие предпринимателя было так плохо, что в каюту первого класса его пронесли на носилках. К роковой ночи с 14 на 15 апреля состояние Росса заметно не улучшилось, он не нашёл в себе сил покинуть каюту, и, вероятно, погиб прямо в своей постели. Иманита Шелии из второго класса болела ангиной, доктор Симпсон навещал её 3-4 раза в день. Кроме того, сразу после посадки в Саутгемптоне она вместе с матерью высказала крайнее недовольство теснотой каюты. Женщины настойчиво требовали старшего стюарда переселить их в другую. В порядке исключения, учитывая состояние пассажирки, после выхода из Квинстауна их просьба была удовлетворена.
Каждое утро капитан в сопровождении старшего помощника, распорядителя рейса, старшего механика, старшего врача совершал полный обход судна, осматривая всё от пассажирских помещений до машинного отделения. За вторые сутки (от полудня 11 апреля до полудня 12 апреля) «Титаник» преодолел 715 км, за третьи сутки — 962 км, за четвёртые сутки — 1012 км. Поскольку корабль шёл западным курсом, каждую полночь часы на борту переводились на 45—59 минут назад.
В воскресенье 14 апреля пароход шёл уже со скоростью 22,75 узла (42 км/ч), но утром, по инициативе капитана, возможно, под давлением Брюса Исмея в котельной № 5 были запущены ещё два котла. Ранним утром была пасмурная погода, шёл мелкий дождь, дул западный ветер до 7 м/с. К полудню небо прояснилось, однако по сравнению с предыдущими днями плавания стало холодно. Температура воздуха составляла +6 °С. По воспоминаниям многих пассажиров, система парового отопления на борту не работала надлежащим образом. Из-за сильного похолодания помещения лайнера промерзали, и люди были вынуждены кутаться в пальто и меха, а пассажиры первого класса, в чьих каютах имелись дополнительные обогреватели, не медлили воспользоваться ими. В 11 часов все желающие могли принять участие в богослужении продолжительностью 45 минут. В первом классе его провёл капитан, являвшийся представителем англиканской церкви на борту, во втором — шеф-интендант. Компания «Уайт Стар Лайн» имела правило, по которому на её судах каждое воскресенье проводились шлюпочные учения, но под предлогом сильного ветра (который больше создавался движением лайнера) их отменили.
С 9:00 14 апреля радисты «Титаника» начали получать сообщения об айсбергах и ледяных полях с их координатами. Из семи ледовых предупреждений на мостик были переданы только четыре. Ознакомившись с ними, капитан принял решение скорректировать маршрут. Курс на косу Санди-Хук «Титаник» взял спустя час после прохождения точки поворота, где трансатлантические суда обычно брали курс на Нью-Йорк. Лайнер продолжал идти на юго-запад и прошёл порядка 40 км в этом направлении, прежде чем в 17:50 старпом Уайлд скомандовал рулевому: «Право руля 47 градусов», и «Титаник» с курса 242° лёг на курс 289°. Сделано это было для того, чтобы наверняка избежать встречи с айсбергами. Вечером сильно похолодало, за два часа температура воздуха упала с +6 °С до 0 °С, установился полный штиль, на поверхности воды отсутствовала даже рябь. Ночь с 14 на 15 апреля была безветренной, холодной, ясной и безлунной. «Титаник» шёл почти на предельной скорости, более 22 узлов.

### Крушение

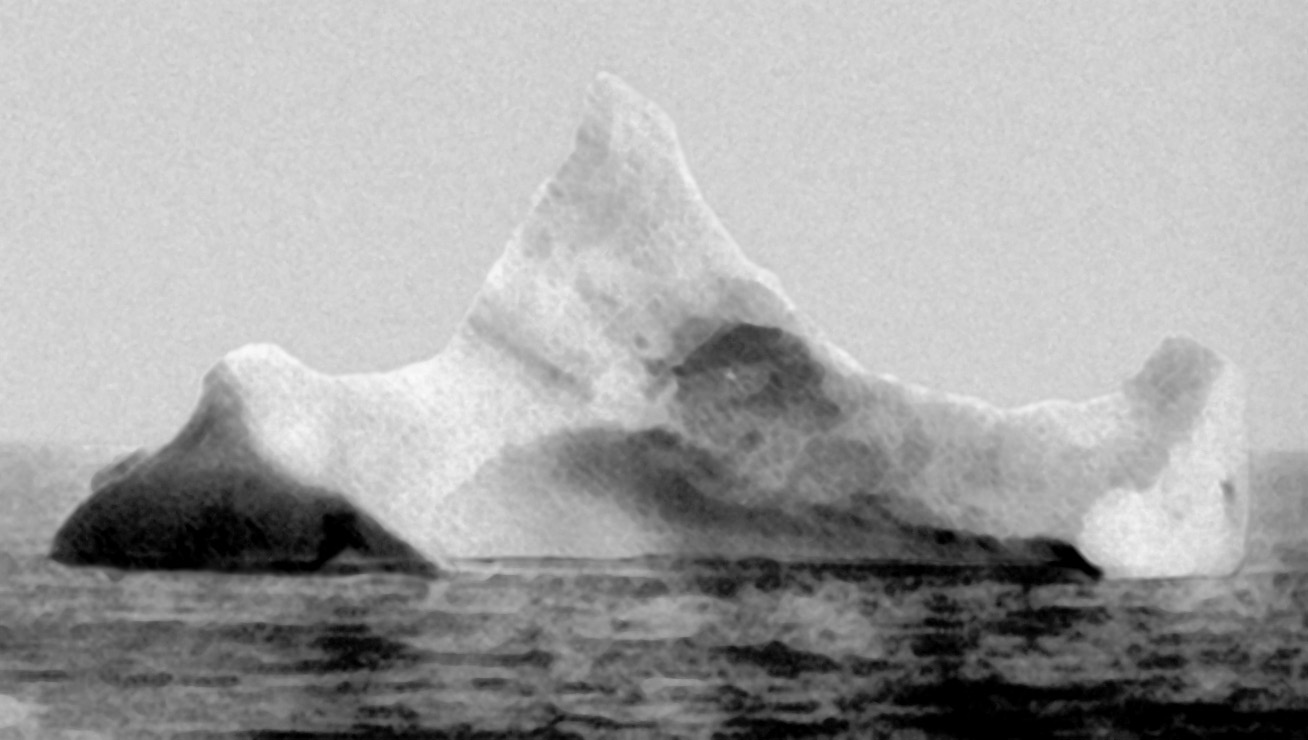
Айсберг, с которым, предположительно, столкнулся «Титаник»

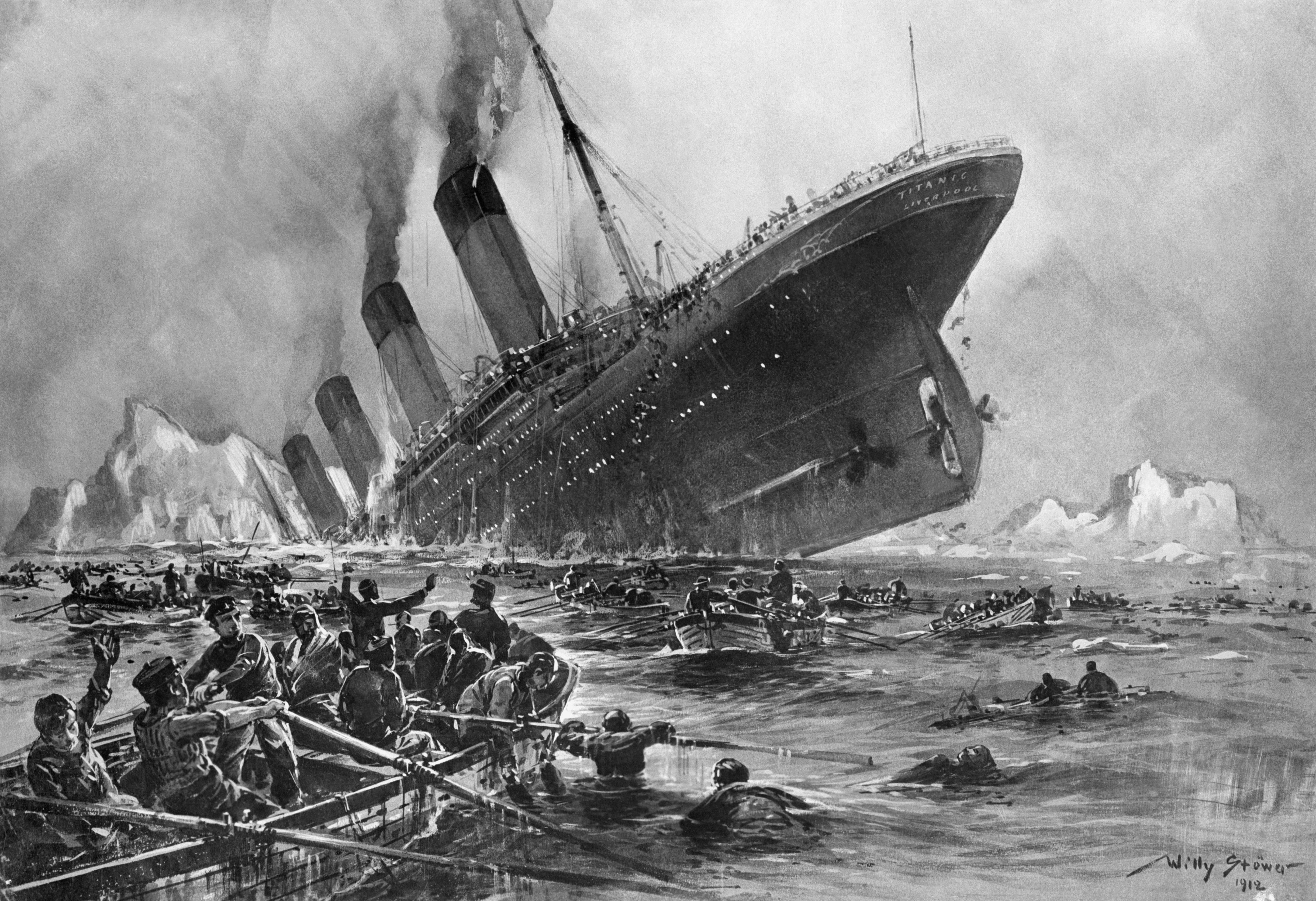
Вилли Штёвер. Тонущий «Титаник»

В 23:39 14 апреля вперёдсмотрящий Фредерик Флит заметил прямо по курсу примерно в 650 м айсберг. Ударив трижды в колокол, он доложил по телефону на мостик, где несли вахту шестой помощник Джеймс Муди и первый помощник Уильям Мёрдок. Мёрдок скомандовал рулевому Роберту Хитченсу «право на борт» и перевёл рукоятки машинных телеграфов в положение «стоп машина» (возможно, «полный назад»). Чуть позже, чтобы лайнер не задел айсберг кормой, он скомандовал «лево на борт». Однако «Титаник» был слишком велик для быстрого манёвра, пароход продолжал двигаться по инерции ещё 25—30 секунд прежде, чем его нос не начал медленно отклоняться влево. В 23:40 «Титаник» по касательной столкнулся с айсбергом. На верхних палубах люди почувствовали слабый толчок и лёгкое дрожание корпуса, на нижних палубах удар был чуть ощутимее. В результате столкновения в обшивке правого борта образовалось шесть узких пробоин суммарной длиной около 90 м и общей площадью всего 1,1 м². В результате контакта с айсбергом повреждёнными оказались пять носовых отсеков, на что система непотопляемости лайнера не была рассчитана. Конструктор Томас Эндрюс, вызванный капитаном для консультации, заявил, что корабль может оставаться на плаву не более полутора часов.
В 0:05 капитан Смит приказал экипажу готовить спасательные шлюпки к спуску, затем зашёл в радиорубку и приказал радистам передавать в эфир сигнал бедствия. Посадка первых пассажиров в шлюпки началась около 0:20, в них по приказу капитана сажали в первую очередь детей и женщин. Поскольку пассажирами столкновение практически не ощущалось, они неохотно покидали корабль, на котором внешне было всё в порядке: перебоев с электричеством не возникало, дифферент на нос в течение первого часа рос незначительно. Чтобы не началась паника, члены экипажа сообщали, что эвакуация проводится в качестве меры предосторожности. Посадкой пассажиров в шлюпки руководили помощники капитана. В течение первого часа были эвакуированы лишь 180 человек, шлюпки спускались полупустыми, члены команды лайнера даже не были осведомлены об их вместимости.
В 1:20 вода стала затапливать полубак. В это время появились первые признаки паники. Эвакуация пошла быстрее. В шлюпки садились люди, которые ещё недавно категорически отказывались. Тем временем пассажиры третьего класса не везде могли подняться наверх из-за того, что неосведомлённая о гибельном положении охрана не отпирала решётки, изолирующие их от помещений первого и второго классов.

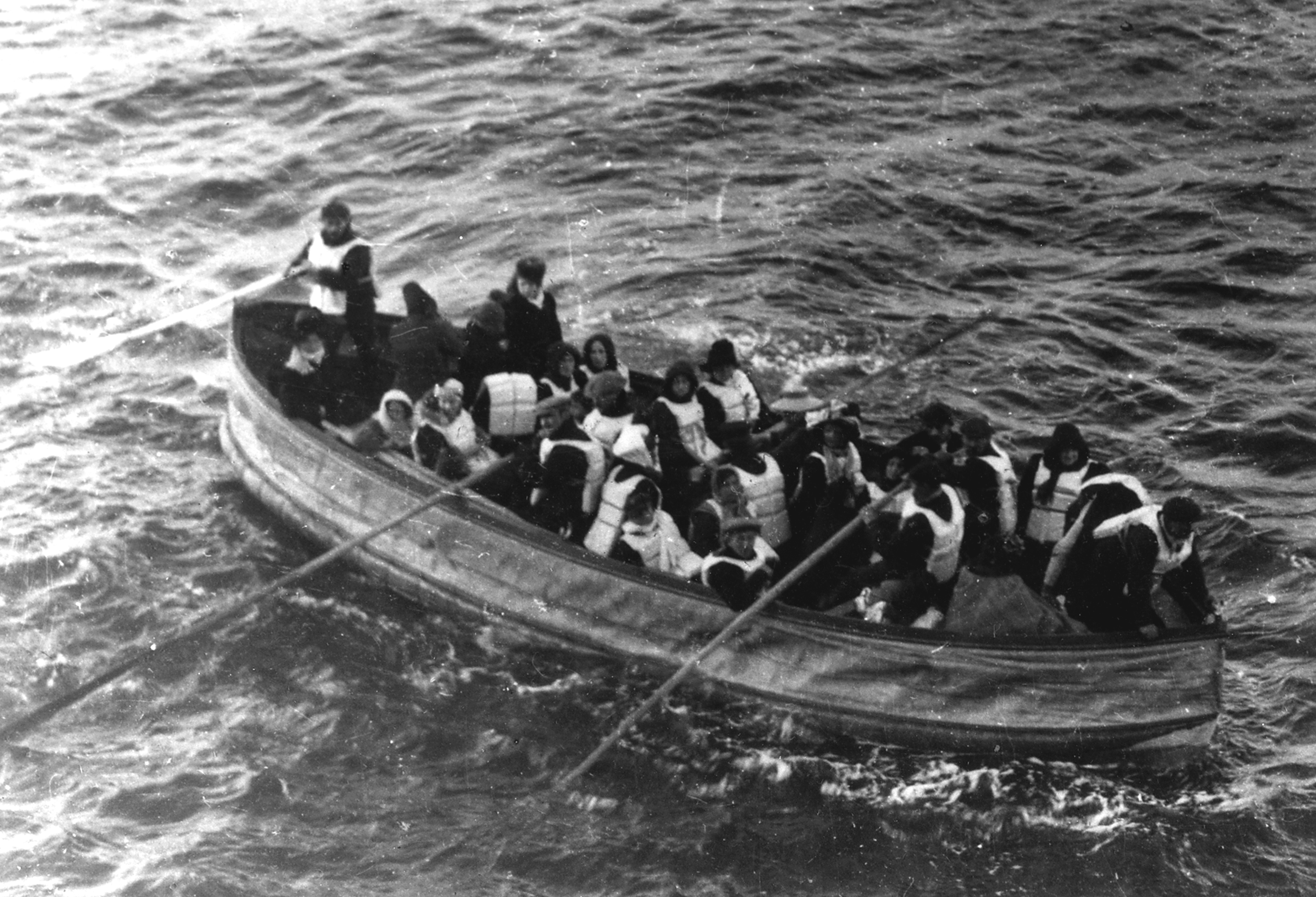
Складная шлюпка D подходит к «Карпатии»

На сигнал бедствия откликнулись и отправились на место бедствия 7 судов. Из них ближе всех (примерно в 93 км) находился пароход «Карпатия». Направляясь к тонущему «Титанику», он развил предельную для себя скорость 17 узлов. С мостика «Титаника» по правому борту офицеры заметили огни дрейфовавшего вдалеке судна, но оно не отвечало на сигнал бедствия, поэтому капитан приказал пускать белые сигнальные ракеты. Впоследствии оказалось, что это был британский пароход «Калифорниэн». Вахтенные на «Калифорниэне» видели все 8 ракет, выпущенных с «Титаника», но посчитали, что какое-то судно без радиотелеграфа информирует о том, что остановилось во льдах, а единственный радист «Калифорниэна» в это время спал.
После 1:30 дифферент на нос стал быстро расти, на борту началась паника. Шлюпки на корме по правому борту были спущены переполненными. Экипаж всеми силами старался сдержать натиск толпы и пропустить в шлюпки первыми женщин и детей. Пятый помощник Гарольд Лоу был вынужден сделать три предупредительных выстрела в воздух для усмирения обезумевшей толпы. Члены машинной команды не прекращали работу. Усилиями котельщиков, машинистов, механиков в системе поддерживалось давление пара, необходимое для выработки электроэнергии и работы насосов, откачивающих воду.

Состав выживших и погибших пассажиров и членов экипажа RMS «Titanic»

После 2:05 была спущена последняя шлюпка, около 2:10 вода начала затоплять шлюпочную палубу и капитанский мостик. Оставшиеся на борту 1500 человек ринулись в сторону кормы. Дифферент стал расти на глазах, в 2:15 обрушилась первая дымовая труба. В 2:16 отключилась электроэнергия. В 2:18 при дифференте на нос около 23° лайнер разломился. Носовая часть, отвалившись, сразу пошла ко дну, а корма заполнилась водой и затонула через две минуты. В 2:20 «Титаник» полностью скрылся под водой.
Сотни человек выплыли на поверхность, но почти все они погибли от переохлаждения: температура воды составляла −2 °С. На двух складных шлюпках, которые не успели спустить с лайнера, спаслось порядка 45 человек, в том числе и Рода Эббот, единственная женщина, которая была спасена после полного погружения «Титаника». Ещё 4 были спасены одной вернувшейся на место крушения шлюпкой (№ 14). Позже один из спасённых умер прямо на её борту. Спустя полтора часа после полного погружения «Титаника» на место бедствия прибыл пароход «Карпатия» и подобрал 712 выживших в крушении. Крушение «Титаника» унесло, по меньшей мере, 1496 жизней.

## Обломки

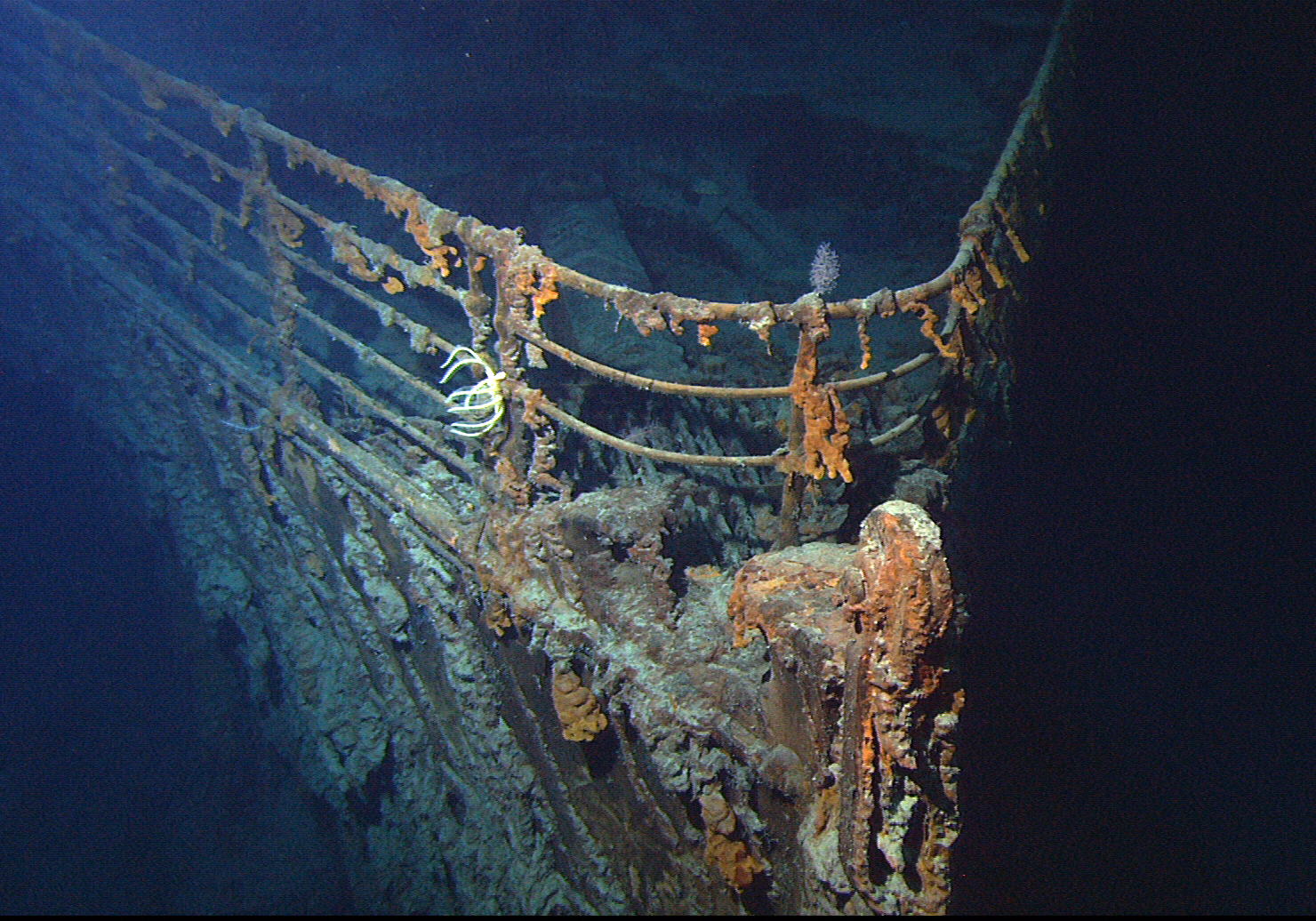
Нос «Титаника» в 2004 году

После крушения обломки «Титаника» опустились на глубину 3750 м. Носовая часть покоится в 600 м от кормовой. Помимо двух основных фрагментов лайнера, по дну на площади 4,8 × 8 км разбросаны десятки тысяч более мелких обломков: части корпуса судна, остатки мебели и отделки помещений, уголь, посуда, багаж и личные вещи людей. Нос и корма при падении на дно сильно деформировались. Палубы у места разлома в носовой части сложились одна на другую, борта выгнулись наружу, в средней части остова по обоим бортам образовались большие отверстия. Корма сначала погружалась винтами вверх, но на глубине около 150 м взорвались воздушные карманы, и она стала двигаться по спиралевидной траектории. При этом отлетела обшивка корпуса, отслоились палубные настилы, отвалилось двойное дно, полностью разрушились верхние палубы.
Намерение поднять «Титаник» родилось сразу после крушения. Родственники богатых пассажиров, погибших в катастрофе, обсуждали возможность поднять затонувший лайнер, однако в 1912 году необходимые для этого технологии отсутствовали. Также обсуждалась идея сбросить на дно динамитные заряды, чтобы в результате взрывов на поверхность всплыли некоторые тела. Но и от этого, в конце концов, отказались. С началом Первой мировой войны интерес к «Титанику» ослаб и лишь в 1950-х возрос с новой силой. Тогда же вернулись к амбициозной идее поиска и подъёма обломков парохода. Разными учёными и изобретателями предлагались многие оригинальные способы: так, Дуглас Уолли в 1966 году предложил обложить корпус пластиковыми контейнерами с водой и пропустить сквозь них электрический ток, чтобы полученные путём электролиза газы, по его заявлению, подняли судно. Члены международной экспедиции Ласло Саске и Амбриуш Балаш предполагали получить посредством электролиза на глубине водород и кислород, наполнить ими пластиковые резервуары, которые должны были поднять лайнер на поверхность. Артур Хики предложил заморозить корпус судна изнутри, чтобы он всплыл на поверхность, подобно кубику льда. Джон Пирс планировал заморозить «Титаник», обложив его сетью, наполненной жидким азотом. Предлагались и другие необычные схемы подъёма, включая план по заполнению корпуса судна шариками для настольного тенниса или 180 000 тонн жидкого воска.
Первую серьёзную попытку найти «Титаник» предпринял техасский нефтяной магнат Джек Гримм. Его экспедиция вышла к острову Ньюфаундленд в 1980 году. На борту исследовательского судна находилась гидроакустическая аппаратура, которую спускали под воду и буксировали за судном. Но в ходе этой и двух последующих экспедиций «Титаник» обнаружить не удалось. В 1970-е руководитель лаборатории глубоководных исследований океанографического института в штате Массачусетс Роберт Баллард стал готовиться к экспедиции по поиску обломков «Титаника» при помощи батискафов. Он принял участие в разработке и финансировании аппаратов «Ясон» и «Арго». «Арго» имел две акустические системы и был оснащён пятью видеокамерами. Собрав данные о районе крушения «Титаника», 24 августа 1985 года в области поисков начали работать аппараты «Ясон» и «Арго». 1 сентября в 0:48 в объективы видеокамер, установленных на «Арго», попал котёл «Титаника», вскоре была обнаружена носовая часть. Большой неожиданностью оказалось то, что нос и корма отстоят друг от друга на 600 м, до этого считалось, что «Титаник» затонул целиком.

### Текущее состояние
Обломки корабля покрыты налётом, образуемым продуктами жизнедеятельности микроорганизмов, и многослойной ржавчиной, толщина которой постоянно растёт. Помимо этого, на корпусе и возле него проживают 24 вида беспозвоночных животных и 4 вида рыб, из них 12 видов беспозвоночных явно тяготеют к обломкам кораблекрушения, поедая металлические и деревянные конструкции. Интерьеры «Титаника» почти полностью уничтожены. Деревянные элементы поглотили глубоководные морские черви. Остатки палубных настилов покрывает слой из раковин моллюсков. Всё меньше остаётся предметов из органических материалов. Их постепенно расщепляют абиссальные редуценты. Все человеческие тела целиком разложились, о них напоминают лишь несколько лежащих бок о бок пар обуви.
Со многих металлических деталей свисают сталактиты ржавчины. Её бугристая поверхность принимает формы пластинчатых ветвлений, складок и гроздьев. В ходе экспедиции 1991 года на поверхность с целью химико-биологического исследования было поднято несколько фрагментов ржавчины. В 2010 году в этих образцах после проведённого анализа ДНК специалистами из Испании и Канады был обнаружен ранее неизвестный вид бактерий, получивший название Halomonas titanicae.
Состояние обломков стремительно ухудшается. В период с 1985 по 2010 год отвалилась и упала в грузовой люк марсовая площадка, обрушилась часть шлюпочной палубы и палубы А (почти целиком развалились офицерские каюты и гимнастический зал, частично обрушились фальшборты на променаде палубы А), прогнулась мачта. По мнению микробиолога Роя Каллимора, при умеренной скорости роста ржавчины остов полностью рассыпется на небольшие фрагменты на рубеже XXI и XXII столетий. Уцелеют лишь массивные металлические конструкции — котлы, двигатели и якоря.
С 1985 по 2010 год к обломкам «Титаника» было совершено 17 экспедиций, на поверхность поднято свыше пяти тысяч предметов — от личных вещей пассажиров до 17-тонного куска обшивки. В конце января 2020 года газета The Daily Telegraph сообщила, что в ходе одной из таких экспедиций, предпринятой в июле 2019 года, «глубоководный подводный аппарат с британскими учёными на борту столкнулся с затонувшим лайнером, однако долгое время инцидент держался в секрете властями США». По данным газеты, подлодка столкнулась с лежащим на океанском дне лайнером в результате потери управления из-за сильного и крайне непредсказуемого течения, однако ущерб, нанесённый затонувшему кораблю, был незначительным.
В сентябре 2022 года было опубликовано видео затонувшего лайнера в высоком разрешении 8K, снятое исследователями океанов из OceanGate Expeditions. На видео можно разглядеть нос корабля, якорь левого борта, первый корпус, огромную якорную цепь, грузовой отсек номер один и прочные бронзовые опоры, а также то как разрушается корпус корабля под воздействием времени, солёной воды, давления и микробов.
В мае 2023 года была закончена работа по формированию полноразмерной цифровой 3D-модели в высоком качестве, что позволило взглянуть на всё судно целиком, а не на отдельные его фрагменты. Эта модель была создана путём объединения более чем 700 тысяч фотографий и видеосъёмок созданных летом 2022 года дистанционно управляемыми глубоководными аппаратами, в научной экспедиции проведённой британскими компаниями Magellan Ltd, занимающейся картографированием морского дна, и Atlantic Productions — производителем телевизионных программ.
В июне 2023 года произошло крушение батискафа «Титан», осуществлявшего очередное погружение к обломкам лайнера. 5 человек, находившихся на борту аппарата, погибли. 22 июня обломки разрушенного имплозией батискафа были найдены на дне, в двух сотнях метров от носовой части «Титаника».

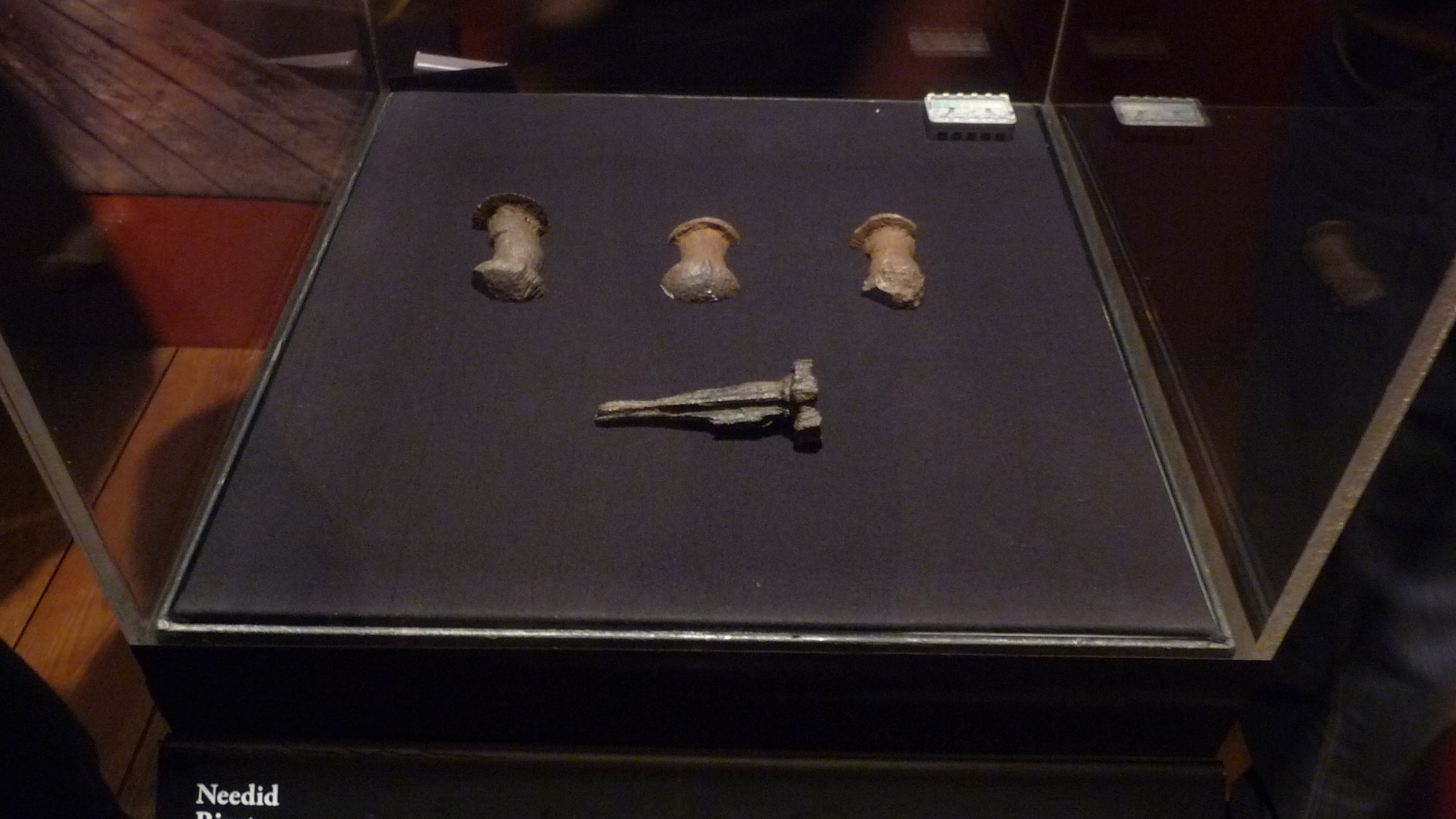
Заклёпки
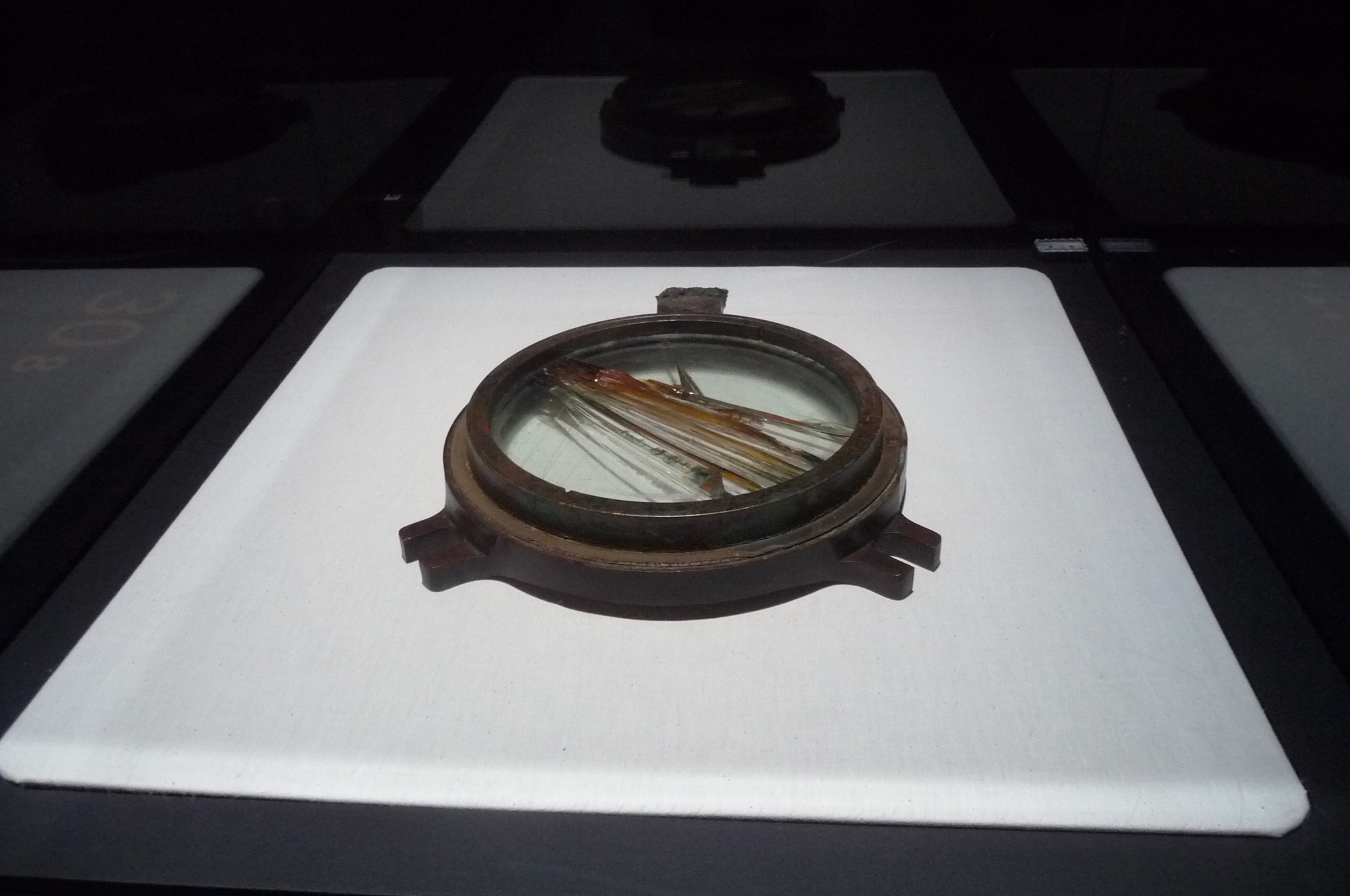
Иллюминатор
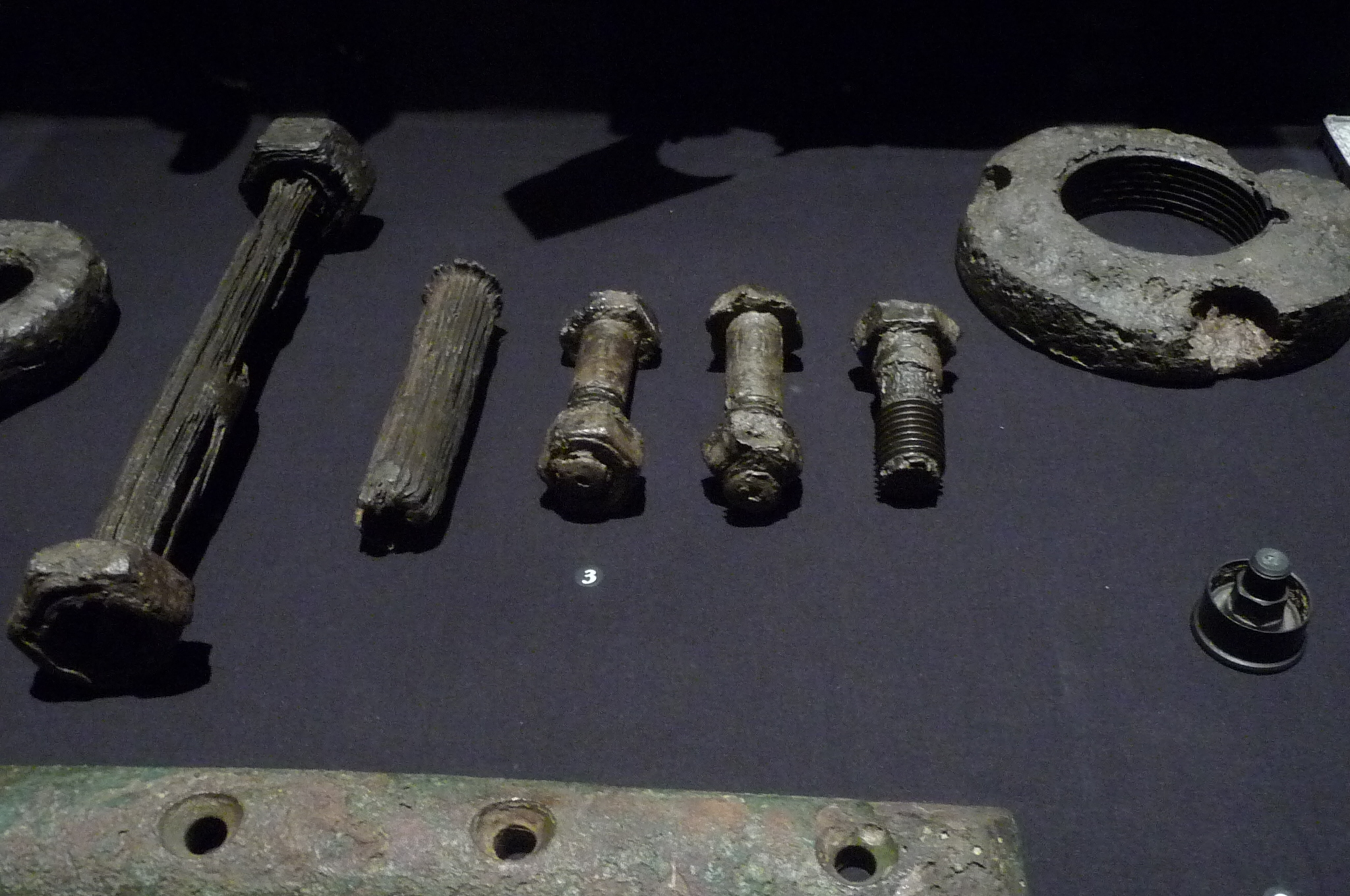
Шлюпбалочные болты
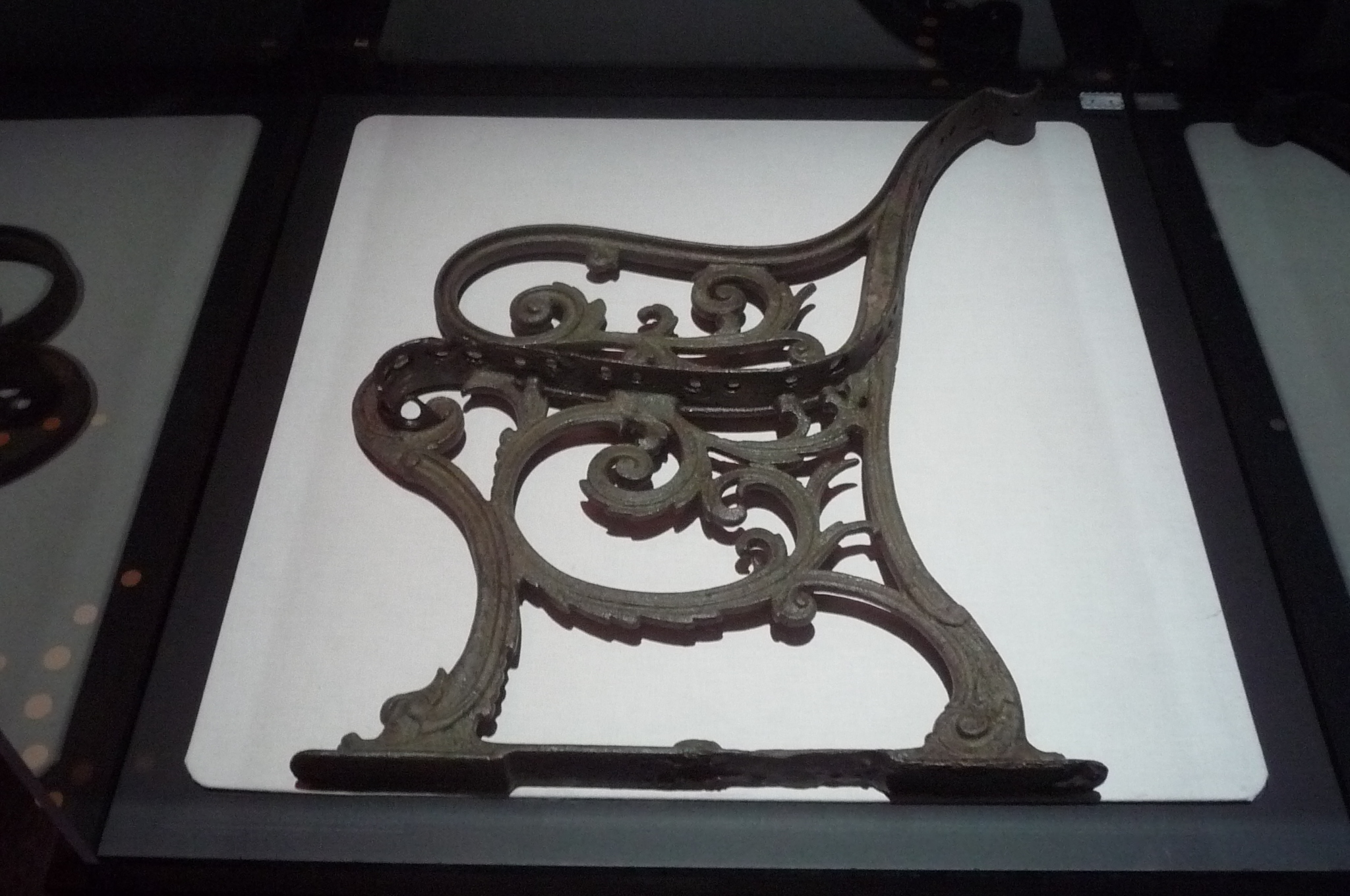
Боковина скамьи с одной из прогулочных палуб

## В массовой культуре
«Титаник» занимает значительное место в массовой культуре. На протяжении десятилетий со дня крушения не угасает интерес к истории лайнера, обстоятельствам катастрофы, биографиям людей, так или иначе связанных с «Титаником». Трагической судьбе корабля посвящено множество книг, фильмов, стихов, песен, спектаклей, произведений скульптуры и архитектуры. Название парохода часто употребляется как имя нарицательное. В общественном сознании «Титаник» стал символом надменности, самонадеянности, гордыни и классового неравенства.
По мнению британского писателя Дона Фостера, крушение «Титаника» ознаменовало конец эры самоуверенности и оптимизма. Он отметил, что участь, постигшая лайнер, схожа с классическими древнегреческими трагедиями, а эпизоды героизма и сентиментальности наряду с притворством и парадоксальностью придают истории «Титаника» характерные для елизаветинской трагедии черты. Близость к сюжетам всемирно известных произведений литературы, будь то древнегреческие мифы о Титанах, Икаре и Нарциссе или трагедия Макбет, только способствовала возникновению сильного общественного резонанса в связи с крушением лайнера. Публицист Уин Уэйд отмечал, что трагедия отделила XIX век от XX, а по психологическому воздействию на англоговорящий мир того времени её можно сравнить с убийствами Авраама Линкольна и Джона Кеннеди. Стефани Барщевски назвала гибель «Титаника» одним из самых захватывающих событий в истории человечества. Неугасающий интерес к кораблю она объяснила глубоким символизмом и трагизмом, которыми наполнена его история. «Человеческая изобретательность может обеспечивать [успех], но она же несомненно терпит поражение, когда случайно встречается с силами природы», — заключила Барщевски.
Выделяются четыре волны повышенного интереса к «Титанику». Первая началась сразу после крушения, но в 1914 году, когда разыгралась Первая мировая война, прекратилась. Во второй раз всплеск повышенного внимания наблюдался после выхода в 1955 году книги-бестселлера Уолтера Лорда «Последняя ночь». Спустя три года на экраны вышел одноимённый художественный фильм. Третья и наиболее продолжительная волна популярности началась в 1985 году после обнаружения экспедицией Роберта Балларда обломков лайнера на океанском дне. В 1997 году в прокат вышел художественный фильм Джеймса Кэмерона «Титаник», вновь усиливший общественный интерес к истории лайнера. Гибель в январе 2012 года круизного судна «Коста Конкордия» за три месяца до 100-летней годовщины катастрофы «Титаника» и памятные мероприятия, посвящённые трагической дате, ознаменовали последний скачок интереса, продолжающийся и по сей день.

### В литературе

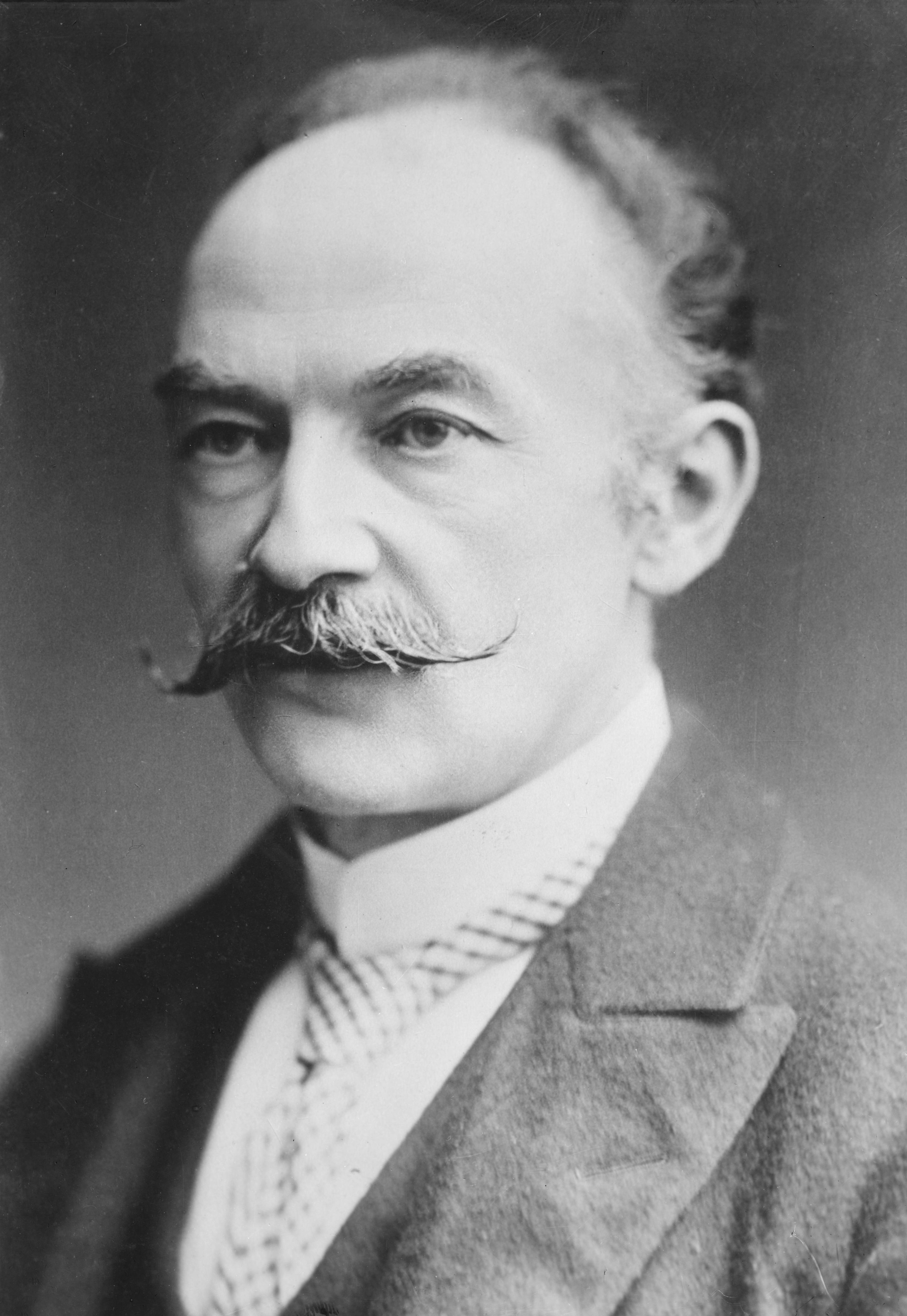
Автор «Схождения двоих» Томас Харди

Первыми на катастрофу отреагировали поэты. Их многочисленные элегии, посвящённые гибели «Титаника», заполонили полосы газет и страницы литературных журналов. Эдвин Дрю выпустил целый сборник под названием «Основные события крушения „Титаника“, рассказанные в стихах». Стихотворение «Схождение двоих», написанное известным поэтом Томасом Харди, вышло в свет 14 мая — ровно через месяц после катастрофы. В нём автор осудил стремление к чрезмерной роскоши, тщеславие и присущие человеку той эпохи иллюзии по поводу своего технического могущества. «Титаник» получил очень широкое распространение в научно-популярной литературе, авторами некоторых из документальных книг были сами очевидцы трагедии: Арчибальд Грейси, Лоуренс Бизли, Чарльз Лайтоллер, Артур Рострон. Подвиги пассажиров и членов экипажа не раз оказывались в центре сюжета художественных произведений, таковы, например, «Спасённая с „Титаника“» Лии Флеминг или роман «„Титаник“. Псалом в конце пути» Эрика Фоснера Хансена, посвящённый оркестру. В 1976 году Клайв Касслер опубликовал приключенческий роман «Поднять „Титаник“», кульминацией которого явилась сцена подъёма затонувшего лайнера на поверхность при помощи цистерн со сжатым воздухом и последующей буксировки в Нью-Йорк. В 1996 году вышла книга Уильяма Сейла «Шерлок Холмс и трагедия „Титаника“», по сюжету которой всемирно известный сыщик, направляющийся для выполнения важного правительственного задания в США на «Титанике», вынужден на борту приступить к расследованию кражи и убийства.
Опубликованная в 1898 году, новелла Моргана Робертсона «Тщетность, или Крушение „Титана“» описывает затопление огромного и считавшегося непотопляемым океанского лайнера «Титан» в Северной Атлантике апрельской ночью в результате столкновения с айсбергом. Ввиду большого числа сходств с произошедшей четырнадцатью годами позже реальной катастрофой, новелла по сей день воспринимается многими «пророческой».

### В живописи
«Титаник» и его интерьеры не раз вдохновляли художников разных направлений живописи. Джимми Ломбардо изобразил внутреннее убранство парохода в стиле экспрессионизм. Значительный цикл работ, посвящённых «Титанику», написал американский художник и историк Кен Маршалл. С фотографической точностью Маршалл изобразил лайнер с множества ракурсов, а также некоторые его интерьеры. В его картинах «Титаник» запечатлён на ходовых испытаниях, отправляющимся из Саутгемптона, во время рейса, на разных стадиях затопления и на океанском дне. Кроме того, для книги «Inside the Titanic» художником написаны несколько иллюстративных разрезов, наглядно показывающих внутреннее обустройство судна.

### В музыке

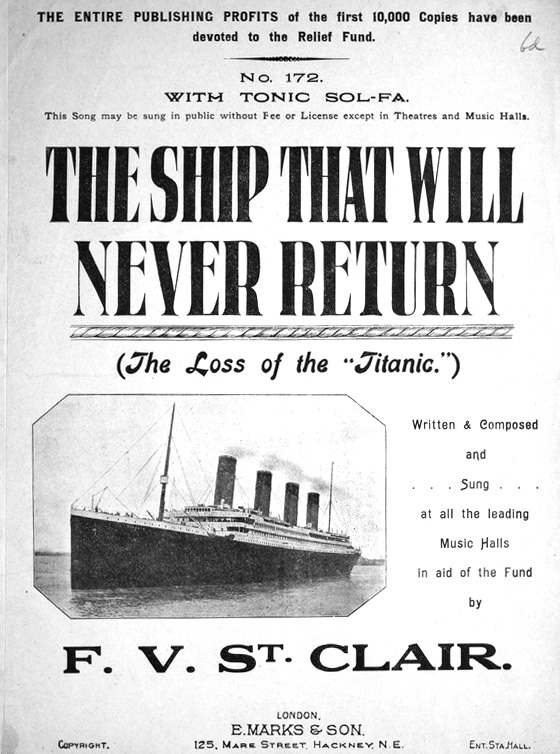
Обложка нот к песне «Корабль, который никогда не вернётся»

Множество песен было написано сразу после катастрофы. По мнению американского фольклориста Дональда Уилгуса, «Титаник» вдохновил на создание «пожалуй, наибольшего количества песен, чем любая другая катастрофа, а возможно, и любое событие в американской истории». Первая песня о «Титанике» была написана спустя всего 10 дней после катастрофы. За 1912—13 года вышло более 100 песен, посвящённых лайнеру. В текстах музыкальных произведений наряду с выражением скорби поднимались наболевшие нравственные, социальные, политические и религиозные проблемы. Делался акцент на уроках трагедии, в частности, на смягчении социального неравенства. В то же время многим песням раннего периода было свойственно прославление исключительно состоятельных пассажиров, ушедших на дно вместе с кораблём. Их храбрость и самопожертвование напрямую связывались с высоким социальным статусом и богатством, как в одной из популярных песен 1910-х: 

Были миллионеры из Нью-Йорка,

А другие из города Лондона.
 Они все были храбрецами, и мужчин, и женщин спасали,
 Когда великий «Титаник» тонул.
 Экипаж и пассажиров низкого достатка воспевали реже. Гибель мультимиллионера, самого богатого пассажира «Титаника», Джона Астора была неоднократно отмечена в песнях как яркий пример великодушия и чести. В песне «Герой терпит неудачу из-за Царя морей» Астор назван прекрасным принцем богатства, ему приписывались такие качества, как благородство, смелость, честность, самопожертвование не только ради спасения любимой женщины, но ради людей низшего социального статуса.

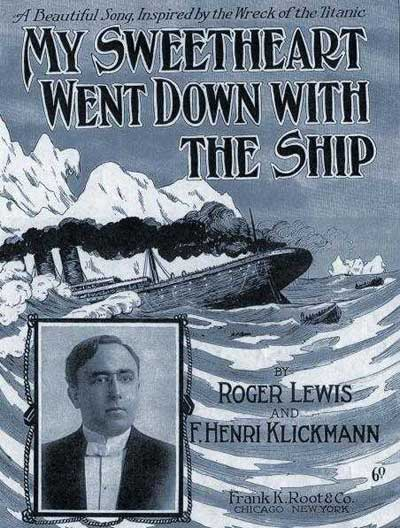
Обложка нот к песне «Мой любимый утонул с этим кораблём», посвящённой крушению «Титаника»

После окончания Первой мировой войны градус цинизма снизился. В 1924 году американским кантри-исполнителем Эрнестом Стоманом[уточнить] была выпущена песня The Titanic, ставшая одним из популярнейших вокальных произведений 20-х годов. Автору удалось продать около миллиона копий. Кораблю также посвящали свои песни певцы Карсон Робисон, Рэббит Браун, Фрэнк Хатчинсон , Вилли Джонсон, Дорси Диксон, Боб Дилан и другие.
В первые недели после катастрофы было организовано множество благотворительных музыкальных концертов, вырученные средства шли семьям погибших и пострадавших. В лондонском Альберт-холле под руководством британского композитора Эдуарда Элгара состоялся благотворительный концерт с участием 500 музыкантов. Мероприятие имело большой успех, полученная прибыль была отправлена семьям погибших на борту «Титаника» музыкантов.
История «Титаника» легла в основу нескольких мюзиклов. Один из известнейших из них — «Непотопляемая Молли Браун», снятый с опорой на биографию пассажирки первого класса Маргарет Браун, вышел в 1960 году. В 1997 году мюзикл «Титаник» был удостоен пяти премий Тони, включая приз за лучший мюзикл. Мюзикл ставился на Бродвее на протяжении двух лет, а также игрался в Германии, Японии, Канаде и Австралии.
В 1997 году Джеймс Хорнер выпустил саундтрек к фильму «Титаник» Джеймса Кэмерона, насчитывающий 15 композиций. Музыкальное сопровождение к драме получило ряд престижных наград, в том числе премии Оскар, Золотой глобус и Грэмми.

### В кинематографе

«Титаник» в одноимённом фильме Джеймса Кэмерона

«Титаник» показан во многих фильмах самых разных жанров: от мультипликационных и короткометражных пародий до документальных и фильмов-катастроф. Наибольшее число лент на данную тематику было снято в Великобритании, США, Франции и Германии. Вышедший в 1953 году фильм «Титаник» режиссёра Жана Негулеско был удостоен премии «Оскар» за сценарий, а вышедший в 1997-м «Титаник» Джеймса Кэмерона — 11 «Оскаров», в том числе за лучший фильм года. Это рекордное количество наград Американской киноакадемии, полученных одним фильмом; «Титаник» делит этот рекорд с фильмами «Бен-Гур» (1959) и «Властелин колец: возвращение короля» (2003), также удостоенными 11 «Оскаров». Для съёмок фильма Кэмерона был выстроен односторонний полномасштабный макет лайнера без носа и несколько малых макетов. В создании декораций, воссоздании интерьеров корабля принимали участие известные историки и исследователи «Титаника», такие как Дон Линч, Паркс Стивенсон и Кен Маршалл. «Титаник» стал первым фильмом, кассовые сборы которого превысили 1 млрд долларов, и только в начале 2010 года картина потеряла статус самой кассовой за всю историю кинематографа, уступив другой ленте Джеймса Кэмерона — «Аватар». К 100-летней годовщине крушения были приурочены выходы на экраны многосерийного художественного фильма «„Титаник“: Кровь и сталь», рассказывающего об истории постройки лайнера, и четырёхсерийного фильма «Титаник», посвящённого трагическому рейсу.

### В компьютерных играх
На тему «Титаника» выпущено множество видеоигр на различных платформах. В большинстве из них игра ведётся от лица пассажира обречённого лайнера, пытающегося спастись, либо дайвера, изучающего затонувшие обломки. В 1996 году вышла игра «Титаник: Прошлое можно изменить», отличавшаяся от своих предшественников по данной тематике большей точностью воссоздания интерьеров и экстерьера корабля. Игра проходит от первого лица от имени британского шпиона, пытающегося заполучить ценные артефакты, перевозимые немецкими агентами. После столкновения с айсбергом события в игре начинают происходить в реальном времени. Разработчикам игры удалось воссоздать хронологию крушения с достаточно высокой точностью. «Титаник» присутствует в нескольких судоводительских симуляторах, например, «Ship Simulator 2006», «Ship Simulator 2008», «Virtual Sailor», Silent Hunter III. В 2012 году компания «Four Funnels Entertainment» анонсировала выход игры «Титаник: Честь и слава». По словам разработчиков, в игре будут представлены самые полные и исторически верные локации «Титаника», а также саутгемптонского порта. C 2010 года проводится 1 раз в год браузерная РПГ-игра «Титаник вояж», в которой воссоздаётся в реальном времени первый и последний рейс «Титаника» и его крушение; игра длится с 10 по 19 апреля. В 2015 вышла игра на платформе Roblox под названием "Roblox Titanic".

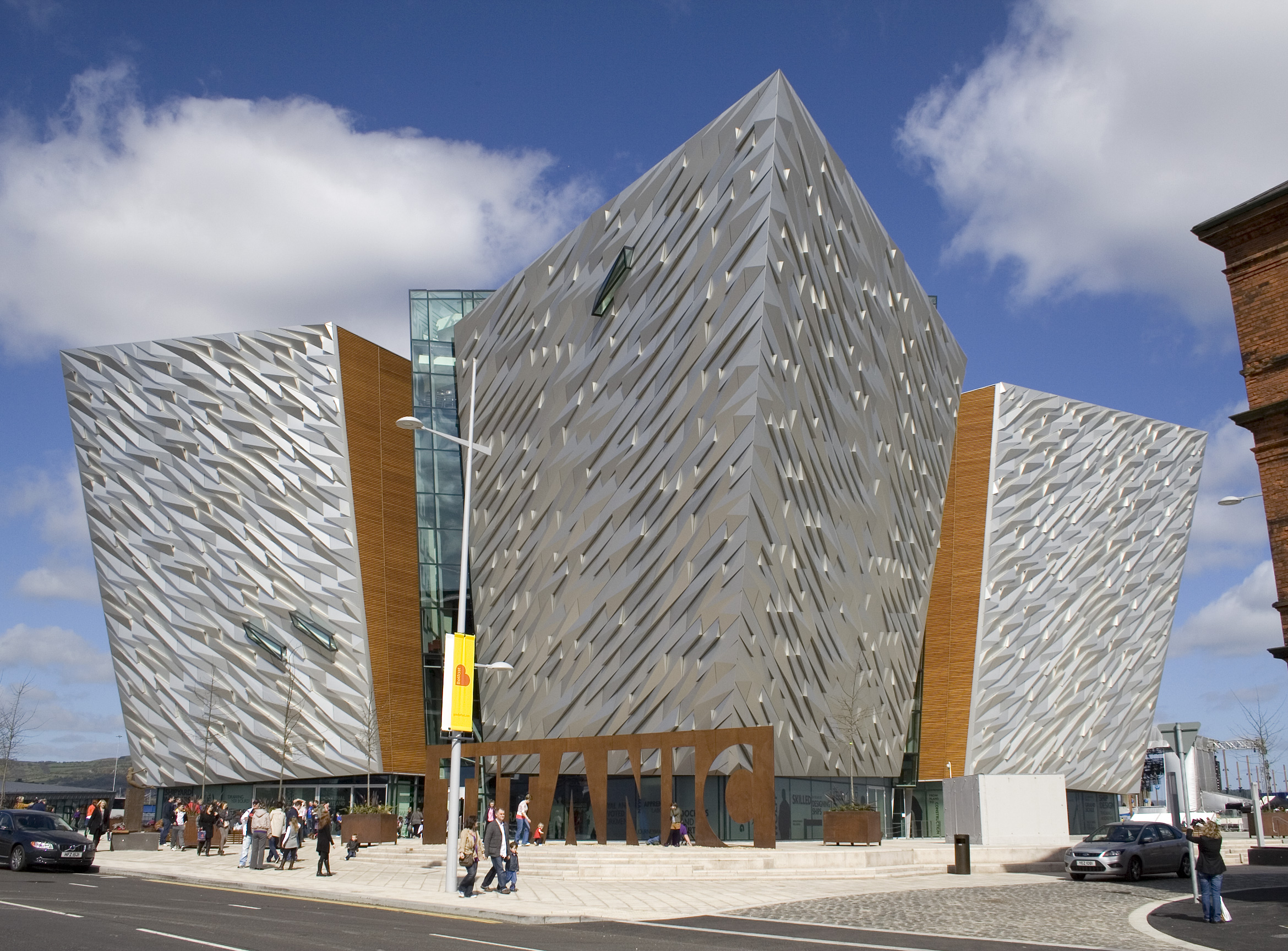
Здание музея «Титаника» в Белфасте, формой напоминающее носы кораблей начала XX века

### Экспозиции и музеи
Самые крупные музеи истории «Титаника» находятся в тесно связанных с ним городах. В Белфасте рядом с верфью «Харленд энд Вулф» 31 марта 2012 года в 103-ю годовщину начала строительства «Титаника» открылся музей-памятник. Каждый из девяти его павильонов посвящён определённому этапу истории лайнера, начиная с предпосылок создания, рождения идеи постройки судна-гиганта и кончая современным состоянием обломков, историей их исследования. В Англии богатые экспозиции «Титаника» находятся в двух морских музеях Ливерпуля и музее «SeaCity» в Саутгемптоне. Часть артефактов выставлена в музеях США. Организация «RMS Titanic Inc», которой принадлежат права владения обломками затонувшего парохода и подъёма артефактов, имеет представительство в Лас-Вегасе. В гостинично-развлекательном комплексе «Луксор Лас-Вегас» есть постоянная выставка, на которой, к примеру, представлена самая большая деталь, поднятая со дна, — 17-тонный кусок обшивки. В Морском музее Атлантики канадского Галифакса выставлены предметы, найденные на поверхности поисково-спасательными судами после крушения. Это в основном деревянные элементы отделки, мебели и настила палуб, самым ценным экспонатом является деревянный шезлонг.
В 2024 году британский аукционный дом Henry Aldridge & Son выставил на торги золотой хронометр, принадлежавший Джону Джейкобу Астору. Часы за 1,175 млн фунтов (1,38 млн евро) приобрёл анонимный коллекционер из США. По данным аукционного дома, эти часы стали самым дорогостоящим сувениром с «Титаника», когда-либо выставленным на торги. Ранее таковым считалась скрипка, на которой играли во время катастрофы, проданная за 1,1 млн фунтов на том же аукционе.